# مرض آلزهايمر
مرض آلزهايمر (اختصارًا آلزهايمر)(1) أو خرَف الشيخوخة هو مرضٌ تحلليٌ عصبيٌ مزمنٌ، عادةً ما يبدأ بطيئًا ويزداد سوءًا بالتدريج مع مرور الوقت. يُعتبر سببًا لحوالي 60-70% من حالاتِ الخَرَف. يبدأ عادةً بحدوث صعوبةٍ في تذكر الأحداث الأخيرة، ومع تقدم المرض، تظهرُ أعراضٌ تتضمن مشاكلًا في اللغة، وتَوَهانًا (يشملُ الضَياع بسهولة)، وتقلباتٍ في المزاج، وضعفًا في الدافِع، عدم القُدرة على العناية بالنفس، ومشاكلًا سلوكية. مع ازدياد سوء حالة الشخص، فإنهُ غالبًا ما ينسحبُ من بيئة الأسرة والمجتمع. وتدريجيًا، يفقدُ الشخص وظائفه الجسمية، مما يؤدي في النهاية إلى الوفاة. تختلفُ سرعة تقدم المرض من حالةٍ لأخرى، ولكن رغم هذا، إلا أنَّ متوسط العُمر المتوقع بعد التشخيص يتراوح بين 3-9 سنوات.
سببُ حدوث مرض آلزهايمر غير مفهومٍ جيدًا. يُعتقدُ أنَّ حوالي 70% من خطر الحدوث مرتبطٌ بوراثة المرض من والدي الشخص مع كثيرٍ من الجينات المُتأثرة. تتضمن عوامل الخطر وجود تاريخٍ لإصابات الرأس والاكتئاب وارتفاع ضغط الدم. ترتبطُ آلية المرض باللويحات والتشابكات اللييفية العصبية في الدماغ. يعتمدُ توقع التشخيص على تاريخ المرض والاختبارات المعرفية (الإدراكية) مع تصويرٍ طبي وتحاليل الدم؛ وذلك بهدف استبعاد الأسباب المحتملة الأخرى. غالبًا ما يُخلط بين الأعراض الأولية لمرض آلزهايمر مع الشيخوخة الطبيعية. يجب إجراء فحصٍ لنسيج الدماغ لتأكيد التشخيص النهائي. قد تُساعد التدريبات البدنية والعقلية وتجنب السُمنة على تقليل خطر الإصابة بمرض آلزهايمر، ولكن الأدلة التي تدعم هذه التوصيات ضعيفة. لا تُوجد أدوية أو مُكملات تُقلل من خطر حدوث آلزهايمر.
لا تُوجد علاجات تُوقف أو تعكس تقدم مرض آلزهايمر، ولكن بعض العلاجات قد تُحسن الأعراض مؤقتًا. يزدادُ مع الوقت اعتمادُ مرضى آلزهايمر على الآخرين في مساعدتهم، وغالبًا ما يضعون عبئًا على مُقدمي الرعاية، وقد يكون العبء اجتماعيًا أو نفسيًا أو جسديًا أو حتى اقتصاديًا. قد تكون برامج التمرين مفيدةً فيما يتعلق بأنشطة الحياة اليومية وقد تُساعد في تحسين النتائج. عادة ما تُعالج المشاكل السلوكية أو الذهان الناجم عن الخرف باستعمال مضادات الذهان، ولكن عادةً لا يُنصح باستعمالها، حيث لا تُوجد فائدةٌ كبيرة من استعمالها مع زيادة خطر الوفاة المبكرة.
وفقًا لمنظمة الصحة العالمية فقد احتل مرض آلزهايمر وغيره من أمراض الخرف المركز السابع في قائمة الأسباب الرئيسية للوفاة عام 2019. وتتأثر النساء بذلك على نحو أكبر، حيث تُشكّل النساء 65% من الوفيات الناجمة عن هذا المرض وغيره من أشكال الخرف على الصعيد العالمي.
كان في جميع أنحاء العالم عام 2015 نحو 29.8 مليون شخصٍ مُصابين بآلزهايمر. عادةً ما يبدأ المرض في الأشخاص الذين تزيد أعمارهم عن 65 عامًا، وذلك على الرغم من أن 4-5% من الحالات مبكرة الحدوث. يُصيب آلزهايمر حوالي 6% من الأشخاص الذين تزيد أعمارهم عن 65 عامًا. أدى الخرف إلى وفاة حوالي 1.9 مليون شخص في عام 2015. وُصف مرض آلزهايمر لأول مرة بواسطة عالم الأمراض والطبيب النفسي الألماني ألويس آلزهايمر في عام 1906، وتمت تسميته فيما بعد على اسمه. يعد مرض آلزهايمر واحدًا من أكثر الأمراض كلفةً ماليةً في الدول المتقدمة.

## العلامات والأعراض
آثار الشيخوخة على الذاكرة وليس مرض آلزهايمر
- نسيان الأشياء أحيانًا
- وضع الأشياء في غير مكانها أحيانًا
- فقدانٌ طفيف في الذاكرة قصيرة الأمد
- عدم تذكر التفاصيل الدقيقة

المرحلة المُبكرة لمرض آلزهايمر
- عدم تذكر نوبات النسيان
- نسيان أسماء أفراد العائلة أو الأصدقاء
- يُمكن للأصدقاء أو الأقارب فقط ملاحظةُ التغييرات
- ارتباكٌ بسيط في بعض المواقف غير المألوفة

المرحلة المتوسطة لمرض آلزهايمر
- صعوبةٌ أكبر في تذكر المعلومات التي تعلمها مؤخرًا
- تعمُق الارتباك في العديد من المواقف
- مشاكلٌ في النوم
- مشكلةٌ في تحديد الموقع

المرحلة المتأخرة لمرض آلزهايمر
- ضعفُ القدرة على التفكير
- مشاكلٌ في التحدث
- تكرار نفس المُحادثات
- يكون أكثر إساءةً أو قلقًا أو زَوَرانًا(1)

ينقسم مسارُ المرض إلى أربع مراحل، مع نمطٍ تدريجي للضعف المعرفي والوظيفي.

### مرحلة ما قبل الخرف
تُنسب الأعراضُ الأولية للمرض بشكلٍ خاطئٍ غالبًا إلى الشيخوخة أو الضغط النفسي. قد تُساعد الاختبارات النفسية العصبية المُفصلة في الكشف عن صعوباتٍ إدراكيةٍ طفيفةٍ قد تصل إلى ثماني سنواتٍ قبل ظهور الأعراض السريرية المعيارية لتشخيص مرض آلزهايمر. قد تؤثر الأعراض الأولية على أنشطة الحياة اليومية الأكثر تعقيدًا. يُعتبر فقدان الذاكرة قصيرة الأمد أبرز عجزٍ يحدثه آلزهايمر، حيثُ يظهرُ كصعوبةٍ في تذكر المعلومات والحقائق التي تعلمها الفرد مؤخرًا، مع عدم القدرة على اكتساب معلوماتٍ جديدة.
قد تظهرُ أعراضٌ أوليةٌ أُخرى لمرض آلزهايمر، وتتمثل بمشكلاتٍ دقيقةٍ في الوظائف التنفيذية للانتباه والتخطيط والمرونة والتفكير التجريدي أو بضعفٍ في الذاكرة الدلالية (ذاكرة المعاني والعلاقات بين المفاهيم). يُمكن ملاحظة حدوث لامبالاةٍ لدى الفرد في هذه المرحلة من مسار المرض، وتُعتبر اللامبالاة أكثر الأعراض العصبية النفسية استمرارًا طوال مسار مرض آلزهايمر. يشيعُ أيضًا حدوث أعراضٍ اكتئابية، بالإضافة لتهيجٍ وانخفاض الوعي بصعوبات الذاكرة الدقيقة.
تُسمى هذه المرحلة أيضًا بالخلل الإدراكي البسيط (MCI)، وهي المرحلة التي تسبقُ ظهور الأعراض السريرية، وغالبًا ما تكون مرحلةً انتقالية من الشيخوخة الطبيعية إلى الخرف. قد تظهرُ أعراضٌ متنوعةٌ مع الخلل الإدراكي البسيط، وعندما يُصبح فقدان الذاكرة عرضًا سائدًا، فإنَّ المرحلة تُسمى بالخلل الإدراكي البسيط النسياني (Amnestic MCI)، وغالبًا ما يُنظر إليها على أنها مرحلةٌ بادرية (أولية) لمرض آلزهايمر.

### المرحلة المبكرة
يؤدي الضعفُ المُتزايد في التعلم والذاكرة لدى الأشخاص المُصابين بآلزهايمر في الوصول إلى تشخيصٍ نهائيٍ لحالتهم. في نسبةٍ صغيرةٍ من المرضى، تكون الصعوبات في التعلم والوظائف الإدراكية والإدراك الحسي (العمه) أو الصعوبات في تنفيذ الحركات (العمه الحركي) أكثر وضوحًا من مشاكل الذاكرة. لا يؤثر آلزهايمر بالتساوي على جميع قدرات الذاكرة، حيث تتأثر الذكريات القديمة لحياة الشخص (الذاكرة العرضية) والمعلومات التي تعلمها الشخص (الذاكرة الدلالية) والذاكرة الضمنية (ذاكرة الجسم حول كيفية القيام بالأشياء، مثل استخدام الشوكة للأكل أو كيفية الشرب من الكوب) بدرجةٍ أقل من الذكريات والحقائق والمعلومات الحديثة.
تتميز المشاكل اللغوية أساسيًا بتقلصٍ في المفردات وانخفاضٍ في طلاقة الكلمات، مما يؤدي لفقرٍ عامٍ في اللغة المكتوبة والمنطوقة. يكون الشخص المُصاب بمرض آلزهايمر في هذه المرحلة قادرًا على إيصال الأفكار الأساسية بشكلٍ كافٍ. قد تظهر صعوباتٍ في التنسيق والتخطيط (قصورٍ في الأداء) أثناء أداء المهام الحركية الدقيقة مثل الكتابة والرسم وارتداء الملابس، ولكنها عادةً تكون غير واضحةٍ. مع تقدم مرض آلزهايمر، قد يستمرُ الأشخاص الذين يعانون من المرض في أداء العديد من المهام بشكلٍ مُستقل، ولكن قد يحتاجون إلى مساعدةٍ أو إشرافٍ في كثيرٍ من الأنشطة التي تحتاجُ إلى إدراكٍ معرفي.

### المرحلة المتوسطة
يؤدي التدهور التدريجي المُستمر في المرض إلى عرقلة استقلالية الأفراد، حيثُ يُصبح الأفراد غيرُ قادرين على أداء أنشطة الحياة اليومية الشائعة. كما تُصبح صعوبات النطق أكثر وضوحًا في هذه المرحلة؛ وذلك بسبب عدم القدرة على تذكر المفردات، مما يؤدي إلى استبدال خاطئٍ متكررٍ للكلمات (خطل التسمية). تُفقدُ أيضًا مهارات القراءة والكتابة تدريجيًا، وتُصبح التسلسلات الحركية المُعقدة أقل تنسيقًا مع مرور الوقت وتقدم المرض، مما يزيدُ من خطر السقوط. خلال هذه المرحلة، تزداد مشاكل الذاكرة سوءًا، وقد يفشل الشخص في التعرف على الأقارب. أما الذاكرة طويلة الأمد والتي كانت سليمةً سابقًا، فإنها تُصبح ضعيفةً في هذه المرحلة.
تسُودُ التغيرات السلوكية والنفسية العصبية في هذه المرحلة، ومن المظاهر الشائعة التجول والتهيج والتقلقل، مما يؤدي إلى بكاء الشخص، وإظهار عدوانيةٍ غيرُ متعمدةٍ أو مقاومة تقديم الرعاية. قد تحدث أيضًا متلازمة الغروب (اختلاط عقلي عند المغرب). قد يظهر في حوالي 30% من الأفراد المُصابين بمرض آلزهايمر أخطاءٌ وهمية في التعرف وأعراضٌ وهامية أُخرى. يفقدُ المرضى أيضًا بصيرتهم حول آثار وقيود مرضهم فيما يُعرف بعمه المرض. كما قد يحدثُ تبولٌ لاإرادي. تُسبب هذه الأعراض ضغطًا نفسيًا على الأقارب ومُقدمي الرعاية، ويُمكن تقليل الضغط عبر نقل المريض من العناية المنزلية إلى مرافقِ رعايةٍ طويلة الأمد.

### المرحلة المتقدمة
يعتمدُ المريض تمامًا على مقدمي الرعاية في المراحل النهائية للمرض. حيثُ ينخفضُ النطق إلى عباراتٍ بسيطةٍ أو كلماتٍ مفردةٍ فقط، مما يؤدي في النهاية إلى فقدانٍ كاملٍ للنطق. ولكن على الرغم من فقدان القدرات اللغوية اللفظية، إلا أنهُ عادةً يُمكن للمرضى فهمُ الإشارات العاطفية والتفاعل معها. وأيضًا على الرغم من استمرار عدوانية الشخص، إلا أنَّ اللامبالاة والإرهاق الشديد يُعتبران من الأعراض الشائعة. في هذه المرحلة، يُصبح الأشخاص المصابون بآلزهايمر غير قادرين على أداء أبسط المهامٍ بشكلٍ مُستقل، حيثُ تتدهور الكتلة العضلية وقدرتهم على التنقل إلى حدٍ يجعلهم مُلازمي الفراش وغيرُ قادرين على إطعام أنفسهم. عادة ما يكون سببُ الوفاة عاملاً خارجيًا (مثل الإصابة بقرحة الفراش أو التهابٍ رئوي) وليس مرض آلزهايمر نفسه.

## الأسباب
لا يزال سببُ معظم حالات آلزهايمر مجهولًا غالبًا، باستثناء 1-5% من الحالات والتي حُددت فيها الاختلافات الجينية. تُوجد العديد من الفرضيات المُتنافسة في محاولة تفسير سبب المرض.

### جينيًا
تتراوح نسبة الانتقال الوراثي الجيني لمرض آلزهايمر (ومشاكل الذاكرة المُتعلقة به) ما بين 49-79%، وقد وُضعت اعتمادًا على مراجعاتٍ لدراساتٍ أُجريت على عدة توائم وعائلات. حوالي 0.1% من الحالات تكون أشكالًا عائلية تتبع نمط الوراثة الجسمية (ليست مرتبطة بالجنس) السائدة، والتي تظهر قبل سن 65 عامًا. يُسمى هذا الشكل من المرض باسم مرض آلزهايمر العائلي مُبكر البدء. تُعزى معظم حالات آلزهايمر العائلي الجسمي السائد إلى طفراتٍ في واحدٍ من ثلاث جيناتٍ: التي تُشفر البروتين المنتج للمادة النشوانية (APP)، والبريسنلينات 1 و2. تؤدي معظم هذه الطفرات إلى زيادة إنتاج بروتينٍ صغيرٍ يُسمى Aβ42 (ببتيد بيتا النشواني المُكون من 42 حمضًا أمينيًا)، والذي يُعتبر المكون الرئيسي لِلويحات الشيخوخية. تؤدي بعض الطفرات فقط إلى تغيير النسبة بين Aβ42 والأشكال الأُخرى (خصوصًا Aβ40) دون زيادة مستويات Aβ42. يُوجد جينين آخرين يرتبطان بمرض آلزهايمر الجسمي السائد، وهما ABCA7 وSORL1.
لا تُظهر مُعظم حالات آلزهايمر نمط الوراثة الجسمي السائد، وتُسمى مرض آلزهايمر الفرادي (مرض آلزهايمر الذي يظهر كحالاتٍ فرديةٍ مُتفرقة)، حيثُ قد تلعبُ الاختلافات البيئية والجينية دورًا كعوامل خطر. أَشهر عامل خطر وراثي مَعروف هو وراثة أليل APOEε4 ‏(أليل ε4 لصميم البروتين الشحمي E‏ (APOE))‏. يُوجد بين 40-80% من مرضى آلزهايمر يحملون أليل APOEε4 واحدًا على الأقل. يؤدي هذا الأليل إلى زيادة خطر المرض ثلاث مرات في الحالات مُتغايرة الزيجوت و15 مرة في الحالات مُتماثلة الزيجوت. تؤدي الآثار البيئية والمُعدِلات الجينية إلى نفوذيةٍ غير كاملةٍ، ويحدثُ هذا في العديد من الأمراض البشرية. مثلًا، لا يُظهر بعض السكان النيجيريين أي علاقةٍ بين مقدار APOEε4 والإصابة أو عمر الإصابة بمرض آلزهايمر الموجود عند مجموعاتٍ بشريةٍ أُخرى. أجُريت محاولاتٌ مُبكرةٌ لفحص حوالي 400 جينٍ مُتوقعٌ ارتباطها مع مرض آلزهايمر الفرادي متأخر البدء (LOAD)، ولكن كانت نتائج هذه المُحاولات مُنخفضة. أظهرت دراسةٌ حديثة للترابط الجينومي الكامل وجود 14 منطقةٍ في الجينات يبدو أنها تُؤثر على خطر حدوث آلزهايمر. هذه الجينات تتضمن: CASS4، وCELF1، وFERMT2، وHLA-DRB5، وINPP5D، وMEF2C، وNME8، وPTK2B، وSORL1، وZCWPW1، وSlC24A4، وCLU، وPICALM، وCR1، وBIN1، وMS4A، وABCA7، وEPHA1، وCD2AP.‏
ترتبط أليلات الجين TREM2 بزيادة خطر الإصابة بمرض آلزهايمر بحوالي 3 إلى 5 مرات. تذكرُ آلية العمل المقترحة أنَّ متغيراتٍ في جين TREM2 تجعل خلايا الدم البيضاء في الدماغ غير قادرةٍ على التحكم في كميات ببتيد بيتا النشواني (Aβ) الموجودة. ترتبط العديد من تعددات أشكال النوكليوتيدات المفردة مع مرض آلزهايمر، حيثُ عملت دراسةٌ في عام 2018 على إضافة 30 تعددًا عبر تمييز مرض آلزهايمر إلى 6 تصنيفاتٍ، تتضمن وظائف الذاكرة واللغة والوظائف البصرية المكانية والوظائف التنفيذية.

### الفرضية الكولينية
تُعتبر الفرضية الكولينية أقدم الفرضيات، وتعتمدُ عليها مُعظم العلاجات الدوائية المُتاحة حاليًا. تقترحُ هذه الفرضية أنَّ مرض آلزهايمر ناجمٌ عن انخفاضِ اصطناع الناقل العصبي أسيتيل كولين. لم تستطع الفرضية الكولينية أن تُحافظ على دعمٍ كبير، حيثُ أنَّ العديد من الأدوية التي تهدف إلى علاج نقص الأسيتيل كولين لم تكن فعالةً كفايةً.

### الفرضية النشوانية
طُرحت الفرضية النَشَوَانِيّة في عام 1991، حيثُ افترضت أنَّ ترسبات ببتيد بيتا النشواني (Aβ) خارج الخلية هي السبب الأساسي لمرض آلزهايمر. دُعمت هذه الفرضية عبر موقع جين البروتين المنتج للمادة النشوانية (APP) على الكروموسوم 21، مع حقيقةِ أنَّ الأشخاص المُصابين بتثلث الكروموسوم 21 (متلازمة داون) لديهم نسخةٌ جينية إضافية تُظهر عمومًا الأعراض المُبكرة لمرض آلزهايمر على الأقل عند سن 40 عامًا. يُعتبر APOE4 (نظيرٌ خاص من صميم البروتين الشحمي) واحدًا من عوامل الخطر الجينية لمرض آلزهايمر، حيثُ تُعزز صميمات البروتين الشحمي من تكسير ببتيد بيتا النشواني، ولكن بعض النظائر غيرُ فعالةٍ كثيرًا في هذه المهمة (مثل APOE4)، مما يؤدي لتراكمٍ ببتيد بيتا النشواني الزائد في الدماغ. وُجدت أدلةٌ إضافية أيضًا من تجارب الفئران المُعدلة وراثيًا، حيثُ أظهرت شكلًا مُتطفرًا من جين البروتين المنتج للمادة النشوانية البشري، والذي أدى لظهور لويحاتٍ نشوانية لييفية ومرضٍ دماغيٍ يُشبه آلزهايمر مع عجزٍ في التعلم المكاني.
وُجدَ لقاحٌ تجريبي لإزالة اللويحات النشوانية في التجارب البشرية المُبكرة، ولكنه لا يُظهر أي تأثيرٍ كبيرٍ على الخرف. اعتقد الباحثون أنَّ قليلات قسيمات بيتا النشوانية غير اللويحية هي الشكل الأساسي من ببتيد بيتا النشواني المُسبب للمرض. يُشار إلى هذه القُسيمات السامة باسم الربيطات القابلة للانتشار المُشتقة من النشواني (ADDLs)، حيثُ ترتبط بمستقبلٍ سطحي على العصبونات، وتغيرُ من بنية التشابك العصبي، وبالتالي تُعطل التواصل العصبي. قد يكونُ PRNP واحدًا من مُستقبلات قليلات قسيمات بيتا النشوانية، وهو نفس البروتين المُرتبط بمرض جنون البقر والحالات البشرية المُتعلقة به ومنها مرض كروتزفيلد جاكوب، لذلك يُحتمل وجود ترابطٍ في الآلية الكامنة وراء هذه الاضطرابات الانحلالية العصبية مع مرض آلزهايمر.
حُدثت هذه النظرية في عام 2009، حيثُ اقتُرحَ أن قريبًا وثيقًا لببتيد بيتا النشواني، وليس شرطًا أن يكون ببتيد بيتا النشواني نفسه، قد يكون السبب الرئيسي للمرض. تُوضح النظرية أنَّ آليةً مرتبطةً بالنشواني والتي تقصِّر الروابط العصبية في الدماغ في مرحلة النمو السريع في بداية الحياة قد تحدثُ عبر بعض العمليات المرتبطة بالشيخوخة في أواخر الحياة مُسببةً الذبول العصبي لمرض آلزهايمر. تكون النهاية الأمينية للبروتين المنتج للمادة النشوانية (N-APP) قريبةً من ببتيد بيتا النشواني، حيثُ تُشَق من البروتين المنتج للمادة النشوانية عبر واحدٍ من نفس الإنزيمات. تُحفز هذه النهاية الأمينية مسارًا ذاتيَ التدمير عبر الارتباط بمستقبلٍ عصبيٍ يُسمى مُستقبل الموت 6 (DR6، ويعرف أيضًا باسم TNFRSF21).‏ يُعبر عن مُستقبل الموت 6 بكثرةٍ في مناطق الدماغ البشري المُتأثرة بمرض آلزهايمر، وبالتالي يُحتمل أنَّ مسار النهاية الأمينية/مستقبل الموت 6 (N-APP/DR6) قد يكون مسيطرًا عليه في الدماغ الشيخوخي لإحداث الضرر. يُظهر هذا النموذج أنَّ ببتيد بيتا النشواني يلعبُ دورًا مكملًا عبر تخفيض وظيفة التشابك العصبي.

### طفرة أوساكا
وُجد أن مرض آلزهايمر العائلي في أصل عائلةٍ يابانية له صلةٌ بطفرةِ حذفٍ للكودون 693 الخاص ببروتين سلف النشواني. أُبلغ عن هذه الطفرة وعلاقتها بمرض آلزهايمر أول مرة في 2008. تُعرف هذه الطفرة باسم طفرة أوساكا، ولا يحدثُ مرض آلزهايمر سوى في الأفراد متماثلي الزيجوتية الذين يملكون هذه الطفرة. تُسرع هذه الطفرة تشكل قليلات قسيمات بيتا النشواني لكن قليلات القسيمات هذه لا تشكل لييفات نشوانية، مما يوحي بأنَّ قليلات قسيمات بيتا النشواني وليس اللييفات هي التي يمكن أن تسبب هذا المرض. تظهر جميع الأعراض المرضية المعتادة لمرض آلزهايمر في الفئران المصابة بهذه الطفرة.

### فرضية تاو

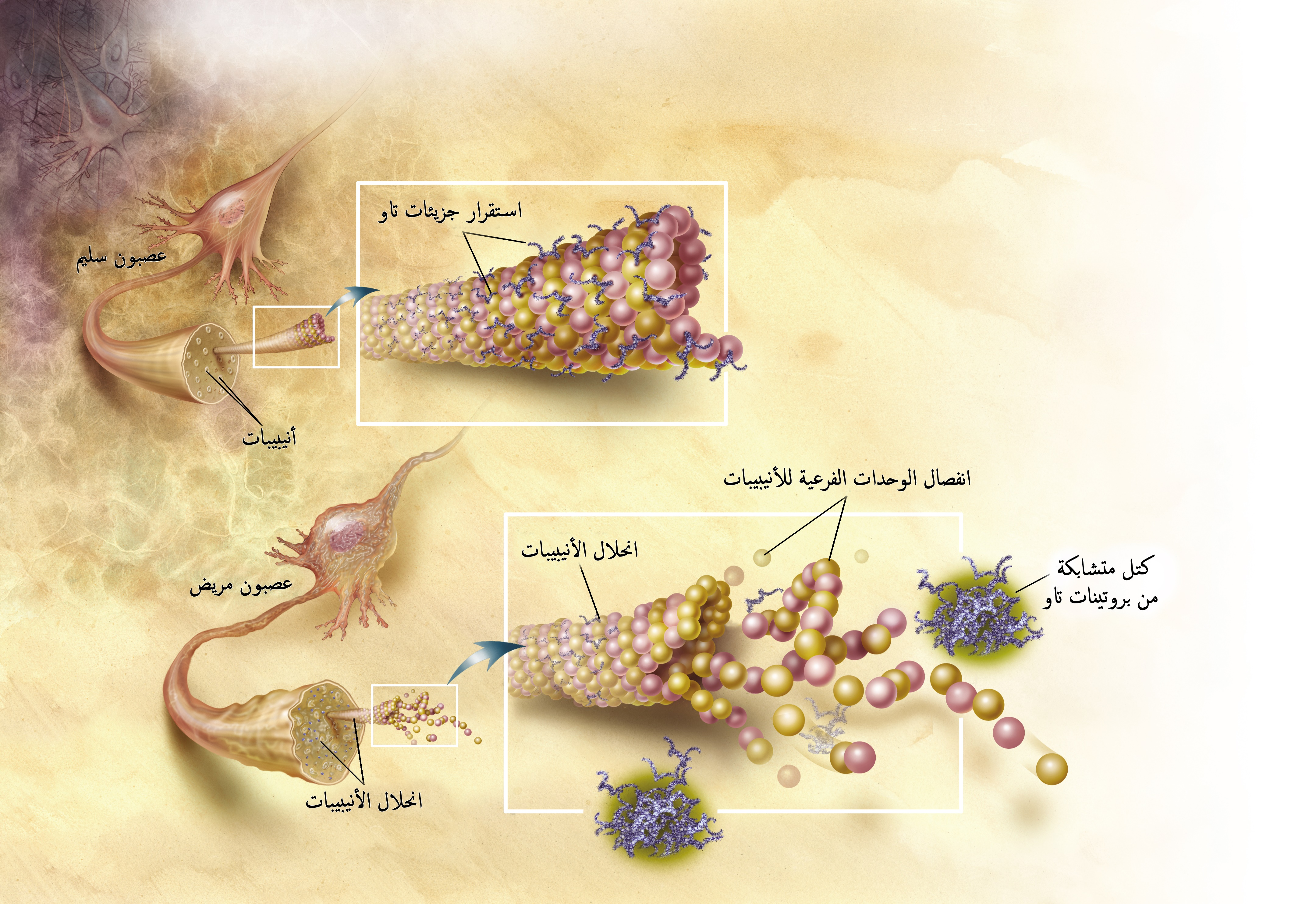
تحدثُ تغيرات في بروتين تاو في مرض آلزهايمر، وتؤدي هذه التغيرات إلى انحلال الأنيبيبات في خلايا الدماغ.

تقترحُ فرضية تاو أنَّ تشوهاتِ بروتين تاو تؤدي لبدء حدوث تسلسل مرض آلزهايمر. يقترح هذا النموذج أنَّ بروتين تاو المُفسفر بإفراطٍ يبدأ بالارتباط مع بروتينات تاو الأُخرى، حيثُ تُشكل في النهاية تشابكاتٍ لييفية عصبية داخل أجسام الخلايا العصبية. عندما يحدث هذا، فإنَّ الأنيبيبات الدقيقة تَتفكك، وتدمر بنية الهيكل الخلوي للخلية والذي يؤدي لانهيار نظام نقل الخلايا العصبية. قد يؤدي هذا بدايةً إلى حدوثِ خللٍ وظيفيٍ في التواصل الكيميائي الحيوي بين الخلايا العصبية، ولاحقًا إلى موت الخلايا.

### فرضيات أخرى
تقترحُ الفرضية الالتهابية أنَّ مرض آلزهايمر يحدثُ بسبب التهابٍ متزايدٍ ذاتي الديمومة في الدماغ، ويبلغُ ذروتهُ بحدوث انحلالٍ عصبي. اقتُرح وجود دورٍ محتملٍ للعدوى المزمنة في دواعم السن والنبيتات الجرثومية المعوية.
اقتُرحت أيضًا فرضيةٌ وعائيةٌ عصبية تنصُ على أن ضعف وظيفة الحاجز الدموي الدماغي قد تلعب دورًا في مرض آلزهايمر. كما رُبط بين العدوى بالبكتيريا الملتوية والخرف.
يحدثُ اضطرابٌ في مرض آلزهايمر في استتباب المعادن الحيوية مثل النحاس والحديد والزنك الأيوني، ولكن على الرغم من هذا إلا أنهُ لا يزال غامضًا ما إذا كان هذا الاضطراب ينتجُ عن التغيرات البروتينية أو يُسببها. تؤثر هذه الأيونات وتتأثر ببروتين تاو والبروتين المنتج للمادة النشوانية وصميم البروتين الشحمي E، كما قد يؤدي عدم انتظامها إلى إجهاد تأكسدي قد يسهم في مرضية آلزهايمر. وُضعت الانتقادات على جودة بعض هذه الدراسات، وما زالت العلاقة المطروحة مثيرةً للجدل. لا يدعم غالبية الباحثين العلاقة السببية مع الألومنيوم.
يُعتبر التدخين واحدًا من عوامل الخطر الرئيسية في مرض آلزهايمر. كما أنَّ الواسمات الجهازية للمناعة الفطرية هي من عوامل الخطر لمرض آلزهايمر متأخر البدء.
تُوجد أدلةٌ مبدئية على أن التعرض لملوثات الهواء قد يكون عاملًا مُساهمًا في حدوث مرض آلزهايمر.
طرحت فرضيةٌ أُخرى أنَّ خللًا يحدث في الخلايا الدبقية قليلة التغصن والميالين المُرتبط بها أثناء الشيخوخة مما يُسهم في تلف المحور العصبي، والذي يؤدي فيما بعد إلى إنتاج بروتين نشواني وحدوث فرط فسفرةٍ في بروتين تاو كأثرٍ جانبي.
فرضية العودة للخلف (بالإنجليزية: Retrogenesis) هي فرضية طبية حول تطور وتقدم مرض آلزهايمر، وكان قد اقترحها باري ريسبيرغ في ثمانينات القرن العشرين. تنص الفرضية على أنهُ عندما يمر الجنين بعملية النماء العصبي والتي تبدأ بتكون الأنبوب العصبي وتنتهي بتكون الميالين، فإنَّ أدمغة المصابين بآلزهايمر تمرُ بعملية تدهورٍ عصبيٍ عكسي تبدأ بإزالة الميالين مع موت المحاور العصبية (المادة البيضاء) وتنتهي بموت المادة الرمادية. وأيضًا حسب الفرضية، فإن الأطفال يمرون بحالاتٍ من النمو المعرفي، فإن الأشخاص المُصابين بمرض آلزهايمر يُعانون من عمليةٍ عكسيةٍ للنقص المعرفي التدريجي. طور ريسبيرغ أداةً لتقييم تقديم الرعاية وتعرف باسم "FAST"‏ (Functional Assessment Staging Tool أو أداة تصنيف مراحل التقييم الوظيفي) والتي يذكر بأنها تُتيح لأولئك الذين يهتمون بمرضى آلزهايمر تحديد مراحل تطور المرض، وبالتالي تقدمُ المشورة بشأن نوع الرعاية المطلوبة في كل مرحلة.
ارتباط الداء البطني غير واضحٍ، حيث وجدت دراسة عام 2019 عدم وجود زيادة في الخرف عمومًا لدى المصابين بالداء البطني، في حين وجدت مراجعة عام 2018 وجود ارتباطٍ بين الداء البطني مع عدة أنواعٍ من الخرف بما فيها آلزهايمر.

## الفيزيولوجيا المرضية

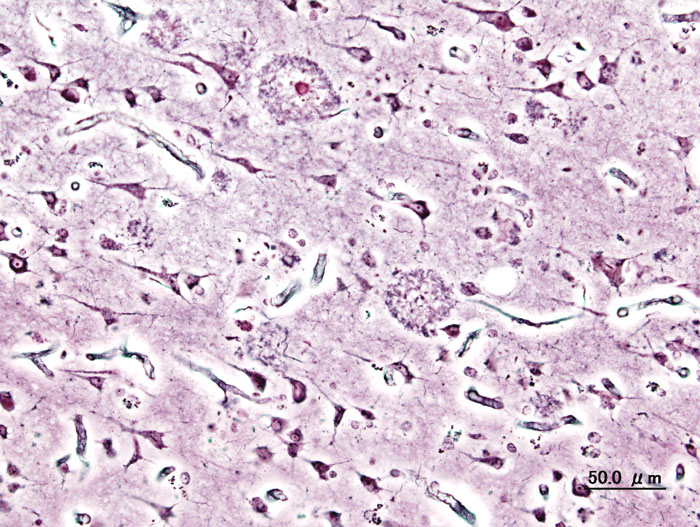
صورةٌ مرضية نسيجية للويحات الشيخوخة في القشرة المخية لشخصٍ مصابٍ بمرض آلزهايمر الكهلي. باستعمال التشريب بالفضة.

### المرضيات العصبية
يتميزُ مرض آلزهايمر بحدوث فقدانٍ في العصبونات والمشابك العصبية في القشرة المخية ومناطق مُعينة تحت القشرة. يؤدي هذا الفقد إلى ضمورٍ جسيم في المناطق المتأثرة، وتتضمن تنكسًا في الفص الصدغي والفص الجداري وأجزاءً من الفص الجبهي والتلفيف الحزامي. يحدثُ التنكس أيضًا في أنوية جذع الدماغ مثل الموضع الأزرق. وثقت دراساتٍ تستخدم التصوير بالرنين المغناطيسي والتصوير المقطعي بالإصدار البوزيتروني انخفاضاتٍ في حجم مناطق معينة من الدماغ لدى المُصابين بمرض آلزهايمر، حيثُ تتطور من ضعفٍ إدراكيٍ طفيف إلى مرض آلزهايمر، وبالمقارنة مع صورٍ مماثلةٍ لبالغين أصحاء.
تظهرٌ كلٌ من اللويحات النشوانية والتشابكات اللييفية العصبية بشكلٍ واضحٍ في الفحص المجهري لأدمغة المُصابين بمرض آلزهايمر. تكون اللويحات كثيفةً، ومعظمها رواسب غيرُ قابلةٍ للانحلال من ببتيد بيتا النشواني والمواد الخلوية خارج وحول العصبونات. التشابكات اللييفية العصبية هي تجمعاتٌ من أنيبيباتٍ مرتبطةٍ ببروتين تاو، تكون قد تعرضت لفرط فسفرةٍ وتتراكم داخل الخلايا نفسها. على الرغم من أنَّ العديد من الأفراد الأكبر سنًا تحدثُ لديهم بعض اللويحات والتشابكات نتيجةً للشيخوخة، إلا أنَّ أدمغة المصابين بمرض آلزهايمر لديهم عددٌ أكبرٌ من هذه اللويحات والتشابكات في مناطق معينةٍ من الدماغ مثل الفص الصدغي. يشيعُ وجود أجسام ليوي في أدمغة المصابين بمرض آلزهايمر.

### الكيمياء الحيوية

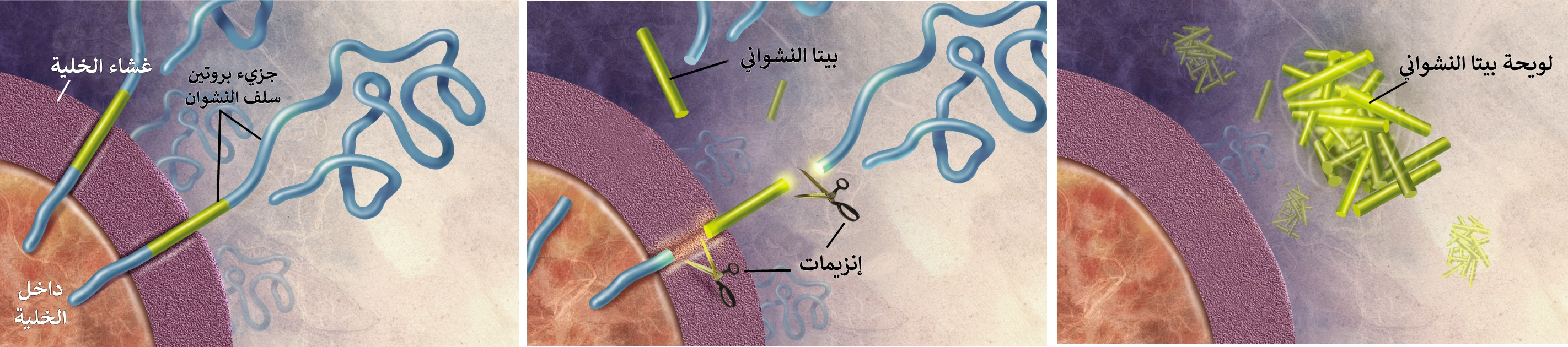
الإنزيمات التي تعملُ على البروتين سلف النشواني وتُقطعه إلى أجزاء. يُعد جزء بيتا النشواني مهمًا في تكون لويحات الشيخوخية في مرض آلزهايمر

وُجد أنَّ مرض آلزهايمر يتضمنُ سوء تطوي البروتين (اعتلال بروتيني)، والذي يحدثُ بسبب تراكم لويحاتٍ شاذة التطوي من بروتين بيتا النشواني وبروتين تاو في الدماغ. تتكون اللويحاتُ من ببتيداتٍ صغيرة، يبلغُ طولها ما بين 39-43 حمض أميني، وتُسمى ببتيد بيتا النشواني (Aβ)، وهو جزءٌ من بروتينٍ أكبر يُسمى البروتين المنتج للمادة النشوانية والذي يُعتبر بروتين عبر غشائي ينفذُ في غشاء العصبون. يُعتبر البروتين المنتج للمادة النشوانية مهمًا لبقاء ونمو العصبون ولإصلاحه بعد التضرر. تعمل غاما سيكريتاز وبيتا سيكريتاز معًا في مرض آلزهايمر، وذلك في عملية حالّةٍ للبروتين، مما يُؤدي إلى تفكك البروتين المنتج للمادة النشوانية إلى أجزاءٍ أصغير. تؤدي إحدى هذه الأجزاء إلى ظهور لييفات بيتا النشواني، والتي تُشكل كتلًا تترسب خارج العصبونات في تكويناتٍ كثيفةٍ تُسمى لويحات الشيخوخة.
يُعتبر مرض آلزهايمر اعتلالًا في بروتين تاو حيثُ يُحصل فيه تجمعٌ غير طبيعيٍ لبروتين تاو. يمتلكُ كُل عصبونٍ هيكلًا خلويًا، وهو هيكلٌ داخليٌ داعم يتكون جزئيًا من هياكل تُسمى الأنيبيبات الدقيقة. تعمل هذه الأنيبيبات مساراتٍ تُوجه المواد الغذائية والجزيئات من جسم الخلية إلى نهاية المحور العصبي والظهر. يعملُ بروتين تاو على جعل الأنيبيات الدقيقة مُستقرةً عند الفسفرة، لذلك تُسمى بروتين مرتبط بالأنيبيب الدقيق. يخضعُ بروتين تاو في مرض آلزهايمر إلى تغيراتٍ كيميائية، ليُصبح مُفرط الفسفرة، ثم يبدأ بالارتباط مع خيطان أُخرى، مما ينشئ تشابكاتٍ لييفية عصبية ويُفكك نظام النقل في العصبون. قد يؤدي بروتين تاو المرضي إلى موت العصبون عبر خلل التنظيم ال
عناصر المنقولة.

### آلية حدوث المرض

تقدمُ مرض آلزهايمر، ويتضمن الموت العصبي، وتكون التشابك الليفي العصبي ولويحات بيتا النشوانية

لا يُعرف بالضبط كيف تؤدي اضطراباتُ تكوين وتجميع ببتيد بيتا النشواني إلى حدوث مرض آلزهايمر. تعتبرُ الفرضية النشوانية أنَّ تراكم ببتيد بيتا النشواني هو الحدثُ المركزي في إحداث الانحلال العصبوني. يؤدي تراكم اللييفات النشوانية المُجمعة، والتي يُعتقد أنها الشكل السام للبروتين المسؤول عن تعطيل توازن أيونات الكالسيوم في الخلية، إلى موت الخلية المبرمج (الاستماتة). يُعرض أيضًا أنَّ ببتيد بيتا النشواني (Aβ) يتراكمُ بشكلٍ انتقائي في الميتوكوندريا في خلايا الدماغ المُصاب بمرض آلزهايمر، كما أنه يُثبط بعض وظائف الإنزيم ويثبط استخدام العصبونات للجلوكوز.
قد تلعب العمليات الالتهابية المُختلفة والسيتوكينات دورًا في الآلية المرضية لمرض آلزهايمر. يُعد حدوث الالتهاب في مرضٍ علامةً عامةً على حدوث تلفٍ في الأنسجة، وقد يكون ثانويًا لتلف الأنسجة في مرض آلزهايمر أو علامةً على الاستجابة المناعية. تُوجد أدلةٌ متزايدةٌ على وجود تآثرٍ قويٍ بين الخلايا العصبية والآليات المناعية في الدماغ. قد تتداخل السمنة والالتهابات الجهازية مع العمليات المناعية التي تعزز تطور مرض آلزهايمر.
تحدث تغييراتٌ في توزيع عوامل التغذية العصبية المُختلفة وفي التعبير عن مستقبلاتها مثل عامل التغذية العصبية المستمد من الدماغ (BDNF)، وقد وُصفت جميعها في مرض آلزهايمر.

## التشخيص

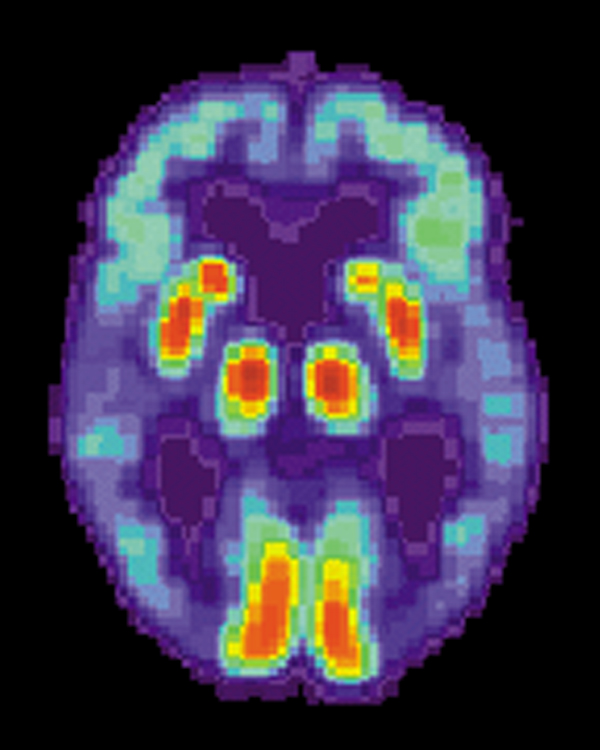
تصويرٌ مقطعي بالإصدار البوزيتروني لدماغ مريضًا بآلزهايمر، ويُظهر فقدانًا في وظيفة الفص الصدغي

يُشخص مرضُ آلزهايمر عادةً اعتمادًا على التاريخ الطبي للمريض وأقاربه، بالإضافة إلى الملاحظات السُلوكية. يُعتبر وجود سماتٍ عصبيةٍ ونفسيةٍ عصبيةٍ مُميزةٍ مع عدم وجود أمراضٍ أخرى أمرًا داعمًا للتشخيص. يُمكن استعمال تقنيات التصوير الطبي المُتقدمة مع التصوير المقطعي المحوسب أو التصوير بالرنين المغناطيسي (MRI)، ومع التصوير المقطعي بإصدار الفوتون الوحيد (SPECT) أو التصوير المقطعي بالإصدار البوزيتروني للمساعدة في استبعاد الأمراض الدماغية الأخرى أو أنواع الخرف الفرعية. كما قد تُساعد في توقع تحول الحالة من المراحل البادرية (الخلل الإدراكي البسيط) إلى مرض آلزهايمر.
قد يُساعد تقييم الأداء الذهني والذي يتضمن فحص الذاكرة في تمييز الحالة المرضية. وضعت المنظمات الطبية معايير تشخيصية لتسهيل وتوحيد عملية تشخيص مرض آلزهايمر للأطباء الممارسين. يُمكن تأكيد التشخيص بدقةٍ عاليةٍ جدًا بعد الوفاة، وذلك عندما يكون الدماغ متاحًا ويُمكن فحصه من الناحية النسيجية.

### المعايير
وضع المعهد الوطني للاضطرابات العصبية والسكتة الدماغية (NINCDS) وجمعية مرض آلزهايمر والاضطرابات المرتبطة (اختصارًا ADRDA، تُعرف الآن بجمعية آلزهايمر) معايير NINCDS-ADRDA لآلزهايمر، وتعد المعايير الأكثر استخدامًا في التشخيص عام 1984، وكانت قد حُدثت بشكلٍ واسعٍ عام 2007. تتطلب هذه المعايير تأكيد وجود خللٍ إدراكي مع اشتباه حدوث متلازمة الخرف، ويكون ذلك عبر اختبارٍ نفسيٍ عصبي للتشخيص السريري للإصابة المحتملة أو الممكنة بمرض آلزهايمر يجب إجراء تأكيدٍ نسيجيٍ مرضيٍ يتضمن فحصًا مجهريًا لأنسجة الدماغ لتحديد التشخيص النهائي. ثبتت موثوقيةٌ ومصداقيةٌ إحصائيةٌ جيدةٌ بين معايير التشخيص والتأكيد النسيجي المرضي النهائي. غالبًا ما تكون ثمانية مجالاتٍ إدراكيةٍ ضعيفةً في مرض آلزهايمر: الذاكرة، اللغة، مهارات الإدراك الحسي، الانتباه، المهارات الحركية، التوجه، حل المشكلات، المهام التنفيذية. حيثُ تُعادل خذخ المجالات معايير NINCDS-ADRDA لآلزهايمر المُدرجة في الدليل التشخيصي والإحصائي للاضطرابات النفسية (DSM-IV-TR) الذي نشرته الجمعية الأمريكية للأطباء النفسيين.

### التقنيات

قد تُساعد اختبارات التقصي العصبية النفسية في تشخيص مرض آلزهايمر. يُطلب من الأشخاص في الاختبارات نسخ رسوماتٍ مشابهةٍ لهذه الموضحة في الصورة، بالإضافة إلى تذكر الكلمات وقراءة وطرح الأرقام التسلسلية.

تُستخدم الاختبارات النفسية العصبية مثل فحص الحالة العقلية الصغير (MMSE) بشكلٍ واسعٍ لتقييم الاضطرابات المعرفية اللازمة للتشخيص. تُعد منظومات الاختبار الشاملة ضروريةً لتحقيق موثوقيةٍ عاليةٍ للنتائج، خاصةً في المراحل الأولى من المرض. عادةً ما يُظهر الفحص العصبي نتائج طبيعية في المرحلة المُبكرة من مرض آلزهايمر، باستثناء ضعف الإدراك الواضح، والذي قد يكون مشابهًا لذلك الحاصل في الأمراض أخرى، والتي تتضمن الأسباب الأخرى للخرف.
تُعتبر الفحوصات العصبية الإضافية حاسمةً في التشخيص التفريقي لمرض آلزهايمر والأمراض الأخرى. كما تُجرى أيضًا مقابلاتٌ مع أفراد الأسرة أثناء تقييم المرض. يُمكن لمقدمي الرعاية تقديم معلوماتٍ هامةٍ عن قدرات الحياة اليومية، وكذلك عن انخفاض الوظيفة العقلية للشخص مع مرور الوقت. تُعد وجهة نظر مقدم الرعاية مهمةً بشكلٍ خاص، حيث أنَّ الشخص المصاب بمرض آلزهايمر عادةً لا يكون مدركًا لعجزه. تواجه العائلات أحيانًا صعوباتٍ في الكشف عن أعراض الخرف الأولية وقد لا تُنقل معلوماتٌ دقيقةٌ إلى الطبيب.
تُوفر الاختبارات التكميلية معلوماتٍ إضافيةٍ حول بعض سمات المرض أو قد تُستخدم لاستبعاد التشخيصات الأخرى. قد تُساعد اختبارات الدم في تحديد أسبابٍ أُخرى للخرف غير مرض آلزهايمر، وفي حالاتٍ نادرةٍ تكون هذه الأسباب قابلةً للإصلاح. تُجرى عادةً اختبارات وظائف الغدة الدرقية، وتقييم فيتامين بي 12، واستبعاد مرض الزهري، بالإضافة إلى استبعاد مشاكل الأيض (والتي تتضمن اختبارات وظائف الكلى ومستويات الكهرليات واختبارات مرض السكري)، كما تُقيمُ مستويات المعادن الثقيلة (مثل الرصاص والزئبق) وفقر الدم.
يُعتبر استبعاد الهذيان أمرًا ضروريًا. تُستخدم أيضًا الاختبارات النفسية للاكتئاب، وذلك لأنَّ الاكتئاب قد يكون متزامنًا مع مرض آلزهايمر، وهي علامةٌ مبكرةٌ على ضعف الإدراك، أو قد يكون السبب نفسه.
لا يُوصى باستخدام التصوير المقطعي بالإصدار البوزيتروني باستعمال مركب بيتسبرغ (C-PIB-PET) أداةً تشخيصيةً مبكرةً أو للتنبؤ بتطور مرض آلزهايمر عندما يُظهر الأشخاص علاماتٍ معتدلةٍ من الضعف الإدراكي معتدل؛ وذلك لأنَّ دقتها منخفضة. أيضًا لا توجد أدلةٌ على استخدام التصوير المقطعي بالإصدار البوزيتروني باستعمال الفلوروديوكسي غلوكوز (¹⁸F-FDG PET scans) اختبارًا وحيدًا لتحديد الأشخاص الذين قد يصابون بمرض آلزهايمر.

## الوقاية

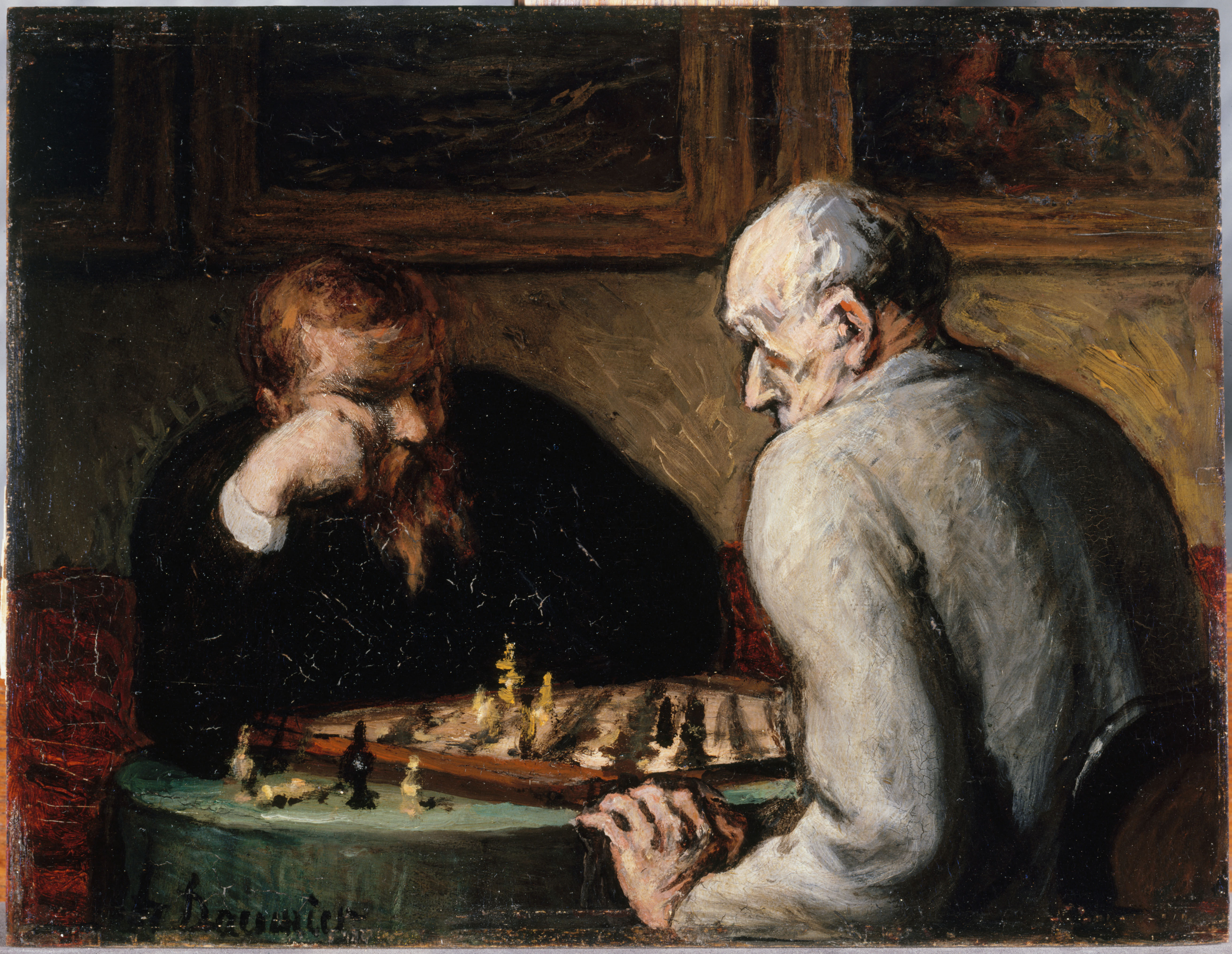
وَضعت دراساتٌ وبائيةٌ علاقةً بين الأنشطة الفكرية (مثل لعب الشطرنج أو التفاعل الاجتماعي المُنتظم) مع انخفاض خطر الإصابة بمرض آلزهايمر، وذلك على الرغم من عدم وجود علاقة سببية.

لا يوجد دليلٌ قاطعٌ يدعمُ أنَّ أي إجراءٍ معينٍ سيكون فعالًا في الوقاية من مرض آلزهايمر. أظهرت الدراسات العالمية نتائجًا متضاربةً حول تدابير الوقاية أو تدابير تأخير ظهور مرض آلزهايمر. اقترحت الدراسات الوبائية وجود علاقةٍ بين بعض العوامل القابلة للتغيير (مثل النظام الغذائي أو مخاطر حدوث أمراض القلب والأوعية الدموية أو المنتجات الصيدلانية أو الأنشطة الفكرية وغيرها) مع احتمال إصابة السكان بمرض آلزهايمر. يجب إجراء المزيد من الأبحاث والتجارب السريرية، للكشف ما إذا كانت هذه العوامل قد تُساعد في الوقاية من مرض آلزهايمر.

### الأدوية
ترتبط عوامل الخطر القلبية الوعائية، مثل فرط كوليسترول الدم وارتفاع ضغط الدم والسكري والتدخين، بخطرٍ أعلى لظهور مرض آلزهايمر وتفاقمه. قد تقلل أدوية ضغط الدم من خطر الحدوث. وُجد أنَّ الستاتينات التي تقلل نسبة الكوليسترول، ليست فعالةً في الوقاية أو تحسين مسار المرض.
كان يعتقدُ في عام 2007، أنَّ الاستخدام طويل الأمد للأدوية اللاستيرويدية المضادة للالتهاب (NSAIDs) يرتبطُ بانخفاض احتمالية الإصابة بمرض آلزهايمر. كما اقترحت الأدلة أيضًا أنَّ الأدوية اللاستيرويدية المضادة للالتهاب قد تُقلل الالتهاب المُرتبط باللويحات النشوانية، ولكن التجارب توقفت بسبب الآثار الجانبية الضارة الكثيرة. كما لم تكتمل أي تجاربٍ للوقاية. ولا يبدو أنها مفيدة للعلاج، ولكن اعتبارًا من عام 2011 كان يُعتقد أنها مرشحةٌ لتكون وسيلةً وقائيةً سابقةً للأعراض. كان العلاج باستخدام الهرمونات البديلة في سن انقطاع الطمث يُستخدم سابقًا، ولكنه قد يزيد من خطر الإصابة بالخرف.

### أسلوب الحياة
يُظهر الأشخاص الذين يشاركون في أنشطةٍ فكريةٍ مثل القراءة أو لعب الألعاب اللوحية أو إكمال الكلمات المتقاطعة أو العزف على الآلات الموسيقية، أو يتفاعلون اجتماعيًا بشكلٍ مُنتظم، خطرًا أقل لحدوث مرض آلزهايمر. حيثُ يتوافق هذا الأمر مع نظرية الاحتياط المعرفي، والتي تنص على أنَّ بعض تجارب الحياة تؤدي إلى أداءٍ عصبيٍ أكثر كفاءةً مما يوفر للفرد احتياطًا معرفيًا يؤخر ظهور مظاهر الخرف. يؤخر التعليم ظهور مرض آلزهايمر دون تغيير مدة المرض. يظهر أيضًا أنَّ تعلم لغةٍ ثانيةٍ يؤخر ظهور مرض آلزهايمر، حتى لو كان تعلمها في وقتٍ متأخرٍ من الحياة. يرتبط النشاط البدني أيضًا مع انخفاض خطر الإصابة بمرض آلزهايمر، كما أنَّ التمارين البدنية ترتبط مع انخفاض معدل الخرف. كما تعتبر التمارين البدنية فعالةً أيضًا في خفض شدة الأعراض لدى المصابين بمرض آلزهايمر.

### التغذية
يكون خطر الإصابة بمرض آلزهايمر قليلًا في الأشخاص الذين يحافظون على نظامٍ غذائيٍ صحيٍ أو يتبعون نظام غذاء البحر الأبيض المتوسط أو النظام الياباني. قد يُساعد نظام غذاء البحر الأبيض المتوسط في تحسين النتائج لدى مرضى آلزهايمر. أما الأشخاص الذين يتبعون نظامًا غذائيًا غنيًا بالدهون المشبعة والكربوهيدرات البسيطة (السكريات الأحادية والثنائية) يكون لديهم خطرٌ أعلى للإصابة بالمرض. اقتُرح أنَّ التأثير المُفيد لنظام غذاء البحر الأبيض المتوسط على القلب والأوعية الدموية قد يكون هو آلية تأثير هذا النظام.
كان من الصعب أحيانًا التأكد من الاستنتاجات المتعلقة بالمكونات الغذائية؛ وذلك لأنَّ النتائج مختلفةٌ بين الدراسات السكانية والتجارب العشوائية المنضبطة. يُوجد دليلٌ مبدئيٌ على أنَّ الكافيين قد يُساعد في الوقاية من مرض آلزهايمر. كما قد تُقلل بعض الأطعمة المحتوية على مركبات الفلافونويد مثل الكاكاو والشاي من خطر الإصابة بمرض آلزهايمر.
لم تعثر المُراجعات على أي دليلٍ كافٍ للتوصية باستخدام الفيتامينات والمعادن، وتتضمن فيتامين أ، وفيتامين سي، وشكل ألفا-توكوفيرول من فيتامين إي، والسيلينيوم، والزنك، وحمض الفوليك مع أو بدون فيتامين بي12. أشارت أدلةٌ من تجربةٍ عشوائيةٍ منضبطةٍ إلى أنَّ شكل ألفا-توكوفيرول من فيتامين إي قد يبطئ التراجع المعرفي الذي يحصل في المرض، وقد اعتبر هذا الدليل متوسطًا في الجودة. فشلت تجارب فحص حمض الفوليك (بي9) وفيتامينات بي الأخرى في إظهار أي ارتباطٍ مهمٍ مع التراجع المعرفي. لا يظهر أنَّ مكملات الأحماض الدهنية أوميجا-3 من النباتات والأسماك، وحمض الدوكوساهكساينويك الغذائي تُفيد الأشخاص المصابين بمرض آلزهايمر الطفيف إلى المتوسط.
اعتبارً من عام 2010 لم يُظهر الكركومين أي فائدةٍ في البشر، وذلك على الرغم من وجود أدلةٍ مبدئيةٍ في الحيوانات. كانت هناك أدلةٌ متضاربةٌ وغير مقنعةٍ على أن الجنكة تمتلك أي تأثيرٍ إيجابي على ضعف الإدراك والخرف. اعتبارًا من عام 2008، لم يكن لفعالية الكانابينويدات في تحسين أعراض مرض آلزهايمر أو الخرف دليلٌ ملموسٌ، ومع هذا أظهرت بعض الأبحاث نتائج مبشرةً حول مادة الإندوكانابينويد

## إدارة المرض
لا يوجد علاج شافٍ لمرض آلزهايمر، حيثُ على الرغم من أنَّ العلاجات المتوفرة تؤدي لانخفاضٍ طفيفٍ في الأعراض، إلا أنها تبقى تلطيفيةً في طبيعة الحال. يمكن تقسيم العلاجات الحالية إلى دوائية، ونفسية اجتماعية، ورعائية.

### الأدوية

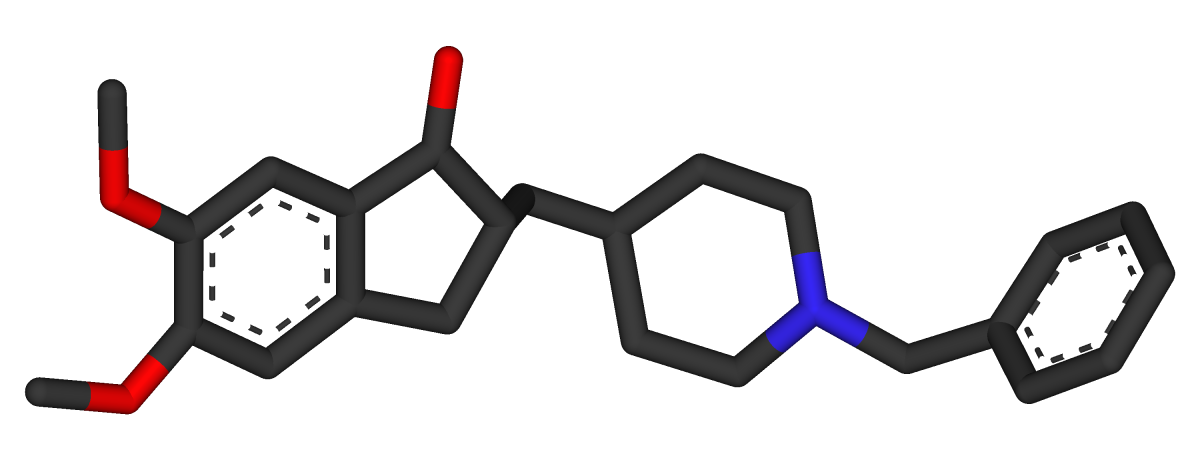
نموذج جزيئي ثلاثي الأبعاد لدونيبيزيل وهو مثبط إستيراز الأسيتيل كولين يُستخدم في علاج أعراض آلزهايمر.

البنية الجزيئية لميمانتين وهو دواء معتمدٌ لأعراض آلزهايمر المتقدمة.

تُستخدم حاليًا خمسة أدوية لمعالجة المشاكل الإدراكية لمرض آلزهايمر: أربعةٌ منها ضمن مثبطات إستيراز الأسيتيل كولين (تاكرين، وريفاستيجمين، وغالانتامين، ودونيبيزيل)، والخامس ميمانتين وهو من مناهضات مستقبل نمدا، ولكن عمومًا فإنَّ فائدة استخدامهم قليلة. لا يوجد دواءٌ يُظهر جليًا بأنه يؤجل أو يعيق تقدم المرض.
يعتبر انخفاض نشاط العصبونات كولينية الفعل سمةً معروفة جيدًا لمرض آلزهايمر. تُستعمل مثبطات إستيراز الأسيتيل كولين لخفض معدل هدم الأسيتيل كولين؛ بهدف زيادة تركيزه في الدماغ ومواجهة فقدان الأستيل كولين المُحدث عبر موت العصبونات كولينية الفعل. يوجد دليلٌ أنَّ هذه الأدوية فعالةٌ في المرحلة الطفيفة والمتوسطة من مرض آلزهايمر، كما توجد بعض الأدلة على استخدامها في المرحلة المتقدمة من المرض. لم يُبدِ استخدام هذه العقارات في الخلل الإدراكي البسيط أي تأثيرٍ في تأخير بدء مرض آلزهايمر. تظهر العديد من الآثار الجانبية لهذه الأدوية، وأكثرها شيوعًا هي الغثيان والتقيؤ ويرتبط كلاهما بفائضٍ في النشاط كوليني الفعل. تحدث هذه الآثار الجانبية لدى حوالي 10–20% من المتناولين للأدوية، وتكون شدتها ما بين طفيفةٍ إلى متوسطة، ويمكن إدارتها بالضبط البطيء للجرعات الطبية. تشمل الأعراض الجانبية الثانوية الأقل شيوعًا التشنجات العضلية، وانخفاض معدل دقات القلب (بطء القلب)، وانخفاض الشهية والوزن، وزيادة إنتاج العصارة الهضمية.
حمض الجلوتاميك هو ناقل عصبي استثاري للجهاز العصبي، يمكن أن يؤدي وجود كمياتٍ كبيرة منه في الدماغ إلى موت العصبونات عبر عمليةٍ تُسمى السمية الاستثارية، وهي الاستثارة الزائدة لمستقبلات حمض الجلوتاميك. لا تحدث السمية الاستثارية في مرض آلزهايمر فقط، بل تحدث أيضًا في أمراضٍ عصبيةٍ أُخرى مثل مرض باركنسون والتصلب المتعدد. الميمانتين هو مناهضٌ لمستقبل نمدا غيرُ تنافسيٍ، كان قد استخدم أول مرةٍ عاملًا مضادًا للإنفلونزا، ويعمل على النظام جلوتاميكي الفعل عبر تثبيط مستقبلات نمدا ومنع استثارتها الزائدة بواسطة حمض الجلوتاميك. اتضح أن للميمانتين فائدةٌ صغيرةٌ في علاج مرض آلزهايمر المتوسط والحاد. تُعتبر الأثار الجانبية المُوثقة حول استعماله متوسطةٍ في الشدة وغير متواترةٍ وتشمل الهلوسة، والتشوش، والدوخة، والصداع والإعياء. ظهر بأن استخدام الميمانتين مع الدونيبيزيل له تأثيرٌ إحصائيٌ مُهمٌ ولكنَّ تأثيره السريري هامشيٌ.
تُعتبر مضادات الذهان غير النمطية مفيدةً بشكلٍ معتدلٍ في خفض العدائية والذهان لدى الأفراد المصابين بآلزهايمر، لكن فائدتها قليلةٌ مقابل أعراضها الجانبية الخطيرة، والتي تتضمن السكتة الدماغية، وصعوبات في الحركة والانخفاض الإدراكي. ظهر بأن لها صلةٌ بارتفاع معدل الوفيات حين استُخدمت على المدى الطويل. يُعتبر إيقاف استخدام مضادات الذهان لدى كبار السن المصابين بالخرف آمنًا نسبيًا.
أما بالنسبة إلى هوبيرزين أ وعلى الرغم أنه يبدو واعدًا، إلا أنه يجب الحصول على مزيدٍ من الأدلة قبل أن يوصى باستعماله.

### الإجراءات النفسية الاجتماعية
تُستخدم الإجراءات النفسية الاجتماعية علاجًا مساعدًا للعلاج بالأدوية ويمكن أن تُصنف ضمن الأساليب الموجهة للسلوك والعاطفة والإدراك والتنبيه. لا تتوافر أبحاثٌ حول فعاليتها، ونادرًا ما تكون متخصصة بمرض آلزهايمر، حيث عادةً ما تُركز على الخرف.

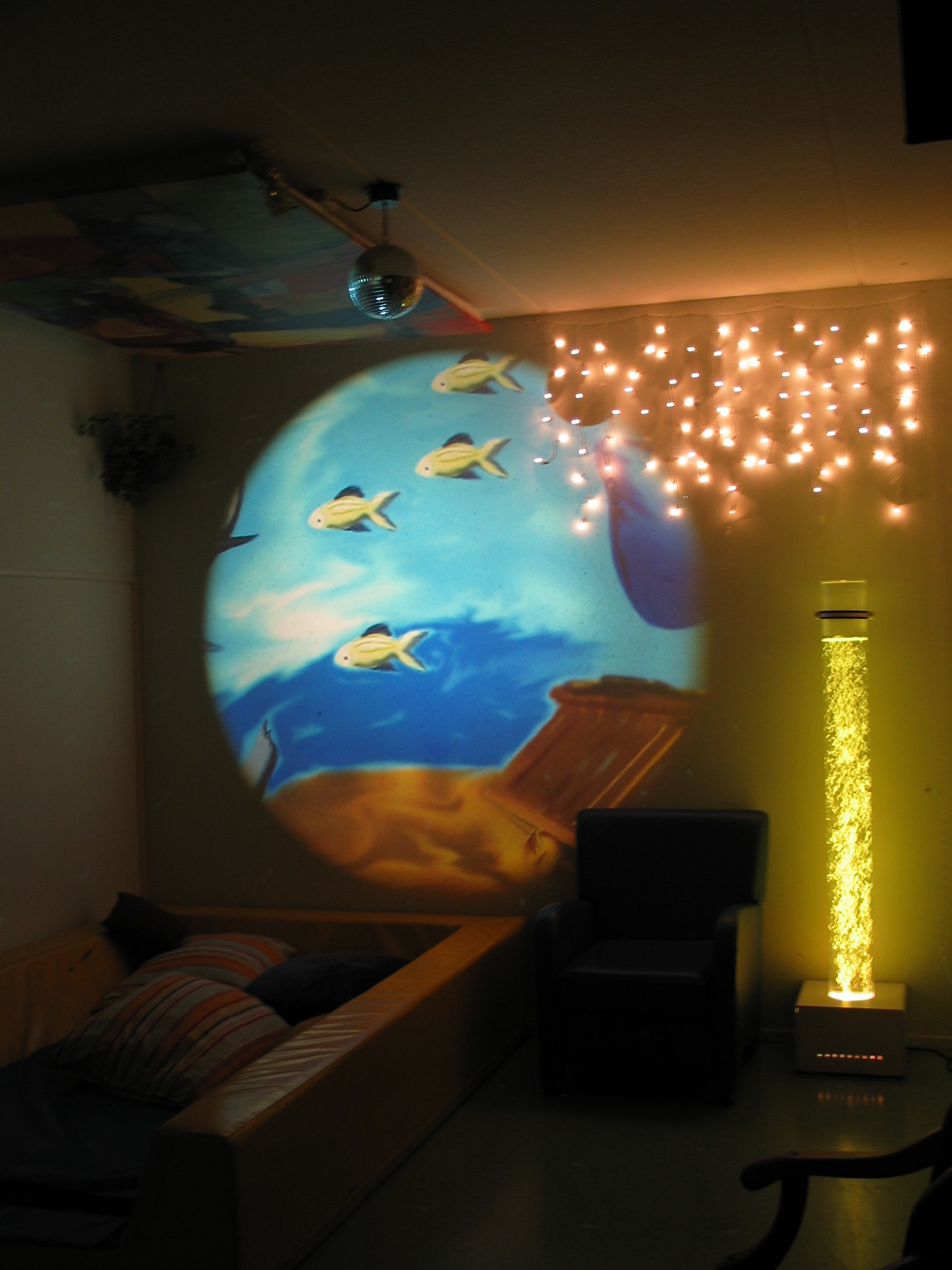
غرفةٌ أنشأت خصيصًا لعلاج التكامل الحسي، وتسمى سنوزلن. تُساعد في التأثيرات النفسية الاجتماعية على مرضى الخرف

تحاول إجراءات تعديل السلوك تحديد وخفض سوابق ونواتج المشاكل السلوكية. هذا الأسلوب لم يُظهر نجاحًا في تغيير السلوك العام، لكن يمكنه المساعدة في التقليل من بعض المشاكل السلوكية مثل التبول اللاإرادي. يُوجد انعدامٌ لبياناتٍ عالية الجودة حول تأثير هذه الأساليب في المشاكل السلوكية أخرى مثل الهيام والضياع. يُعتبر العلاج بالموسيقى فعالًا في تخفيض الأعراض السلوكية والنفسية.
تتضمن الإجراءات الموجهة للعاطفة: العلاج بالتذكر، والعلاج بالتقدير، والعلاج النفسي الداعم، وعلاج التكامل الحسي ويسمى كذلك سنوزلن، وعلاج الحضور المحاكى. لم تجد مراجعة كوكرين أية أدلةٍ على أن هذه التقنيات تؤثر على المرض. لم يحصل العلاج النفسي الداعم سوى على قليلٍ من الدراسات العلمية الرسمية، لكنَّ بعض الأطباء السريريين يجدونه مفيدًا في مساعدة الأفراد متوسطي الحالة على التأقلم مع مرضهم. في العلاج بالتذكر، يتم التحدث حول تجارب الماضي بشكل فردي أو جماعي، ومراتٍ عديدةٍ بمساعدة الصور، وأغراض في المنزل، والموسيقى والتسجيلات الصوتية، أو أغراضٍ مشابهةٍ أخرى من الماضي. وجدت مراجعةٌ لتأثير العلاج بالتذكر في سنة 2018 أنَّ التأثيرات غير متسقةٍ، وقليلةٍ وذات اعتبار سريري مشكوكٍ فيه، وأنها تختلف حسب التحضير والمحيط. يُبنى علاج الحضور المحاكى (SPT) على نظريات التعلق ويتم فيه تشغيل تسجيلاتٍ لأصواتِ أقربِ أقرباءِ المريض بآلزهامير. يوجد دليلٌ جزئيٌ يشير إلى أنَّ علاج الحضور المحاكى يمكن أن يخفض السلوكات التي يصعب التعامل معها. أما العلاج بالتقدير، فيبنى على قبول الواقع والحقيقة الشخصية لتجربة شخصٍ آخر، بينما علاج التكامل الحسي مبنيٌ على تمارين موجهة لتنبيه الحواس. لا يوجد دليلٌ يدعم فائدة وفاعلية هذه الأساليب العلاجية.
يُعتبر التوجيه نحو الواقع وإعادة تدريب الإدراك واحدًا من العلاجات الموجهة للإدراك، والتي تهدف إلى تخفيض القصور الإدراكي. يتم فيه تقديم معلوماتٍ حول الزمان أو المكان أو الشخص لتسهيل فهم المريض لما يحيط به ومكانه فيه. من جهة أخرى، يحاول أسلوب إعادة تدريب الإدراك تحسينَ القدرات المتضررة عبر تدريب القدرات العقلية. أظهر كلا الأسلوبين بعض الفعالية في تحسين القدرات الإدراكية، وذلك على الرغم من أنَّ هذه التأثيرات في بعض الدراسات كانت مؤقتةً وسلبيةً مثل الإحباط.
تشمل العلاجات الموجهة للتنبيه: العلاج بالفن والموسيقى والحيوانات وأي نوعٍ آخرٍ من النشاطات الترفيهية. توجد أدلةٌ متواضعةٌ حول العلاج بالتنبيه، وتدعم أنها تحسن السلوك والمزاج، وبصفة أقل الوظيفة. مع ذلك ورغم أهمية هذه التأثيرات فإن الداعم الرئيسي لاستخدام علاجات التنبيه هو تغيير روتين الشخص.

### الرعاية
لا يُوجد علاجٌ لمرض آلزهايمر، لذلك ونظرًا لأنه يجعل المصابين به غير قادرين على قضاء حوائجهم الخاصة، فإن الرعاية هي العلاج المتوفر ويجب تقديمها بعنايةٍ على طوال فترة المرض.
أثناء المرحلتين المبكرة والمتوسطة، يمكن لتغيراتٍ في نمط المعيشة والمحيط المعيشي زيادة سلامة المريض والتخفيف من عبء مقدم الرعاية. من الأمثلة على هذه التغييرات: الالتزام بأنماط حياتية (روتينات) مبسطة، وتركيب أقفال الأمان، وعنونة الأدوات المنزلية لمساعدة الفرد المصاب بالمرض أو استخدام أدواتِ حياة يومية معدَّلة. إذا أصبح تناول الطعام مشكلةً، فإنه يجب أن يُحضّر الطعام على شكل قطعٍ صغيرة أو حتى مهروسًا. حين تظهر صعوباتٌ في الابتلاع، فإنَّ استخدام أنابيب التغذية قد يكون ضروريًا. لذلك في هذه الحالات، فإنَّ الفعالية الطبية والأخلاقيات تعتبر مهمةً للاستمرار في الإطعام من قبل مقدمي الرعاية وأفراد العائلة. نادرًا ما تكون لاستخدام التقييد البدني في أي مرحلةٍ من مراحل المرض حاجةٌ، مع ذلك توجد حالات يكون فيها التقييد ضروريًا لتجنب إيذاء المريض لنفسه أو لمقدمي الرعاية.
قد تظهر مشاكل طبية مختلفة مع تقدم المرض، وتتضمن أمراض الفم والأسنان، وسوء التغذية، ومشاكل في النظافة، أو إصابات بعدوى تنفسية أو جلدية أو عينية. قد تُساعد الرعاية والإدارة الحذرة بتجنب الإصابة بهذه الأمراض، لكن عند الإصابة فإن المعالجة الطبية المهنية مطلوبة. يُركَّز العلاج أثناء المراحل النهائية من المرض على تخفيف الآلام والضيق حتى الوفاة، ويكون ذلك عادةً بمساعدة مستشفى الحالات النهائية.

## المآل

معدل السنة الحياتية للإعاقة لآلزهايمر وأمراض الخرف الأخرى لكل 100 ألف ساكن في سنة 2004.
لا توجد بيانات
≤ 50
50–70
70–90
90–110
110–130
130–150
150–170
170–190
190–210
210–230
230–250
≥ 250

تُعتبر المراحل المبكرة من مرض آلزهايمر صعبةً في التشخيص، ولا يحدث تشخيصٌ مؤكدٌ حتى يعيق الاعتلال الإدراكي النشاطات اليومية الحياتية، وذلك رغم أنَّ الفرد قد يستمر في العيش مستقلًا دون الحاجة لمساعدة. تتطور الأعراض من مشاكل إدراك طفيفة مثل فقدان الذاكرة خلال مراحل متزايدة من الاضطرابات الإدراكية وغير الإدراكية وهو ما يقضي على إمكانية العيش مستقلًا، خاصةً في المراحل الأخيرة من المرض.
يكون متوسط العمر المتوقع للأفراد المصابين بآلزهايمر مُنخفضًا، ويتراوح بعد التشخيص بين ثلاثة إلى عشرة أعوام. يعيش أقل من 3% من الأفراد أكثر من 14 عامًا. ترتبط سمات المرض بانخفاضٍ في البقاء على قيد الحياة وتتضمن: زيادة في حدة الاعتلال الإدراكي، وانخفاض في مستوى الفعالية والنشاط، واضطرابات في الفحص العصبي. كما قد تؤدي الأمراض المزمنة الأخرى مثل: مشاكل القلب أو السكري أو تاريخ في معاقرة الكحول دورًا كذلك في تخفيض معدل البقاء على قيد الحياة. كلما كانت بداية المرض في سن مبكرٍ كان إجمالي عدد سنين البقاء على قيد الحياة أكبر، لكن متوسط عمر الحياة منخفضٌ بشكلٍ خاص، وذلك عندما يُقارن الأفراد المرضى الأصغر سنًا مع نظرائهم الأصحاء. معدل سنين البقاء على قيد الحياة لدى الرجال أقل منه لدى النساء.
تعتبر ذات الرئة والتجفاف أكثر الأسباب المباشرة المتكررة للوفاة التي يُحدثها آلزهايمر، بينما يعتبر السرطان سببًا أقل تكرارًا في إحداث الوفاة لدى مرضى آلزهايمر منه لدى عامة الناس.

## الوبائيات
| السن  | عدد المصابين لكل ألف شخص-سنة |
| ----- | ---------------------------- |
| 65–69 | 3                            |
| 70–74 | 6                            |
| 75–79 | 9                            |
| 80–84 | 23                           |
| 85–89 | 40                           |
| 90–   | 69                           |

يُستخدم معياران رئيسيان في دراسات علم الأوبئة هما: معدل الحدوث ومدى الانتشار. أما معدل الحدوث فهو عدد الحالات الجديدة لكل وحدة من الأفراد المعرضين للإصابة في زمنٍ مُحدد (يكون عادةً عدد الحالات الجديدة لكل ألف شخص-سنة)، في حين أنَّ معدل الانتشار هو العدد الإجمالي لحالات المرض في السكان في أي وقت.
بالنسبة لمعدل الحدوث، توفر دراسات التعرض الطولية (الدراسات التي تتتبع جمهرة خالية من المرض لعدة سنين) معدلاتٍ بين 10 إلى 15 إصابة لكل ألفي شخص-سنة لجميع أنواع الخرف، ويكون منها 5 إلى 8 إصاباتٍ بآلزهايمر، وهذا يعني أن نصف حالات الخرف كل عامٍ تكون بسبب آلزهايمر. يُعتبر التقدم في السن هو عامل الخطر الرئيسي للمرض، وتكون مُعدلات الحدوث غير متساويةٍ بين جميع الأعمار، حيث بعد عمر 65 عامًا يتضاعف معدل الإصابة بالمرض تقريبًا كل خمس سنوات، متزايدًا من 3 إلى 69 حالةٍ لكل ألف شخص-سنة. توجد كذلك اختلافاتٌ جنسيةٌ في معدل الحدوث، فتحظى النساءُ باحتمالٍ أكبرٍ للإصابة بآلزهايمر، خاصةً النساء التي تفوق أعمارهن 85 عامًا. يكون خطر الوفاة بمرض آلزهايمر في الولايات المتحدة أعلى بحوالي 26% بين السكان البيض من أصلٍ غير إسباني منه لدى السكان السود من أصلٍ غير إسباني، بينما احتمال الوفاة لدى السكان من أصل إسباني أقل بحوالي 30% منه لدى السكان البيض من أصل غير إسباني.
يعتمد انتشار مرض آلزهايمر بين السكان على عوامل مختلفة منها معدل الحدوث والبقاء على قيد الحياة. وعلى الرغم أنَّ مُعدل الحدوث يتزايد مع العمر، فإنه مهمٌ بشكل خاص إدراج متوسط عمر السكان الذين تجري دراستهم. قُدِّر انتشار مرض آلزهايمر في الولايات المتحدة بنسبة 1.6% في عام 2000 إجمالًا وبين الفئة العمرية 65–74، مع زيادة هذه النسبة إلى 19% في الفئة العمرية 75–84 وإلى 42% لدى الفئة التي يزيد عمرها عن 84 عامًا. معدلات الانتشار في المناطق الأقل تطورا أقل من ذلك. قدرت منظمة الصحة العالمية أنه في سنة 2005 سيكون 0.379% من سكان العالم مُصابون بالخرف، وأنَّ الانتشار سيزيد إلى 0.441% في عام 2015 ثم إلى 0.556% في عام 2030. ووصلت دراسات أخرى أيضًا إلى نفس الاستنتاجات. قدّرت دراسة أخرى أنه في سنة 2006 سيكون 0.40% من سكان العالم (تتراوح النسبة بين 0.17–0.89% والعدد المطلق 26.6 مليون، ويتراوح العدد بين 11.4–59.4 مليون) قد أصيبوا بآلزهايمر، وأنَّ معدل الانتشار سيتضاعف ثلاث مرات والعدد المطلق سيتضاعف أربع مرات بحلول عام 2050.
لا تُوجد بياناتٌ كافيةٌ حول مرض آلزهايمر والخرف في الشرق الأوسط، ولكن أظهرت بعض الدراسات أنَّ انتشار الخرف في الوطن العربي يتراوح ما بين 1.1% حتى 2.3% بين الأفراد الذين أعمارهم 50 عامًا أو أكثر، وأيضًا ما بين 13.5% إلى 18.5% في الأفراد الذين أعمارهم 80 عامًا أو أكثر، وعلى الرغم أنَّ جميع هذه الإحصاءات لا تختلف كثيرًا عن باقي دول العالم، إلا أنَّ الانتشار في الوطن العربي يعتمد بشكلٍ كبيرٍ على السمات الاجتماعية السكانية. تُشير البيانات أنه في عام 2013 كان هُناك حوالي 90 ألف حالة مُصابة بآلزهايمر في المغرب. وفي عام 2014 كان هُناك حوالي 30 ألف حالة مُصابة بآلزهايمر في لبنان. وفي عام 2016 كان هُناك حوالي 60 ألف حالة مُصابة بآلزهايمر في تونس. و في عام 2017 كان هُناك حوالي 300 ألف مُصابٌ بمرض آلزهايمر في مصر، وحوالي 130 ألف شخص في السعودية. وفي عام 2018 كان في الجزائر ما بين 300-400 ألف حالةٍ، حيثُ تُسجل 10 آلاف حالة سنويًا، أي حوالي 27 حالة يوميًا. وفي عام 2019 كان في الكويت ما بين 6-7 آلاف مسنٍ مُصابين بآلزهايمر.

عدد الوفيات لكل مليون شخص عام 2012 بسبب الخرف بما في ذلك مرض آلزهايمر.
0–4
5–8
9–10
11–13
14–17
18–24
25–45
46–114
115–375
376–1266

## التاريخ

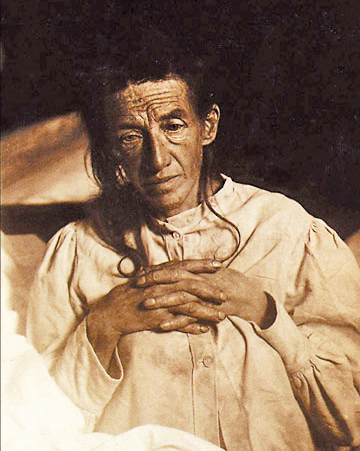
آوغسته ديتر (1850 - 1906) أول حالةٍ شُخصت فيما يعرف الآن بمرض آلزهايمر بواسطة الطبيب ألويس آلزهايمر عام 1902.

ربط فلاسفة وأطباء الإغريق والرومان القدماء كبر السن بتزايد الخرف. ولم يُعرَّف مرض آلزهايمر حتى عام 1902، عندما حدد الطبيب النفسي الألماني ألويس آلزهايمر أول حالةٍ لدى امرأةٍ تبلغ من العمر 55 عامًا تُسمى آوغسته ديتر، حيث تتبع حالتها حتى توفيت عام 1906، وحين ذلك أبلغ عنها علنًا لأول مرة، لذلك سُميَّ المرض باسمه. خلال الأعوام الخمسة التالية أُبلغ عن إحدى عشر حالة مماثلة في المنشورات الطبية، بعضها استخدم مصطلح مرض آلزهايمر. وُصف المرض بأنه مميزٌ ومستقلٌ لأول مرةٍ بواسطة إميل كريبيلن، وذلك بعد إخفاء بعض السمات السريرية (الوهام والهلوسة) والمرضية (تغيرات في تصلب الشرايين) الموجودة في التقرير الأصلي الخاص بآوغسته ديتر. حيث شمله بالذكر مستعملًا اسم الخرف الكهلي، باعتباره نوعًا فرعيًا من خرف الشيخوخة، وكان ذلك في الإصدار الثامن من مرجع الطب النفسي (بالإنجليزية: Textbook of Psychiatry) المنشور في 5 يوليو 1910.
كان التشخيص بمرض آلزهايمر طوال القرن العشرين محصورًا في الأفراد الذين تقع أعمارهم بين 45-65 عامًا وظهرت لديهم أعراض الخرف. تغيرت المصطلحات بعد 1977 حين خلص مؤتمرٌ حول آلزهايمر إلى أنَّ المظاهر السريرية والمرضية لخرف الشيخوخة والكهولة متماثلةٌ تقريبًا، ومع ذلك أضاف الكتاب أنَّ هذا لا يستبعد إمكانية وجود أسباب مختلفة لهما. أدى هذا في النهاية إلى تشخيص مرض آلزهايمر بشكل مستقلٍ عن العمر. استُخدم مصطلح خرف الشيخوخة من نوع آلزهايمر (SDAT) لمدة من الزمن لوصف حالة الأفراد الذين تفوق أعمارهم 65 عامًا، واستُخدم مصطلح مرض آلزهايمر التقليدي في وصف حالات الأفرد الأقل سنًا. أخيرًا، تم تبني مصطلح مرض آلزهايمر بشكل غير رسميٍ في التسمية الطبية لوصف الأفراد من جميع الأعمار الذين لديهم نمط أعراضٍ ومسار مرضٍ ومرضية عصبية مميزة ومشتركة.

## المجتمع والثقافة

### التكاليف الاجتماعية
قد يُعد الخرف وتحديدًا مرض آلزهايمر من بين أكثر الأمراض كلفةً للمجتمع في أوروبا والولايات المتحدة، بينما تكاليفها في دول أخرى مثل الأرجنتين وكوريا الجنوبية مرتفعةٌ ومُتزايدةٌ كذلك . يحتمل أن تزيد هذه التكاليف مع زيادة الشيخوخة في المجتمع، وبالتالي ستصبح قضيةً اجتماعيةً هامة. تشمل التكاليف المرتبطة بآلزهايمر: التكاليف الطبية مثل تكاليف دار التمريض والرعاية، والتكالف الطبية المباشرة مثل تكاليف الرعاية اليومية بالمنزل، والتكاليف غير المباشرة مثل فقدان إنتاجية كل من المريض ومقدم الرعاية. تختلف الأرقام بين الدراسات لكن قُدرت تكاليف الخرف عالميًا بحوالي 160 مليار دولار، بينما تقدر تكاليف مرض آلزهايمر بالولايات المتحدة حوالي 100 مليار دولار سنويًا.
تُعد الرعاية طويلة الأجل المصدر الأكبر للتكاليف بالنسبة للمجتمع، حيثُ تتم بواسطة محترفي تقديم الرعاية وبشكلٍ مؤسسي، وتعادل تكلفته حوالي ثلثي إجمالي التكاليف بالنسبة للمجتمع. إنَّ تكلفة العيش في المنزل مرتفعةٌ جدًا كذلك، خاصةً حين تؤخذ في الحسبان التكاليف غير الرسمية التي تتحملها العائلة مثل وقت الرعاية والمداخيل المفقودة التي كان سيكسبها مقدم الرعاية.
تتزايد التكاليف مع زيادة شدة الخرف وحدوث الاضطرابات السلوكية، وهي مرتبطةٌ بزيادة وقت تقديم الرعاية المطلوب لتقديم الرعاية الجسدية. وبالتالي فإنَّ أي علاجٍ يبطئ التدهور الإدراكي أو يؤخر الإدخال إلى مؤسسة تمريض ورعاية أو يخفض ساعات الرعاية ستكون له فوائدٌ اقتصادية. حيثُ أظهرت التقييمات الاقتصادية للعلاجات الحالية نتائجًا إيجابية.

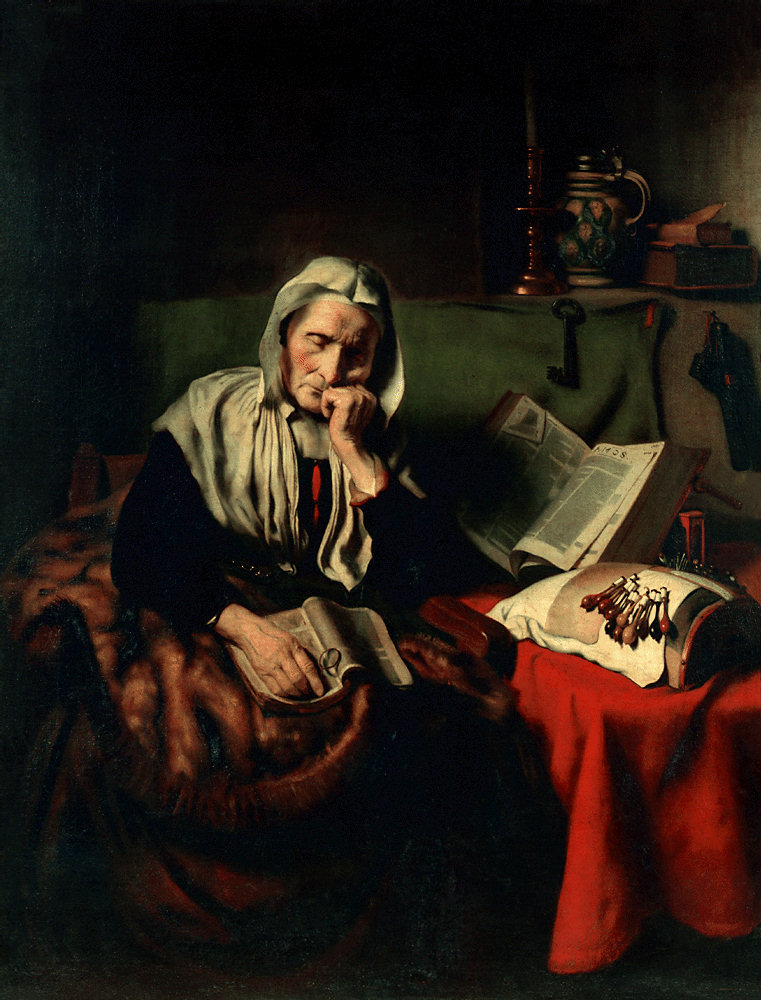
يجبُ مشاركة مهمة الرعاية مع أفراد الأسرة الآخرين والأخصائيين الصحيين حتى لا تثقل كاهل شخص واحد

### أعباء تقديم الرعاية
غالبًا ما تقوم الزوجة أو أحد الأقرباء المقربين بدور مُقدم الرعاية الرئيسي. يُعرف بأنَّ مرض آلزهايمر يضع أعباءًا كبيرةً على مُقدمي الرعاية بمختلف النواحي الاجتماعية والنفسية والجسدية والاقتصادية. وعادةً ما تكون الرعاية المنزلية الخيار المُفضل لدى العائلات التي أصيب أفراد منها بمرض آلزهايمر، حيث يساعد هذا الخيار في تأخير أو استبعاد الحاجة إلى مستويات رعايةٍ أكثر احترافية وكلفةً، ولكن على الرغم من هذا، إلا أنَّ ثلثي المُقيمين بدور الرعاية مُصابون بالخرف.
يُعد مقدمو الرعاية للأفراد المصابين بالخرف عرضةً لمعدلاتٍ عاليةٍ من الاضطرابات النفسية والجسدية. تتضمن العوامل المرتبطة بالمشاكل النفسية الاجتماعية المُرتفعة التي تصيب مقدمي الرعاية الأساسيين: وجود فردٍ مصابٍ بالمنزل، وكون مُقدم الرعاية هي الزوجة، والسلوكيات المتطلبة للرعاية الخاصة بالفرد المصاب مثل الاكتئاب والاضطرابات السلوكية والهلوسات ومشاكل النوم واختلالات المشي والعزلة الاجتماعية. أما على المستوى الاقتصادي، فإنَّ مقدمي الرعاية من أفراد الأسرة غالبا ما يتخلون عن ساعاتٍ من العمل لقضاء ما متوسطه 47 ساعة أسبوعيًا مع الفرد المصاب بآلزهايمر، لأنَّ تكاليف رعايتهم تكون باهظةً، حيثُ تُقدر التكاليف المباشرة أو غير المباشرة لرعاية مريض آلزهايمر في المتوسط بحوالي 18 ألف إلى 77.5 ألف دولار أمريكي سنويًا في الولايات المتحدة، وذلك حسب الدراسات.
أثبت العلاج الإدراكي السلوكي وتعليم إستراتيجيات التأقلم سواءً فرديةً أو جماعيةً فعاليتهما في تحسين الصحة النفسية لمقدمي الرعاية.

### أعلام بارزون

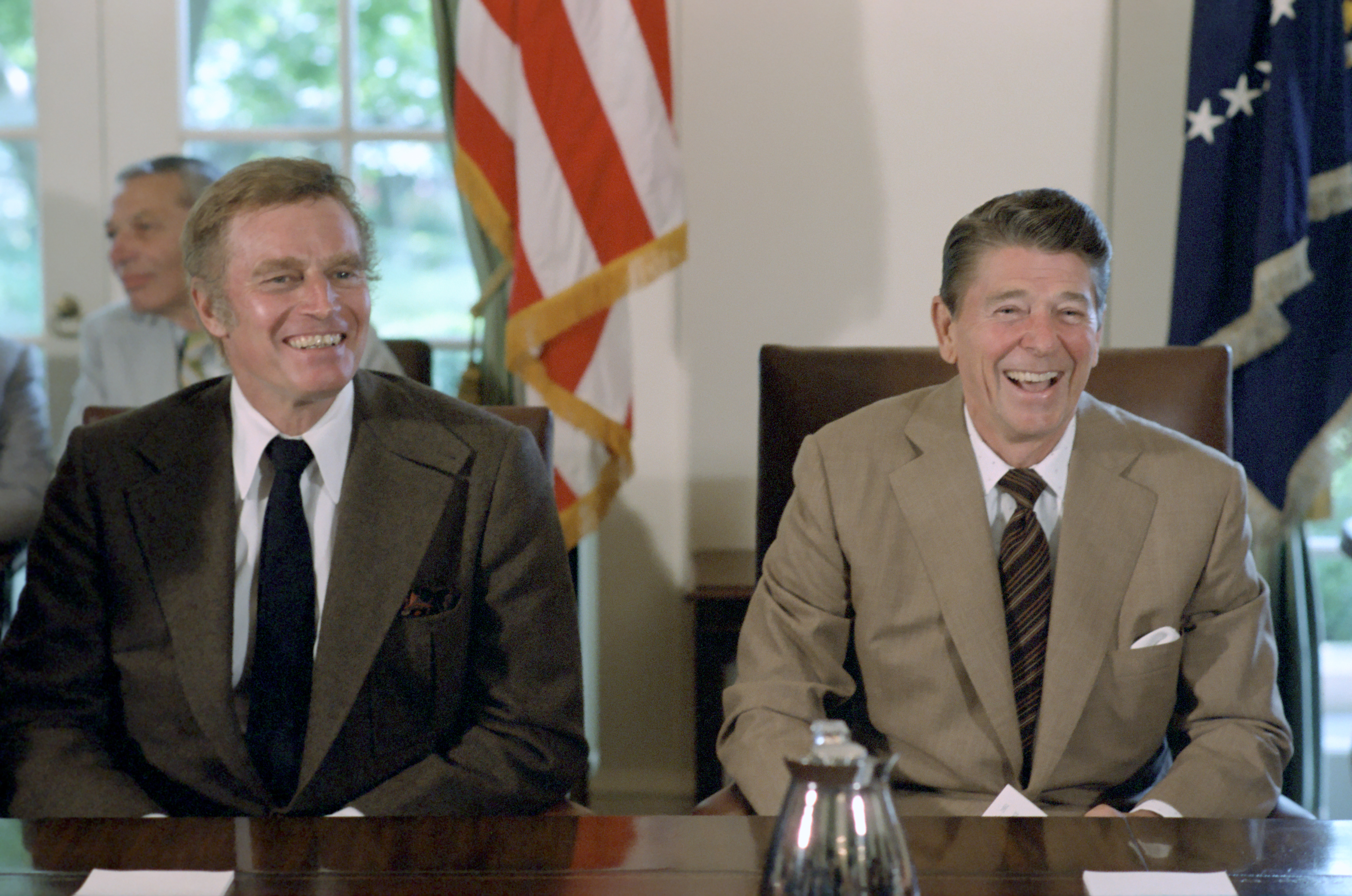
شارلتون هيستون ورونالد ريغان في اجتماع بالبيت الأبيض سنة 1981. كان كلاهما قد أصيبا بآلزهايمر في أواخر حياتهما.

أصاب مرض آلزهايمر كثيرًا من الأشخاص، ومن أشهرهم رئيس الولايات المتحدة السابق رونالد ريغان والكاتبة الأيرلندية آيريس مردوك، حيثُ أنَّ هاتين الإصابتين لم تُغطَّ على نحو واسعٍ إعلاميًا فقط، بل كانت أساسًا لمنشوراتٍ علميةٍ قام فيها الكتاب بدراسة تطور تدهور الوظائف الإدراكية لهاتين الشخصيتين. من المشاهير الذين أصيبوا بآلزهامير أيضًا، لاعب كرة القدم فيرينتس بوشكاش، ورئيس الوزراء البريطاني السابق هارولد ويلسون، ورئيس الوزراء الإسباني أدولفو سواريث، والممثلين: عمر الشريف، بيتر فالك، ريتا هيوارث، ميخائيل فولكوف، آني جيراردو، شارلتون هيستون، والكاتب تيري براتشيت.

### السينما والأدب
ذُكر مرض آلزهايمر في العديد من الأفلام، ومنها: أيريس (2001) اعتمادًا على ذكرى زوجة جون بايلي آيريس مردوك، دفتر الملاحظات 2004 اعتمادًا على روايةٍ لنيكولاس سباركس سنة 1996 تحمل نفس العنوان، لحظة للذكرى (2004)، ثانماثرا (2005)، ذكريات الغد (2006) اعتمادًا على رواية هيروشي أوجيوارا التي تحمل نفس العنوان، بعيدا عنها (2006) اعتمادًا على القصة القصيرة لآليس مونرو "جاء الدب فوق الجبل"،، نهوض كوكب القردة (2011)، انفصال نادر وسمين (2011)، المرأة الحديدية (2011)، ما تزال أليس (2014) حول بروفيسور في جامعة كولومبيا أصيب بمرض آلزهايمر في سنٍ مبكر، اعتمادًا على رواية لليزا جينوفا عام 2007 تحمل نفس الاسم مع جوليان مور في الدور الرئيسي، وفي مسلسل تشريح غراي أيضًا. صُنعت أيضًا العديد من الأشرطة الوثائقية حول مرض آلزهايمر وتشمل «مالكوم وباربرا: قصة حب (1999)»، و«مالكوم وباربرا: وداع الحب (2007)» من بطولة مالكولم بوينتون في كلاهما. أما عربيًا فكان قد ذُكر آلزهايمر في فيلمٍ بعنوان زهايمر (2010) من بطولة عادل إمام، وعلى مستوى الأدب تُوجد أقصوصة ألزهايمر للكاتب غازي القصيبي، حيث كان قد أصدرها قبيل وفاته.

## الأبحاث

### الأدوية

البنية الجزيئية لدواء ميمانتين

قُيم في عقد 2002-2012 حوالي 244 مركبًا في اختبارات المرحلة 1 والمرحلة 2 والمرحلة 3، ولم يحصل سوى واحدٌ منها (ميمانتين) على موافقة إدارة الغذاء والدواء (ما زالت الأُخرى قيد التطوير). فشل سولنيزماب وأدكانيماب في إظهار فعاليةٍ لدى الأفراد الذين سبق وظهرت لديهم أعراض آلزهايمر.
يركز أحد مجالات البحث السريري على معالجة السبب المُمْرِض الكامن وراء المرض، ويُعد تخفيض مستويات ببتيد بيتا النشواني هدفًا مشتركًا للمركبات (مثل آبومورفين) التي تخضع للاختبارات. كما يُعتبر العلاج المناعي أو التلقيح ضد البروتين النشواني واحدًا من الوسائل العلاجية التي يجري اختبارها. على خلاف التلقيح الوقائي، يُستخدم العلاج المفترض أو المعروف لعلاج الأشخاص الذين سبق تشخيصهم بالمرض، وهو مبنيٌ على مبدأ تدريب الجهاز المناعي على التعرف ومهاجمة وعكس ترسيب البروتين النشواني، وبالتالي تغيير مسار المرض. يُعد لقاح ACC-001 من الأمثلة على لقاحٍ مشابهٍ كان تحت الاختبار، وذلك على الرغم من أنَّ اختباراته عُلِّقت عام 2008. يُعد بابينيوزوماب عاملًا مماثلًا آخر، وهو جسمٌ مضادٌ صُمم كنظيرٍ مماثل للجسم المضاد لمضاد النشواني المنتج طبيعيًا. وُجد أنَّ العوامل العلاجية المناعية تُسبب بعض التفاعلات الدوائية الضائرة مثل شذوذات التصوير المتعلقة بالنشواني. تُوجد أساليبٌ أخرى تتضمن لعوامل الحامية للأعصاب مثل AL-108‏، وعوامل توهين تآثر البروتين-فلز مثل PBT2. أظهر البروتين الاندماجي الحاصر لمستقبل TNFα نتائج مشجعة.
أظهرت اثنتان من الاختبارات السريرية المنفصلة في عام 2008 نتائج إيجابية في تغيير مسار المرض في الحالات الطفيفة والمتوسطة بواسطة كلوريد الميثيلثيونينيوم، وهو عقارٌ يثبط تكدس بروتين تاو، ودميبون وهو مضاد هستامين. ولكن فشلت المرحلة الثالثة من الاختبارات الخاصة بدميبون في إظهار تأثيراتٍ إيجابية في النهاية الأولية والثانوية. وأظهر العمل على كلوريد الميثيلثيونينيوم أنَّ التوافر الحيوي للميثيلثيونينيوم من الأمعاء تأثر بالتغذية وحموضة المعدة، وأدى ذلك إلى تحديد جرعات مختلفةٍ غير متوقعة. ظهرت تركيبةٌ مستقرةٌ جديدةٌ تتمثل في الدواء الأولي LMTX وهي في المرحلة الثالثة من الاختبارات منذ عام 2014.
توقف اختبار فيربيسيستات الذي يثبط بروتين بيتا سيكريتاز المسؤول عن إنشاء بروتين بيتا النشواني في بداية عام 2017؛ وذلك لأنَّ جماعة مستقلة من الخبراء خلصوا إلى «أنه من غير الممكن عمليًا إيجاد تأثيرٍ سريريٍ إيجابي». في عامي 2018-2019 فشلت تجارب أخرى -منها أدكانيماب الذي يخفض تراكيز بيتا النشواني- وهو ما أدى بالبعض إلى التشكيك في صحة الفرضية النشوانية. وفي أكتوبر 2019 وجدت دراسة لمجموعة أخرى من البيانات أن أدكانيماب يمكن أن يخفض التدهور السريري في الأفراد المصابين بالمراحل الأولى من آلزهايمر، وأنَّ شركة بيوجن قد تطلب موافقةً تنظيميةً مرةً أُخرى.
يُعد فأر مُسَرَّع الشَيْخوخة (SAMP8) نموذجًا حيوانيًا لمرض آلزهايمر، حيث يتم فيه إنتاج بروتين سلف النشواني (APP) بشكل مفرطٍ، وبالتالي يُطور الفئران اضطراباتٍ مبكرةٍ في الذاكرة وتغيراتٍ في الحاجز الدموي الدماغي، وهو ما يسبب انخفاضًا في إطراح بروتين بيتا النشواني من الدماغ. وقد سُجلت زيادةٌ في الإجهاد التأكسدي به. اتضح أنَّ الأدوية التي تقلل الإجهاد التأكسدي تُحسن الذاكرة، وأنَّ العلاجات التي تقلل بروتين بيات النشواني (عكس الاتجاه للبروتين الطليعي للنشواني والأجسام المضادة لبروتين بيتا النشواني) لا تُحسن الذاكرة وحسب، بل تقلل من الإجهاد التأكسدي كذلك. ولقد تبين أنَّ الانحرافات الأولية في تضرر الليبيد بتكوُّن البيروكسيد تؤيد كون الاضطراب الوظيفي للميتوكندريا هو المُسبب للإنتاج الزائد لبيتا النشواني في سلالة الفأر المصاب بآلزهايمر. تولد هذه العملية كمياتٍ مُتزايدةٍ من بروتين بيتا النشواني والتي بدورها تُسبب المزيد من الضرر للميتوكندريا.

### الوقاية السلوكية
ما زال البحث حول تأثيرات التأمل في الحفاظ على الوظائف الإدراكية في المرحلة الأولى. تقترح مراجعةً أُجريت في عام 2015 أنَّ التدخلات المبنية على الوعي التام التأملي قد تمنعُ أو تؤخر الاعتلال الإدراكي الطفيف ومرض آلزهايمر.

### احتمال الانتقال
تُعد الحالات النادرة لإمكانية انتقال الأمراض النشوانية بين الناس قيد الدراسة، ومن الأمثلة عليها مرضى هرمون النمو.

### العداوى

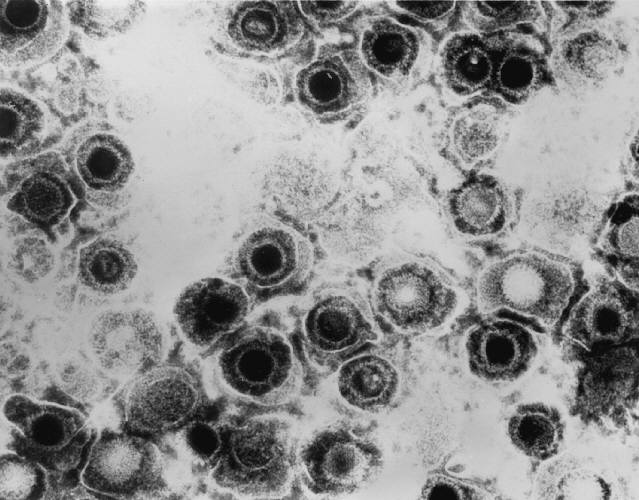
صورةٌ بالمجهر الإلكتروني النافذ لفريون فيروس الهربس البسيط

وُجد فيروس الهربس البسيط (HSV-1) في نفس مناطق وجود اللويحات النشوانية، وهذا يوحي بإمكانية علاج مرض آلزهايمر أو الوقاية منه بواسطة الأدوية المضادة للفيروسات. أظهرت دراسات المضادات الفيروسية في المزارع الخلوية نتائجًا مُبشرة.
أُبلِغ عن العدوى الفطرية في الأدمغة المريضة بآلزهايمر كذلك. اقتُرحت هذه الفرضية بواسطة عالم الأحياء الدقيقة ل. كراسكو حين وجد فريقه علاقةً ارتباطيةً إحصائيةً بين العدوى الفطرية المنتشرة وآلزهايمر. وأظهرت المزيد من الدراسات أنَّ العدوى الفطرية متواجدةٌ في مناطق مختلفة من أدمغة المرضى بآلزهايمر، وغير متواجدةٍ في مجموعة الأفراد المرجعية. تُفسر الإصابة بالعدوى الفطرية الأعراض الملاحظة لدى مرضى آلزهايمر، حيثُ يتناسب التطور البطيء لآلزهايمر مع الطبيعة المزمنة لبعض العداوى الفطرية الجهازية والتي يُمكن أن تكون عديمة الأعراض ومن ثم لا تُلاحظ ولا تُعالج. تتوافق الفرضية الفطرية كذلك مع بعض فرضيات آلزهايمر الأخرى الموجودة سابقًا مثل فرضية النشواني التي يمكن تفسيرها كاستجابةٍ مناعيةٍ للإصابة بالعدوى في الجهاز العصبي المركزي، وذلك كما وجد ر. موار ور. تانزي في نماذج الفأر والدودة من مرض آلزهايمر.

### التصوير الطبي
تتوافر العديد من تقنيات التصوير الطبي، ولكن يبدو أنَّ التصوير المقطعي المحوسب بإصدار فوتون واحد (SPECT) الأفضل في تمييز آلزهايمر من بين أنواع الخرف الأخرى، كما تبين أنه يُعطي مستوى عالٍ من الدقة مقارنة بدراسات الاختبار الذهني والتاريخ الطبي. أدت التقدمات التكنولوجية إلى اقتراح معاييرٍ تشخيص جديدة. تبقى تقنية التصوير المقطعي بالإصدار البوزيتروني بمركب بيتسبرغ بي ‏(PiB-PET) استقصائيةً، لكن تقنيةَ التصوير المقطعي بالإصدار البوزيتروني (PET) مماثلة بدواء مشع يسمى فلوربيتابير (يحتوي على نوكليد مشع أطول أمدًا هو الفلور 18) تعتبر وسيلة تشخيصٍ لمرض آلزهايمر.
يُستخدم تصوير البروتين النشواني على الأرجح جنبًا إلى جنبٍ مع واسمات أخرى بدل من استعماله بديلًا. يمكن أن يَكتشف التصوير بالرنين المغناطيسي (MRI) الحجمي تغيراتٍ في حجم مناطق الدماغ، ويبدو أنَّ قياس هذه المناطق الضامرة أثناء تطور مرض آلزهايمر واعدًا كمؤشرٍ للتشخيص، وقد يثبت أنه أقل تكلفة من طرق التصوير الأخرى التي هي قيد الدراسة حاليًا. في عام 2011، صوتت هيئة إدارة الغذاء والدواء بالإجماع للتوصية بترخيص استخدام فلوربيتابير، حيث يمكن لعامل التصوير هذا اكتشاف لويحات آلزهايمر في الدماغ، ويُشير التصوير السلبي بواسطته إلى لويحاتٍ ضئيلةٍ متناثرة أو لا يظهرها أصلًا وهو ما لا يتوافق مع تشخيص آلزهايمر.

### التشخيص
تركز البحوث حول آلزهايمر في تشخيص الحالة قبل ظهور الأعراض. طُوِّرت العديد من اختبارات الكشف الكيميائية الحيوية لتمكين التشخيص المبكر للمرض. تقوم بعض هذه الاختبارات بدراسة السائل الدماغي الشوكي للكشف عن بروتين بيتا النشواني، وبروتين تاو الكلي، وتراكيز بروتين تاو181P المفسفر. يُتجنب السحب المُتكرر للسائل الدماغي الشوكي؛ وذلك لأنه قد يكون مؤلمًا. يُعد الاختبار الدموي للرنا الميكروي الموجود في الدورة الدموية والواسمات الحيوية للالتهاب مؤشرًا محتملًا بديلًا.

## هوامش
- «1»: مرض آلزهايمر[ar 11][ar 12][ar 13][ar 14] (بالإنجليزية: Alzheimer's disease) (اختصارًا AD)، ويُعرف باسم آلزهايمر،[ar 11] أو داء آلزهايمر،[318] كما يُسمى أيضًا خرف آلزهايمر[ar 15] (بالإنجليزية: Alzheimer’s dementia) أو الخرف الكهلي[ar 12] (بالإنجليزية: presenile dementia) ويُطلق عليه البعض فقد الذاكرة.[ar 13][ar 14] يختلفُ الأفراد في كتابة اسم المرض، حيث تتضمن: آلزهايمر،[ar 13][ar 14] الزهيمر،[ar 13][ar 16] الزهايمر،[ar 13][ar 17] ألزهايمر،[ar 18] ألزيمر.[ar 13]

### بِاللُغة الإنجليزيّة
1. 1 2 3 4 5 6 7 8 9 10 11 12 13  Burns A، Iliffe S (فبراير 2009). "Alzheimer's disease". BMJ. ج. 338: b158. DOI:10.1136/bmj.b158. ISSN:0959-8138. PMID:19196745.
2. 1 2 3 4 5  Ballard C، Gauthier S، Corbett A، Brayne C، Aarsland D، Jones E (مارس 2011). "Alzheimer's disease". Lancet. ج. 377 ع. 9770: 1019–31. DOI:10.1016/S0140-6736(10)61349-9. PMID:21371747.
3. 1 2  Mendez MF (نوفمبر 2012). "Early-onset Alzheimer's disease: nonamnestic subtypes and type 2 AD". Archives of Medical Research. ج. 43 ع. 8: 677–85. DOI:10.1016/j.arcmed.2012.11.009. PMC:3532551. PMID:23178565.
4. 1 2 3 4 5 6 7  "Dementia Fact sheet". World Health Organization. 12 ديسمبر 2017. مؤرشف من الأصل في 2019-12-07.
5. 1 2  "Dementia diagnosis and assessment" (PDF). National Institute for Health and Care Excellence (NICE). مؤرشف من الأصل (PDF) في 2014-12-05. اطلع عليه بتاريخ 2014-11-30.
6. 1 2  Commission de la transparence (يونيو 2012). "Drugs for Alzheimer's disease: best avoided. No therapeutic advantage" [Drugs for Alzheimer's disease: best avoided. No therapeutic advantage]. Prescrire International. ج. 21 ع. 128: 150. PMID:22822592.
7. 1 2  Querfurth HW، LaFerla FM (يناير 2010). "Alzheimer's disease". The New England Journal of Medicine. ج. 362 ع. 4: 329–44. DOI:10.1056/NEJMra0909142. PMID:20107219.
8. ↑  مؤسسة مايو للتعليم والبحث الطبي (10 يوليو 2024). "مرض الزهايمر - الأعراض والأسباب - Mayo Clinic (مايو كلينك)". www.mayoclinic.org. مؤرشف من الأصل في 2024-08-24. اطلع عليه بتاريخ 2024-08-31.
9. 1 2  GBD 2015 Mortality Causes of Death Collaborators (أكتوبر 2016). "Global, regional, and national life expectancy, all-cause mortality, and cause-specific mortality for 249 causes of death, 1980-2015: a systematic analysis for the Global Burden of Disease Study 2015". Lancet. ج. 388 ع. 10053: 1459–1544. DOI:10.1016/S0140-6736(16)31012-1. PMC:5388903. PMID:27733281. {{استشهاد بدورية محكمة}}: |مؤلف= باسم عام (مساعدة)صيانة الاستشهاد: أسماء عددية: قائمة المؤلفين (link)
10. ↑  غسان جعفر (2005). خرف الشيخوخة (ألزهايمر) مرض فقدان الذاكرة. شركة رشاد برس. مؤرشف من الأصل في 2021-04-04.
11. ↑  "الوطن العربي". النادي العربي بدمشق ع. 1548–1556. 2006. مؤرشف من الأصل في 2021-04-04. اطلع عليه بتاريخ 2021-04-04.
12. ↑  "About Alzheimer's Disease: Symptoms". National Institute on Aging. مؤرشف من الأصل في 2012-01-15. اطلع عليه بتاريخ 2011-12-28.
13. ↑  Todd S، Barr S، Roberts M، Passmore AP (نوفمبر 2013). "Survival in dementia and predictors of mortality: a review". International Journal of Geriatric Psychiatry. ج. 28 ع. 11: 1109–24. DOI:10.1002/gps.3946. PMID:23526458.
14. ↑  "So, What Can You Do?". National Institute on Aging. 29 يوليو 2016. مؤرشف من الأصل في 3 April 2017. اطلع عليه بتاريخ أكتوبر 2020. {{استشهاد ويب}}: تحقق من التاريخ في: |تاريخ الوصول= (مساعدة)
15. 1 2 3 4 5  
Hsu D، Marshall GA (2017). "Primary and Secondary Prevention Trials in Alzheimer Disease: Looking Back, Moving Forward". Current Alzheimer Research. ج. 14 ع. 4: 426–40. DOI:10.2174/1567205013666160930112125. PMC:5329133. PMID:27697063.
16. 1 2 3 4  Thompson CA، Spilsbury K، Hall J، Birks Y، Barnes C، Adamson J (يوليو 2007). "Systematic review of information and support interventions for caregivers of people with dementia". BMC Geriatrics. ج. 7: 18. DOI:10.1186/1471-2318-7-18. PMC:1951962. PMID:17662119.{{استشهاد بدورية محكمة}}:  صيانة الاستشهاد: دوي مجاني غير معلم (link)
17. ↑  Forbes D، Forbes SC، Blake CM، Thiessen EJ، Forbes S (أبريل 2015). "Exercise programs for people with dementia". The Cochrane Database of Systematic Reviews (Submitted manuscript). ج. 132 ع. 4: CD006489. DOI:10.1002/14651858.CD006489.pub4. PMID:25874613. مؤرشف من الأصل في 2018-10-24.
18. ↑  National Institute for Health and Clinical Excellence. "Low-dose antipsychotics in people with dementia". National Institute for Health and Care Excellence (NICE). مؤرشف من الأصل في 2014-12-05. اطلع عليه بتاريخ 2014-11-29.
19. ↑  "Information for Healthcare Professionals: Conventional Antipsychotics". US Food and Drug Administration. 16 يونيو 2008. مؤرشف من الأصل في 2014-11-29. اطلع عليه بتاريخ 2014-11-29.
20. ↑  "أهم الأسباب العشرة المؤدية إلى الوفاة". www.who.int. مؤرشف من الأصل في 2023-04-07. اطلع عليه بتاريخ 2023-04-08.
21. ↑  GBD 2015 Disease Injury Incidence Prevalence Collaborators (أكتوبر 2016). "Global, regional, and national incidence, prevalence, and years lived with disability for 310 diseases and injuries, 1990-2015: a systematic analysis for the Global Burden of Disease Study 2015". Lancet. ج. 388 ع. 10053: 1545–1602. DOI:10.1016/S0140-6736(16)31678-6. PMC:5055577. PMID:27733282. {{استشهاد بدورية محكمة}}: |مؤلف= باسم عام (مساعدة)صيانة الاستشهاد: أسماء عددية: قائمة المؤلفين (link)
22. 1 2 3  Berchtold NC، Cotman CW (1998). "Evolution in the conceptualization of dementia and Alzheimer's disease: Greco-Roman period to the 1960s". Neurobiology of Aging. ج. 19 ع. 3: 173–89. DOI:10.1016/S0197-4580(98)00052-9. PMID:9661992.
23. 1 2 3 4  Bonin-Guillaume S, Zekry D, Giacobini E, Gold G, Michel JP (Jan 2005). "[The economical impact of dementia]". Presse Médicale (بالفرنسية). 34 (1): 35–41. DOI:10.1016/s0755-4982(05)83882-5. PMID:15685097.
24. 1 2 3 4 5  Meek PD، McKeithan K، Schumock GT (1998). "Economic considerations in Alzheimer's disease". Pharmacotherapy. ج. 18 ع. 2 Pt 2: 68–73, discussion 79–82. PMID:9543467. مؤرشف من الأصل في 2019-10-16.
25. ↑  "Evaluating Prescription Drugs Used to Treat: Alzheimer's Disease Comparing Effectiveness, Safety, and Price" (PDF). Consumer Reports Drug Effectiveness Review Project. Consumer Reports. مايو 2012. مؤرشف من الأصل في 2012-09-05. اطلع عليه بتاريخ 2013-05-01.
26. 1 2 3 4 5  Waldemar G، Dubois B، Emre M، Georges J، McKeith IG، Rossor M، Scheltens P، Tariska P، Winblad B (يناير 2007). "Recommendations for the diagnosis and management of Alzheimer's disease and other disorders associated with dementia: EFNS guideline". European Journal of Neurology. ج. 14 ع. 1: e1–26. DOI:10.1111/j.1468-1331.2006.01605.x. PMID:17222085.
27. 1 2 3  Bäckman L، Jones S، Berger AK، Laukka EJ، Small BJ (سبتمبر 2004). "Multiple cognitive deficits during the transition to Alzheimer's disease". Journal of Internal Medicine. ج. 256 ع. 3: 195–204. DOI:10.1111/j.1365-2796.2004.01386.x. PMID:15324363. مؤرشف من الأصل في 2022-04-09.
28. ↑  Nygård L (2003). "Instrumental activities of daily living: a stepping-stone towards Alzheimer's disease diagnosis in subjects with mild cognitive impairment?". Acta Neurologica Scandinavica. Supplementum. ج. 179 ع. 179: 42–6. DOI:10.1034/j.1600-0404.107.s179.8.x. PMID:12603250.
29. 1 2  Arnáiz E، Almkvist O (2003). "Neuropsychological features of mild cognitive impairment and preclinical Alzheimer's disease". Acta Neurologica Scandinavica. Supplementum. ج. 179: 34–41. DOI:10.1034/j.1600-0404.107.s179.7.x. PMID:12603249.
30. ↑  Landes AM، Sperry SD، Strauss ME، Geldmacher DS (ديسمبر 2001). "Apathy in Alzheimer's disease". Journal of the American Geriatrics Society. ج. 49 ع. 12: 1700–7. DOI:10.1046/j.1532-5415.2001.49282.x. PMID:11844006.
31. ↑  Murray ED، Buttner N، Price BH (2012). "Depression and Psychosis in Neurological Practice". Bradley's neurology in clinical practice (ط. 6th). Philadelphia, PA: Elsevier/Saunders. ISBN:978-1-4377-0434-1.
32. ↑  Grundman M، Petersen RC، Ferris SH، Thomas RG، Aisen PS، Bennett DA، وآخرون (يناير 2004). "Mild cognitive impairment can be distinguished from Alzheimer disease and normal aging for clinical trials". Archives of Neurology. ج. 61 ع. 1: 59–66. DOI:10.1001/archneur.61.1.59. PMID:14732621.
33. 1 2 3 4 5 6 7 8 9 10 11 12 13 14 15 16 17 18 19 20 21 22  Förstl H، Kurz A (1999). "Clinical features of Alzheimer's disease". European Archives of Psychiatry and Clinical Neuroscience. ج. 249 ع. 6: 288–90. DOI:10.1007/s004060050101. PMID:10653284.
34. ↑  Carlesimo GA، Oscar-Berman M (يونيو 1992). "Memory deficits in Alzheimer's patients: a comprehensive review". Neuropsychology Review. ج. 3 ع. 2: 119–69. DOI:10.1007/BF01108841. PMID:1300219.
35. ↑  Jelicic M، Bonebakker AE، Bonke B (1995). "Implicit memory performance of patients with Alzheimer's disease: a brief review". International Psychogeriatrics. ج. 7 ع. 3: 385–92. DOI:10.1017/S1041610295002134. PMID:8821346.
36. 1 2  Taler V، Phillips NA (يوليو 2008). "Language performance in Alzheimer's disease and mild cognitive impairment: a comparative review". Journal of Clinical and Experimental Neuropsychology. ج. 30 ع. 5: 501–56. DOI:10.1080/13803390701550128. PMID:18569251.
37. 1 2 3  Frank EM (سبتمبر 1994). "Effect of Alzheimer's disease on communication function". Journal of the South Carolina Medical Association. ج. 90 ع. 9: 417–23. PMID:7967534.
38. ↑  Volicer L، Harper DG، Manning BC، Goldstein R، Satlin A (مايو 2001). "Sundowning and circadian rhythms in Alzheimer's disease". The American Journal of Psychiatry. ج. 158 ع. 5: 704–11. DOI:10.1176/appi.ajp.158.5.704. PMID:11329390. مؤرشف من الأصل في 2022-03-11.
39. ↑  Gold DP، Reis MF، Markiewicz D، Andres D (يناير 1995). "When home caregiving ends: a longitudinal study of outcomes for caregivers of relatives with dementia". Journal of the American Geriatrics Society. ج. 43 ع. 1: 10–6. DOI:10.1111/j.1532-5415.1995.tb06235.x. PMID:7806732.
40. ↑  "What We Know Today About Alzheimer's Disease". Alzheimer's Association. مؤرشف من الأصل في 2011-10-07. اطلع عليه بتاريخ 2011-10-01. While scientists know Alzheimer's disease involves progressive brain cell failure, the reason cells fail isn't clear.
41. ↑  Reitz C، Mayeux R (أبريل 2014). "Alzheimer disease: epidemiology, diagnostic criteria, risk factors and biomarkers". Biochemical Pharmacology. ج. 88 ع. 4: 640–51. DOI:10.1016/j.bcp.2013.12.024. PMC:3992261. PMID:24398425.
42. ↑  Wilson RS، Barral S، Lee JH، Leurgans SE، Foroud TM، Sweet RA، Graff-Radford N، Bird TD، Mayeux R، Bennett DA (2011). "Heritability of different forms of memory in the Late Onset Alzheimer's Disease Family Study". Journal of Alzheimer's Disease. ج. 23 ع. 2: 249–55. DOI:10.3233/JAD-2010-101515. PMC:3130303. PMID:20930268.
43. 1 2 3  Blennow K، de Leon MJ، Zetterberg H (يوليو 2006). "Alzheimer's disease". Lancet. ج. 368 ع. 9533: 387–403. DOI:10.1016/S0140-6736(06)69113-7. PMID:16876668.
44. 1 2  Waring SC، Rosenberg RN (مارس 2008). "Genome-wide association studies in Alzheimer disease". Archives of Neurology. ج. 65 ع. 3: 329–34. DOI:10.1001/archneur.65.3.329. PMID:18332245.
45. ↑  Selkoe DJ (يونيو 1999). "Translating cell biology into therapeutic advances in Alzheimer's disease". Nature. ج. 399 ع. 6738 Suppl: A23–31. DOI:10.1038/19866. PMID:10392577.
46. ↑  Borchelt DR، Thinakaran G، Eckman CB، Lee MK، Davenport F، Ratovitsky T، وآخرون (نوفمبر 1996). "Familial Alzheimer's disease-linked presenilin 1 variants elevate Abeta1-42/1-40 ratio in vitro and in vivo". Neuron. ج. 17 ع. 5: 1005–13. DOI:10.1016/S0896-6273(00)80230-5. PMID:8938131.
47. ↑  Kim، JH (ديسمبر 2018). "Genetics of Alzheimer's Disease". Dementia and Neurocognitive Disorders. ج. 17 ع. 4: 131–36. DOI:10.12779/dnd.2018.17.4.131. PMC:6425887. PMID:30906402.
48. ↑  Strittmatter WJ، Saunders AM، Schmechel D، Pericak-Vance M، Enghild J، Salvesen GS، Roses AD (مارس 1993). "Apolipoprotein E: high-avidity binding to beta-amyloid and increased frequency of type 4 allele in late-onset familial Alzheimer disease". Proceedings of the National Academy of Sciences of the United States of America. ج. 90 ع. 5: 1977–81. DOI:10.1073/pnas.90.5.1977. PMC:46003. PMID:8446617.
49. 1 2  Mahley RW، Weisgraber KH، Huang Y (أبريل 2006). "Apolipoprotein E4: a causative factor and therapeutic target in neuropathology, including Alzheimer's disease". Proceedings of the National Academy of Sciences of the United States of America. ج. 103 ع. 15: 5644–51. Bibcode:2006PNAS..103.5644M. DOI:10.1073/pnas.0600549103. PMC:1414631. PMID:16567625.
50. ↑  Hall K، Murrell J، Ogunniyi A، Deeg M، Baiyewu O، Gao S، Gureje O، Dickens J، Evans R، Smith-Gamble V، Unverzagt FW، Shen J، Hendrie H (يناير 2006). "Cholesterol, APOE genotype, and Alzheimer disease: an epidemiologic study of Nigerian Yoruba". Neurology. ج. 66 ع. 2: 223–27. DOI:10.1212/01.wnl.0000194507.39504.17. PMC:2860622. PMID:16434658.
51. ↑  Gureje O، Ogunniyi A، Baiyewu O، Price B، Unverzagt FW، Evans RM، وآخرون (يناير 2006). "APOE epsilon4 is not associated with Alzheimer's disease in elderly Nigerians". Annals of Neurology. ج. 59 ع. 1: 182–85. DOI:10.1002/ana.20694. PMC:2855121. PMID:16278853.
52. 1 2  Lambert JC، Ibrahim-Verbaas CA، Harold D، Naj AC، Sims R، Bellenguez C، وآخرون (ديسمبر 2013). "Meta-analysis of 74,046 individuals identifies 11 new susceptibility loci for Alzheimer's disease". Nature Genetics. ج. 45 ع. 12: 1452–58. DOI:10.1038/ng.2802. PMC:3896259. PMID:24162737.
53. ↑  Jonsson T، Stefansson H، Steinberg S، Jonsdottir I، Jonsson PV، Snaedal J، وآخرون (يناير 2013). "Variant of TREM2 associated with the risk of Alzheimer's disease". The New England Journal of Medicine (Original article). ج. 368 ع. 2: 107–16. DOI:10.1056/NEJMoa1211103. PMC:3677583. PMID:23150908.
54. ↑  Guerreiro R، Wojtas A، Bras J، Carrasquillo M، Rogaeva E، Majounie E، وآخرون (يناير 2013). "TREM2 variants in Alzheimer's disease". The New England Journal of Medicine (Original article). ج. 368 ع. 2: 117–27. DOI:10.1056/NEJMoa1211851. PMC:3631573. PMID:23150934.
55. ↑  Mukherjee S، Mez J، Trittschuh EH، Saykin AJ، Gibbons LE، Fardo DW، وآخرون (ديسمبر 2018). "Genetic data and cognitively defined late-onset Alzheimer's disease subgroups". Molecular Psychiatry. DOI:10.1038/s41380-018-0298-8. PMC:6548676. PMID:30514930.
56. ↑  Francis PT، Palmer AM، Snape M، Wilcock GK (فبراير 1999). "The cholinergic hypothesis of Alzheimer's disease: a review of progress". Journal of Neurology, Neurosurgery, and Psychiatry. ج. 66 ع. 2: 137–47. DOI:10.1136/jnnp.66.2.137. PMC:1736202. PMID:10071091.
57. ↑  Martorana A، Esposito Z، Koch G (أغسطس 2010). "Beyond the cholinergic hypothesis: do current drugs work in Alzheimer's disease?". CNS Neuroscience & Therapeutics. ج. 16 ع. 4: 235–45. DOI:10.1111/j.1755-5949.2010.00175.x. PMC:6493875. PMID:20560995.
58. ↑  Hardy J، Allsop D (أكتوبر 1991). "Amyloid deposition as the central event in the aetiology of Alzheimer's disease". Trends in Pharmacological Sciences. ج. 12 ع. 10: 383–88. DOI:10.1016/0165-6147(91)90609-V. PMID:1763432.
59. 1 2  Mudher A، Lovestone S (يناير 2002). "Alzheimer's disease-do tauists and baptists finally shake hands?". Trends in Neurosciences. ج. 25 ع. 1: 22–26. DOI:10.1016/S0166-2236(00)02031-2. PMID:11801334.
60. ↑  Nistor M، Don M، Parekh M، Sarsoza F، Goodus M، Lopez GE، Kawas C، Leverenz J، Doran E، Lott IT، Hill M، Head E (أكتوبر 2007). "Alpha- and beta-secretase activity as a function of age and beta-amyloid in Down syndrome and normal brain". Neurobiology of Aging. ج. 28 ع. 10: 1493–506. DOI:10.1016/j.neurobiolaging.2006.06.023. PMC:3375834. PMID:16904243.
61. ↑  Lott IT، Head E (مارس 2005). "Alzheimer disease and Down syndrome: factors in pathogenesis". Neurobiology of Aging. ج. 26 ع. 3: 383–89. DOI:10.1016/j.neurobiolaging.2004.08.005. PMID:15639317.
62. ↑  Polvikoski T، Sulkava R، Haltia M، Kainulainen K، Vuorio A، Verkkoniemi A، Niinistö L، Halonen P، Kontula K (نوفمبر 1995). "Apolipoprotein E, dementia, and cortical deposition of beta-amyloid protein". The New England Journal of Medicine. ج. 333 ع. 19: 1242–47. DOI:10.1056/NEJM199511093331902. PMID:7566000.
63. ↑  الفئران المُعدلة وراثيًا:
  - Games D، Adams D، Alessandrini R، Barbour R، Berthelette P، Blackwell C، Carr T، Clemens J، Donaldson T، Gillespie F (فبراير 1995). "Alzheimer-type neuropathology in transgenic mice overexpressing V717F beta-amyloid precursor protein". Nature. ج. 373 ع. 6514: 523–27. DOI:10.1038/373523a0. PMID:7845465.
  - Masliah E، Sisk A، Mallory M، Mucke L، Schenk D، Games D (سبتمبر 1996). "Comparison of neurodegenerative pathology in transgenic mice overexpressing V717F beta-amyloid precursor protein and Alzheimer's disease". The Journal of Neuroscience. ج. 16 ع. 18: 5795–811. DOI:10.1523/JNEUROSCI.16-18-05795.1996. PMID:8795633.
  - Hsiao K، Chapman P، Nilsen S، Eckman C، Harigaya Y، Younkin S، Yang F، Cole G (أكتوبر 1996). "Correlative memory deficits, Abeta elevation, and amyloid plaques in transgenic mice". Science. ج. 274 ع. 5284: 99–102. DOI:10.1126/science.274.5284.99. PMID:8810256.
  - Lalonde R، Dumont M، Staufenbiel M، Sturchler-Pierrat C، Strazielle C (نوفمبر 2002). "Spatial learning, exploration, anxiety, and motor coordination in female APP23 transgenic mice with the Swedish mutation". Brain Research. ج. 956 ع. 1: 36–44. DOI:10.1016/S0006-8993(02)03476-5. PMID:12426044.
64. ↑  Holmes C، Boche D، Wilkinson D، Yadegarfar G، Hopkins V، Bayer A، Jones RW، Bullock R، Love S، Neal JW، Zotova E، Nicoll JA (يوليو 2008). "Long-term effects of Abeta42 immunisation in Alzheimer's disease: follow-up of a randomised, placebo-controlled phase I trial". Lancet. ج. 372 ع. 9634: 216–23. DOI:10.1016/S0140-6736(08)61075-2. PMID:18640458.
65. ↑  Lacor PN، Buniel MC، Furlow PW، Clemente AS، Velasco PT، Wood M، وآخرون (يناير 2007). "Abeta oligomer-induced aberrations in synapse composition, shape, and density provide a molecular basis for loss of connectivity in Alzheimer's disease". The Journal of Neuroscience. ج. 27 ع. 4: 796–807. DOI:10.1523/JNEUROSCI.3501-06.2007. PMID:17251419.
66. ↑  Laurén J، Gimbel DA، Nygaard HB، Gilbert JW، Strittmatter SM (فبراير 2009). "Cellular prion protein mediates impairment of synaptic plasticity by amyloid-beta oligomers". Nature. ج. 457 ع. 7233: 1128–32. DOI:10.1038/nature07761. PMC:2748841. PMID:19242475.
67. 1 2  Nikolaev A، McLaughlin T، O'Leary DD، Tessier-Lavigne M (فبراير 2009). "APP binds DR6 to trigger axon pruning and neuron death via distinct caspases". Nature. ج. 457 ع. 7232: 981–89. Bibcode:2009Natur.457..981N. DOI:10.1038/nature07767. PMC:2677572. PMID:19225519.
68. ↑  Tomiyama T (2010). "Involvement of beta-amyloid in the etiology of Alzheimer's disease". Brain Nerve. ج. 62 ع. 7: 691–699. PMID:20675873.
69. ↑  Tomiyama T, Nagata T, Shimada H, Teraoka R, Fukushima A, Kanemitsu H, Takuma H, Kuwano R, Imagawa M, Ataka S, Wada Y, Yoshioka E, Nishizaki T, Watanabe Y, Mori H (2008). "A new amyloid beta variant favoring oligomerization in Alzheimer's-type dementia". Ann Neurol. ج. 63 ع. 3: 377–387. DOI:10.1002/ana.21321. PMID:18300294.{{استشهاد بدورية محكمة}}:  صيانة الاستشهاد: أسماء متعددة: قائمة المؤلفين (link)
70. ↑  Goedert M، Spillantini MG، Crowther RA (يوليو 1991). "Tau proteins and neurofibrillary degeneration". Brain Pathology. ج. 1 ع. 4: 279–86. DOI:10.1111/j.1750-3639.1991.tb00671.x. PMID:1669718.
71. ↑  Iqbal K، Alonso A، Chen S، Chohan MO، El-Akkad E، Gong CX، Khatoon S، Li B، Liu F، Rahman A، Tanimukai H، Grundke-Iqbal I (يناير 2005). "Tau pathology in Alzheimer disease and other tauopathies". Biochimica et Biophysica Acta. ج. 1739 ع. 2–3: 198–210. DOI:10.1016/j.bbadis.2004.09.008. PMID:15615638.
72. ↑  Chun W، Johnson GV (يناير 2007). "The role of tau phosphorylation and cleavage in neuronal cell death". Frontiers in Bioscience. ج. 12: 733–56. DOI:10.2741/2097. PMID:17127334.
73. 1 2  Kamer, Angela R.; Craig, Ronald G.; Dasanayake, Ananda P.; Brys, Miroslaw; Glodzik-Sobanska, Lidia; de Leon, Mony J. (Jul 2008). "Inflammation and Alzheimer's disease: Possible role of periodontal diseases". Alzheimer's & Dementia (بالإنجليزية). 4 (4): 242–250. DOI:10.1016/j.jalz.2007.08.004. PMID:18631974. Archived from the original on 2020-01-03.
74. ↑  Collins, Stephen M.; Surette, Michael; Bercik, Premysl (Nov 2012). "The interplay between the intestinal microbiota and the brain". Nature Reviews Microbiology (بالإنجليزية). 10 (11): 735–742. DOI:10.1038/nrmicro2876. ISSN:1740-1526. Archived from the original on 2018-03-09.
75. ↑  Deane R، Zlokovic BV (أبريل 2007). "Role of the blood-brain barrier in the pathogenesis of Alzheimer's disease". Current Alzheimer Research. ج. 4 ع. 2: 191–97. DOI:10.2174/156720507780362245. PMID:17430246.
76. ↑  Miklossy J (أغسطس 2011). "Alzheimer's disease - a neurospirochetosis. Analysis of the evidence following Koch's and Hill's criteria". Journal of Neuroinflammation. ج. 8 ع. 1: 90. DOI:10.1186/1742-2094-8-90. PMC:3171359. PMID:21816039.{{استشهاد بدورية محكمة}}:  صيانة الاستشهاد: دوي مجاني غير معلم (link)
77. ↑  Allen، HB (27 يونيو 2016). "Alzheimer's Disease: Assessing the Role of Spirochetes, Biofilms, the Immune System, and Amyloid-β with Regard to Potential Treatment and Prevention". Journal of Alzheimer's Disease. ج. 53 ع. 4: 1271–76. DOI:10.3233/JAD-160388. PMC:5008232. PMID:27372648.
78. ↑  Xu H، Finkelstein DI، Adlard PA (12 يونيو 2014). "Interactions of metals and Apolipoprotein E in Alzheimer's disease". Frontiers in Aging Neuroscience. ج. 6: 121. DOI:10.3389/fnagi.2014.00121. PMC:4054654. PMID:24971061. Although we still do not know if the metal ion dyshomeostasis present in AD is a cause or consequence of the disease, there is a growing body of evidence showing a direct correlation between metal ions and key AD-related key proteins.{{استشهاد بدورية محكمة}}:  صيانة الاستشهاد: دوي مجاني غير معلم (link)
79. ↑  Su B، Wang X، Nunomura A، Moreira PI، Lee HG، Perry G، Smith MA، Zhu X (ديسمبر 2008). "Oxidative stress signaling in Alzheimer's disease". Current Alzheimer Research. ج. 5 ع. 6: 525–32. DOI:10.2174/156720508786898451. PMC:2780015. PMID:19075578.
80. ↑  Kastenholz B، Garfin DE، Horst J، Nagel KA (2009). "Plant metal chaperones: a novel perspective in dementia therapy". Amyloid. ج. 16 ع. 2: 81–83. DOI:10.1080/13506120902879392. PMID:20536399.
81. ↑  
"Aluminium and Alzheimer's disease". Facts about dementia. Alzheimer's Society. مؤرشف من الأصل في 2005-10-27. اطلع عليه بتاريخ 2005-10-14.
82. ↑  Bondy SC (يناير 2016). "Low levels of aluminum can lead to behavioral and morphological changes associated with Alzheimer's disease and age-related neurodegeneration". Neurotoxicology (Submitted manuscript). ج. 52: 222–29. DOI:10.1016/j.neuro.2015.12.002. PMID:26687397. مؤرشف من الأصل في 2020-02-04.
83. ↑  Kandimalla R، Vallamkondu J، Corgiat EB، Gill KD (مارس 2016). "Understanding Aspects of Aluminum Exposure in Alzheimer's Disease Development". Brain Pathology. ج. 26 ع. 2: 139–54. DOI:10.1111/bpa.12333. PMID:26494454.
84. ↑  Santibáñez M، Bolumar F، García AM (نوفمبر 2007). "Occupational risk factors in Alzheimer's disease: a review assessing the quality of published epidemiological studies". Occupational and Environmental Medicine. ج. 64 ع. 11: 723–32. DOI:10.1136/oem.2006.028209. PMC:2078415. PMID:17525096.
85. 1 2  Lidsky TI (مايو 2014). "Is the Aluminum Hypothesis dead?". Journal of Occupational and Environmental Medicine. ج. 56 ع. 5 Suppl: S73–79. DOI:10.1097/jom.0000000000000063. PMC:4131942. PMID:24806729.
86. ↑  Yegambaram M، Manivannan B، Beach TG، Halden RU (2015). "Role of environmental contaminants in the etiology of Alzheimer's disease: a review". Current Alzheimer Research. ج. 12 ع. 2: 116–46. DOI:10.2174/1567205012666150204121719. PMC:4428475. PMID:25654508.
87. ↑  Cataldo JK، Prochaska JJ، Glantz SA (2010). "Cigarette smoking is a risk factor for Alzheimer's Disease: an analysis controlling for tobacco industry affiliation". Journal of Alzheimer's Disease. ج. 19 ع. 2: 465–80. DOI:10.3233/JAD-2010-1240. PMC:2906761. PMID:20110594.
88. ↑  Eikelenboom P، van Exel E، Hoozemans JJ، Veerhuis R، Rozemuller AJ، van Gool WA (2010). "Neuroinflammation - an early event in both the history and pathogenesis of Alzheimer's disease". Neuro-Degenerative Diseases. ج. 7 ع. 1–3: 38–41. DOI:10.1159/000283480. PMID:20160456.
89. ↑  Moulton PV، Yang W (2012). "Air pollution, oxidative stress, and Alzheimer's disease". Journal of Environmental and Public Health (Review). ج. 2012: 1–9. DOI:10.1155/2012/472751. PMC:3317180. PMID:22523504.{{استشهاد بدورية محكمة}}:  صيانة الاستشهاد: دوي مجاني غير معلم (link)
90. ↑  Bartzokis G (أغسطس 2011). "Alzheimer's disease as homeostatic responses to age-related myelin breakdown". Neurobiology of Aging. ج. 32 ع. 8: 1341–71. DOI:10.1016/j.neurobiolaging.2009.08.007. PMC:3128664. PMID:19775776.
91. ↑  Cai Z، Xiao M (2016). "Oligodendrocytes and Alzheimer's disease". The International Journal of Neuroscience. ج. 126 ع. 2: 97–104. DOI:10.3109/00207454.2015.1025778. PMID:26000818.
92. 1 2 3  Reisberg B، Franssen EH، Hasan SM، Monteiro I، Boksay I، Souren LE، وآخرون (1999). "Retrogenesis: clinical, physiologic, and pathologic mechanisms in brain aging, Alzheimer's and other dementing processes". European Archives of Psychiatry and Clinical Neuroscience. 249 Suppl 3 ع. 3: 28–36. DOI:10.1007/pl00014170. PMID:10654097.
93. ↑  Alves GS، Oertel Knöchel V، Knöchel C، Carvalho AF، Pantel J، Engelhardt E، Laks J (2015). "Integrating retrogenesis theory to Alzheimer's disease pathology: insight from DTI-TBSS investigation of the white matter microstructural integrity". BioMed Research International. ج. 2015: 291658. DOI:10.1155/2015/291658. PMC:4320890. PMID:25685779.{{استشهاد بدورية محكمة}}:  صيانة الاستشهاد: دوي مجاني غير معلم (link)
94. ↑  Brenner Carson، Verna (2015). Caregiving for Alzheimer's Disease. New York: Springer New York Academy of Sciences. ص. 1–9. ISBN:978-1-4939-2406-6.
95. ↑  Zis، Panagiotis؛ Hadjivassiliou، Marios (26 فبراير 2019). "Treatment of Neurological Manifestations of Gluten Sensitivity and Coeliac Disease". Current Treatment Options in Neurology. ج. 21 ع. 3: 10. DOI:10.1007/s11940-019-0552-7. PMID:30806821.
96. ↑  Makhlouf S، Messelmani M، Zaouali J، Mrissa R (2018). "Cognitive impairment in celiac disease and non-celiac gluten sensitivity: review of literature on the main cognitive impairments, the imaging and the effect of gluten free diet". Acta Neurol Belg (Review). ج. 118 ع. 1: 21–27. DOI:10.1007/s13760-017-0870-z. PMID:29247390.
97. ↑  Wenk GL (2003). "Neuropathologic changes in Alzheimer's disease". The Journal of Clinical Psychiatry. 64 Suppl 9: 7–10. PMID:12934968.
98. ↑  Braak H، Del Tredici K (ديسمبر 2012). "Where, when, and in what form does sporadic Alzheimer's disease begin?". Current Opinion in Neurology. ج. 25 ع. 6: 708–14. DOI:10.1097/WCO.0b013e32835a3432. PMID:23160422.
99. ↑  Desikan RS، Cabral HJ، Hess CP، Dillon WP، Glastonbury CM، Weiner MW، Schmansky NJ، Greve DN، Salat DH، Buckner RL، Fischl B (أغسطس 2009). "Automated MRI measures identify individuals with mild cognitive impairment and Alzheimer's disease". Brain. ج. 132 ع. Pt 8: 2048–57. DOI:10.1093/brain/awp123. PMC:2714061. PMID:19460794.
100. ↑  Moan R (20 يوليو 2009). "MRI Software Accurately IDs Preclinical Alzheimer's Disease". Diagnostic Imaging. مؤرشف من الأصل في 2016-05-16. اطلع عليه بتاريخ 2013-01-07.
101. 1 2  Tiraboschi P، Hansen LA، Thal LJ، Corey-Bloom J (يونيو 2004). "The importance of neuritic plaques and tangles to the development and evolution of AD". Neurology. ج. 62 ع. 11: 1984–89. DOI:10.1212/01.WNL.0000129697.01779.0A. PMID:15184601.
102. ↑  Bouras C، Hof PR، Giannakopoulos P، Michel JP، Morrison JH (1994). "Regional distribution of neurofibrillary tangles and senile plaques in the cerebral cortex of elderly patients: a quantitative evaluation of a one-year autopsy population from a geriatric hospital" (PDF). Cerebral Cortex. ج. 4 ع. 2: 138–50. DOI:10.1093/cercor/4.2.138. PMID:8038565. مؤرشف من الأصل (PDF) في 2019-12-12.
103. ↑  Kotzbauer PT، Trojanowsk JQ، Lee VM (أكتوبر 2001). "Lewy body pathology in Alzheimer's disease". Journal of Molecular Neuroscience. ج. 17 ع. 2: 225–32. DOI:10.1385/JMN:17:2:225. PMID:11816795.
104. ↑  Hashimoto M، Rockenstein E، Crews L، Masliah E (2003). "Role of protein aggregation in mitochondrial dysfunction and neurodegeneration in Alzheimer's and Parkinson's diseases". Neuromolecular Medicine. ج. 4 ع. 1–2: 21–36. DOI:10.1385/NMM:4:1-2:21. PMID:14528050.
105. ↑  Priller C، Bauer T، Mitteregger G، Krebs B، Kretzschmar HA، Herms J (يوليو 2006). "Synapse formation and function is modulated by the amyloid precursor protein". The Journal of Neuroscience. ج. 26 ع. 27: 7212–21. DOI:10.1523/JNEUROSCI.1450-06.2006. PMC:6673945. PMID:16822978.
106. ↑  Turner PR، O'Connor K، Tate WP، Abraham WC (مايو 2003). "Roles of amyloid precursor protein and its fragments in regulating neural activity, plasticity and memory". Progress in Neurobiology. ج. 70 ع. 1: 1–32. DOI:10.1016/S0301-0082(03)00089-3. PMID:12927332.
107. ↑  Hooper NM (أبريل 2005). "Roles of proteolysis and lipid rafts in the processing of the amyloid precursor protein and prion protein". Biochemical Society Transactions. ج. 33 ع. Pt 2: 335–38. DOI:10.1042/BST0330335. PMID:15787600. مؤرشف من الأصل في 2020-06-03.
108. ↑  Ohnishi S، Takano K (مارس 2004). "Amyloid fibrils from the viewpoint of protein folding". Cellular and Molecular Life Sciences. ج. 61 ع. 5: 511–24. DOI:10.1007/s00018-003-3264-8. PMID:15004691.
109. ↑  Hernández F، Avila J (سبتمبر 2007). "Tauopathies". Cellular and Molecular Life Sciences. ج. 64 ع. 17: 2219–33. DOI:10.1007/s00018-007-7220-x. PMID:17604998. مؤرشف من الأصل في 2022-03-11.
110. ↑  Sun W، Samimi H، Gamez M، Zare H، Frost B (أغسطس 2018). "Pathogenic tau-induced piRNA depletion promotes neuronal death through transposable element dysregulation in neurodegenerative tauopathies". Nature Neuroscience. ج. 21 ع. 8: 1038–48. DOI:10.1038/s41593-018-0194-1. PMC:6095477. PMID:30038280.
111. ↑  Van Broeck B، Van Broeckhoven C، Kumar-Singh S (2007). "Current insights into molecular mechanisms of Alzheimer disease and their implications for therapeutic approaches". Neuro-Degenerative Diseases. ج. 4 ع. 5: 349–65. DOI:10.1159/000105156. PMID:17622778.
112. ↑  Huang Y، Mucke L (مارس 2012). "Alzheimer mechanisms and therapeutic strategies". Cell. ج. 148 ع. 6: 1204–22. DOI:10.1016/j.cell.2012.02.040. PMC:3319071. PMID:22424230.
113. ↑  Yankner BA، Duffy LK، Kirschner DA (أكتوبر 1990). "Neurotrophic and neurotoxic effects of amyloid beta protein: reversal by tachykinin neuropeptides". Science. ج. 250 ع. 4978: 279–82. Bibcode:1990Sci...250..279Y. DOI:10.1126/science.2218531. PMID:2218531.
114. ↑  Chen X، Yan SD (ديسمبر 2006). "Mitochondrial Abeta: a potential cause of metabolic dysfunction in Alzheimer's disease". IUBMB Life. ج. 58 ع. 12: 686–94. DOI:10.1080/15216540601047767. PMID:17424907.
115. ↑  Greig NH، Mattson MP، Perry T، Chan SL، Giordano T، Sambamurti K، Rogers JT، Ovadia H، Lahiri DK (ديسمبر 2004). "New therapeutic strategies and drug candidates for neurodegenerative diseases: p53 and TNF-alpha inhibitors, and GLP-1 receptor agonists". Annals of the New York Academy of Sciences. ج. 1035: 290–315. DOI:10.1196/annals.1332.018. PMID:15681814. مؤرشف من الأصل في 2020-06-03.
116. ↑  Heneka MT، Carson MJ، El Khoury J، Landreth GE، Brosseron F، Feinstein DL، وآخرون (أبريل 2015). "Neuroinflammation in Alzheimer's disease". The Lancet. Neurology. ج. 14 ع. 4: 388–405. DOI:10.1016/S1474-4422(15)70016-5. PMC:5909703. PMID:25792098. مؤرشف من الأصل في 2019-08-11.
117. ↑  Tapia-Arancibia L، Aliaga E، Silhol M، Arancibia S (نوفمبر 2008). "New insights into brain BDNF function in normal aging and Alzheimer disease". Brain Research Reviews. ج. 59 ع. 1: 201–20. DOI:10.1016/j.brainresrev.2008.07.007. PMID:18708092.
118. ↑  Schindowski K، Belarbi K، Buée L (فبراير 2008). "Neurotrophic factors in Alzheimer's disease: role of axonal transport". Genes, Brain, and Behavior. ج. 7 ع. Suppl 1: 43–56. DOI:10.1111/j.1601-183X.2007.00378.x. PMC:2228393. PMID:18184369.
119. ↑  Mendez MF (2006). "The accurate diagnosis of early-onset dementia". International Journal of Psychiatry in Medicine. ج. 36 ع. 4: 401–12. DOI:10.2190/Q6J4-R143-P630-KW41. PMID:17407994. مؤرشف من الأصل في 2020-06-03.
120. ↑  Klafki HW، Staufenbiel M، Kornhuber J، Wiltfang J (نوفمبر 2006). "Therapeutic approaches to Alzheimer's disease". Brain. ج. 129 ع. Pt 11: 2840–55. DOI:10.1093/brain/awl280. PMID:17018549.
121. ↑  Dementia: Quick Reference Guide (PDF). London: (UK) المعهد الوطني للصحة وجودة الرعاية. نوفمبر 2006. ISBN:978-1-84629-312-2. مؤرشف من الأصل (PDF) في 2008-02-27. اطلع عليه بتاريخ 2008-02-22.
122. ↑  Schroeter ML، Stein T، Maslowski N، Neumann J (أكتوبر 2009). "Neural correlates of Alzheimer's disease and mild cognitive impairment: a systematic and quantitative meta-analysis involving 1351 patients". NeuroImage. ج. 47 ع. 4: 1196–206. DOI:10.1016/j.neuroimage.2009.05.037. PMC:2730171. PMID:19463961.
123. 1 2  McKhann G، Drachman D، Folstein M، Katzman R، Price D، Stadlan EM (يوليو 1984). "Clinical diagnosis of Alzheimer's disease: report of the NINCDS-ADRDA Work Group under the auspices of Department of Health and Human Services Task Force on Alzheimer's Disease". Neurology. ج. 34 ع. 7: 939–44. DOI:10.1212/wnl.34.7.939. PMID:6610841.
124. 1 2  Dubois B، Feldman HH، Jacova C، Dekosky ST، Barberger-Gateau P، Cummings J، وآخرون (أغسطس 2007). "Research criteria for the diagnosis of Alzheimer's disease: revising the NINCDS-ADRDA criteria". The Lancet. Neurology. ج. 6 ع. 8: 734–46. DOI:10.1016/S1474-4422(07)70178-3. PMID:17616482.
125. ↑  Blacker D، Albert MS، Bassett SS، Go RC، Harrell LE، Folstein MF (ديسمبر 1994). "Reliability and validity of NINCDS-ADRDA criteria for Alzheimer's disease. The National Institute of Mental Health Genetics Initiative". Archives of Neurology. ج. 51 ع. 12: 1198–204. DOI:10.1001/archneur.1994.00540240042014. PMID:7986174.
126. ↑  American Psychiatric Association (2000). Diagnostic and statistical manual of mental disorders: DSM-IV-TR (ط. 4th Edition Text Revision). Washington, DC: American Psychiatric Association. ISBN:978-0-89042-025-6.
127. ↑  Ito N (May 1996). "[Clinical aspects of dementia]". [Hokkaido Igaku Zasshi] the Hokkaido Journal of Medical Science (باليابانية). 71 (3): 315–20. PMID:8752526.
128. ↑  Tombaugh TN، McIntyre NJ (سبتمبر 1992). "The mini-mental state examination: a comprehensive review". Journal of the American Geriatrics Society. ج. 40 ع. 9: 922–35. DOI:10.1111/j.1532-5415.1992.tb01992.x. PMID:1512391.
129. ↑  Pasquier F (يناير 1999). "Early diagnosis of dementia: neuropsychology". Journal of Neurology. ج. 246 ع. 1: 6–15. DOI:10.1007/s004150050299. PMID:9987708.
130. ↑  Harvey PD، Moriarty PJ، Kleinman L، Coyne K، Sadowsky CH، Chen M، Mirski DF (2005). "The validation of a caregiver assessment of dementia: the Dementia Severity Scale". Alzheimer Disease and Associated Disorders. ج. 19 ع. 4: 186–94. DOI:10.1097/01.wad.0000189034.43203.60. PMID:16327345.
131. ↑  Antoine C, Antoine P, Guermonprez P, Frigard B (2004). "[Awareness of deficits and anosognosia in Alzheimer's disease]". L'Encephale (بالفرنسية). 30 (6): 570–77. DOI:10.1016/S0013-7006(04)95472-3. PMID:15738860.
132. ↑  Cruz VT, Pais J, Teixeira A, Nunes B (2004). "[The initial symptoms of Alzheimer disease: caregiver perception]". Acta Medica Portuguesa (بالبرتغالية). 17 (6): 435–44. PMID:16197855.
133. ↑  Clarfield AM (أكتوبر 2003). "The decreasing prevalence of reversible dementias: an updated meta-analysis". Archives of Internal Medicine. ج. 163 ع. 18: 2219–29. DOI:10.1001/archinte.163.18.2219. PMID:14557220.
134. ↑  Sun X، Steffens DC، Au R، Folstein M، Summergrad P، Yee J، Rosenberg I، Mwamburi DM، Qiu WQ (مايو 2008). "Amyloid-associated depression: a prodromal depression of Alzheimer disease?". Archives of General Psychiatry. ج. 65 ع. 5: 542–50. DOI:10.1001/archpsyc.65.5.542. PMC:3042807. PMID:18458206.
135. ↑  Geldmacher DS، Whitehouse PJ (مايو 1997). "Differential diagnosis of Alzheimer's disease". Neurology. ج. 48 ع. 5 Suppl 6: S2–9. DOI:10.1212/WNL.48.5_Suppl_6.2S. PMID:9153154.
136. ↑  Potter GG، Steffens DC (مايو 2007). "Contribution of depression to cognitive impairment and dementia in older adults". The Neurologist. ج. 13 ع. 3: 105–17. DOI:10.1097/01.nrl.0000252947.15389.a9. PMID:17495754. S2CID:24569198.
137. ↑  Zhang S، Smailagic N، Hyde C، Noel-Storr AH، Takwoingi Y، McShane R، Feng J (يوليو 2014). "(11)C-PIB-PET for the early diagnosis of Alzheimer's disease dementia and other dementias in people with mild cognitive impairment (MCI)". The Cochrane Database of Systematic Reviews ع. 7: CD010386. DOI:10.1002/14651858.CD010386.pub2. PMC:6464750. PMID:25052054.
138. ↑  Smailagic N، Vacante M، Hyde C، Martin S، Ukoumunne O، Sachpekidis C (يناير 2015). "¹⁸F-FDG PET for the early diagnosis of Alzheimer's disease dementia and other dementias in people with mild cognitive impairment (MCI)". The Cochrane Database of Systematic Reviews. ج. 1: CD010632. DOI:10.1002/14651858.CD010632.pub2. PMC:7081123. PMID:25629415.
139. ↑  Patterson C، Feightner JW، Garcia A، Hsiung GY، MacKnight C، Sadovnick AD (فبراير 2008). "Diagnosis and treatment of dementia: 1. Risk assessment and primary prevention of Alzheimer disease". CMAJ. ج. 178 ع. 5: 548–56. DOI:10.1503/cmaj.070796. PMC:2244657. PMID:18299540.
140. ↑  Rosendorff C، Beeri MS، Silverman JM (2007). "Cardiovascular risk factors for Alzheimer's disease". The American Journal of Geriatric Cardiology. ج. 16 ع. 3: 143–49. DOI:10.1111/j.1076-7460.2007.06696.x. PMID:17483665.
141. ↑  Ding، Jie؛ Davis-Plourde، Kendra L؛ Sedaghat، Sanaz؛ Tully، Phillip J؛ Wang، Wanmei؛ Phillips، Caroline؛ Pase، Matthew P؛ Himali، Jayandra J؛ Gwen Windham، B؛ Griswold، Michael؛ Gottesman، Rebecca؛ Mosley، Thomas H؛ White، Lon؛ Guðnason، Vilmundur؛ Debette، Stéphanie؛ Beiser، Alexa S؛ Seshadri، Sudha؛ Arfan Ikram، M؛ Meirelles، Osorio؛ Tzourio، Christophe؛ Launer، Lenore J (نوفمبر 2019). "Antihypertensive medications and risk for incident dementia and Alzheimer's disease: a meta-analysis of individual participant data from prospective cohort studies". The Lancet Neurology. ج. 19 ع. 1: 61–70. DOI:10.1016/S1474-4422(19)30393-X. PMID:31706889.
142. ↑  Reiss AB، Wirkowski E (2007). "Role of HMG-CoA reductase inhibitors in neurological disorders : progress to date". Drugs. ج. 67 ع. 15: 2111–20. DOI:10.2165/00003495-200767150-00001. PMID:17927279.
143. ↑  Kuller LH (أغسطس 2007). "Statins and dementia". Current Atherosclerosis Reports. ج. 9 ع. 2: 154–61. DOI:10.1007/s11883-007-0012-9. PMID:17877925.
144. ↑  McGuinness B، Craig D، Bullock R، Malouf R، Passmore P (يوليو 2014). "Statins for the treatment of dementia". The Cochrane Database of Systematic Reviews. ج. 7 ع. 7: CD007514. DOI:10.1002/14651858.CD007514.pub3. PMID:25004278.
145. ↑  Szekely CA، Town T، Zandi PP (2007). NSAIDs for the chemoprevention of Alzheimer's disease. Subcellular Biochemistry. ج. 42. ص. 229–48. DOI:10.1007/1-4020-5688-5_11. ISBN:978-1-4020-5687-1. PMID:17612054.
146. ↑  Hoozemans JJ، Veerhuis R، Rozemuller JM، Eikelenboom P (فبراير 2011). "Soothing the inflamed brain: effect of non-steroidal anti-inflammatory drugs on Alzheimer's disease pathology". CNS & Neurological Disorders Drug Targets. ج. 10 ع. 1: 57–67. DOI:10.2174/187152711794488665. PMID:21143138.
147. ↑  Marjoribanks J، Farquhar C، Roberts H، Lethaby A، Lee J (يناير 2017). "Long-term hormone therapy for perimenopausal and postmenopausal women". The Cochrane Database of Systematic Reviews. ج. 1: CD004143. DOI:10.1002/14651858.CD004143.pub5. PMC:6465148. PMID:28093732.
148. 1 2  Stern Y (يوليو 2006). "Cognitive reserve and Alzheimer disease". Alzheimer Disease and Associated Disorders. ج. 20 ع. 3 Suppl 2: S69–74. DOI:10.1097/01.wad.0000213815.20177.19. PMID:16917199. S2CID:9827674.
149. 1 2  Paradise M، Cooper C، Livingston G (فبراير 2009). "Systematic review of the effect of education on survival in Alzheimer's disease". International Psychogeriatrics. ج. 21 ع. 1: 25–32. DOI:10.1017/S1041610208008053. PMID:19026089.
150. ↑  Neergaard، Lauran (19 فبراير 2011). "Speaking 2 Languages May Delay Getting Alzheimer's". The Denver Post. Associated Press. مؤرشف من الأصل في 2014-05-02.
151. ↑  Cheng ST (سبتمبر 2016). "Cognitive Reserve and the Prevention of Dementia: the Role of Physical and Cognitive Activities". Current Psychiatry Reports. ج. 18 ع. 9: 85. DOI:10.1007/s11920-016-0721-2. PMC:4969323. PMID:27481112.
152. ↑  Farina N، Rusted J، Tabet N (يناير 2014). "The effect of exercise interventions on cognitive outcome in Alzheimer's disease: a systematic review". International Psychogeriatrics. ج. 26 ع. 1: 9–18. DOI:10.1017/S1041610213001385. PMID:23962667. S2CID:24936334.
153. 1 2  Hu N، Yu JT، Tan L، Wang YL، Sun L، Tan L (2013). "Nutrition and the risk of Alzheimer's disease". BioMed Research International (Review). ج. 2013: 1–12. DOI:10.1155/2013/524820. PMC:3705810. PMID:23865055.{{استشهاد بدورية محكمة}}:  صيانة الاستشهاد: دوي مجاني غير معلم (link)
154. ↑  Solfrizzi V، Panza F، Frisardi V، Seripa D، Logroscino G، Imbimbo BP، Pilotto A (مايو 2011). "Diet and Alzheimer's disease risk factors or prevention: the current evidence". Expert Review of Neurotherapeutics. ج. 11 ع. 5: 677–708. DOI:10.1586/ern.11.56. PMID:21539488.
155. ↑  Kanoski SE، Davidson TL (أبريل 2011). "Western diet consumption and cognitive impairment: links to hippocampal dysfunction and obesity". Physiology & Behavior (Review). ج. 103 ع. 1: 59–68. DOI:10.1016/j.physbeh.2010.12.003. PMC:3056912. PMID:21167850.
156. ↑  Solfrizzi V، Capurso C، D'Introno A، Colacicco AM، Santamato A، Ranieri M، Fiore P، Capurso A، Panza F (يناير 2008). "Lifestyle-related factors in predementia and dementia syndromes". Expert Review of Neurotherapeutics. ج. 8 ع. 1: 133–58. DOI:10.1586/14737175.8.1.133. PMID:18088206.
157. ↑  Santos C، Costa J، Santos J، Vaz-Carneiro A، Lunet N (2010). "Caffeine intake and dementia: systematic review and meta-analysis". Journal of Alzheimer's Disease. 20 Suppl 1: S187–204. DOI:10.3233/JAD-2010-091387. PMID:20182026.
158. ↑  Nehlig A (مارس 2013). "The neuroprotective effects of cocoa flavanol and its influence on cognitive performance". British Journal of Clinical Pharmacology (Review). ج. 75 ع. 3: 716–27. DOI:10.1111/j.1365-2125.2012.04378.x. PMC:3575938. PMID:22775434.
159. ↑  Stoclet JC، Schini-Kerth V (مارس 2011). "[Dietary flavonoids and human health]". Annales Pharmaceutiques Francaises. ج. 69 ع. 2: 78–90. DOI:10.1016/j.pharma.2010.11.004. PMID:21440100.
160. ↑  Ono K، Yamada M (أبريل 2012). "Vitamin A and Alzheimer's disease". Geriatrics & Gerontology International (Review). ج. 12 ع. 2: 180–88. DOI:10.1111/j.1447-0594.2011.00786.x. PMID:22221326.
161. ↑  Lerner AJ، Gustaw-Rothenberg K، Smyth S، Casadesus G (مارس–أبريل 2012). "Retinoids for treatment of Alzheimer's disease". BioFactors. ج. 38 ع. 2: 84–89. DOI:10.1002/biof.196. PMID:22419567.
162. ↑  Heo JH، Lee KM (مارس 2013). "The possible role of antioxidant vitamin C in Alzheimer's disease treatment and prevention". American Journal of Alzheimer's Disease and Other Dementias (Review). ج. 28 ع. 2: 120–25. DOI:10.1177/1533317512473193. PMID:23307795.
163. ↑  Boothby LA، Doering PL (ديسمبر 2005). "Vitamin C and vitamin E for Alzheimer's disease". The Annals of Pharmacotherapy. ج. 39 ع. 12: 2073–80. DOI:10.1345/aph.1E495. PMID:16227450.
164. 1 2  Farina N، Llewellyn D، Isaac MG، Tabet N (أبريل 2017). "Vitamin E for Alzheimer's dementia and mild cognitive impairment". The Cochrane Database of Systematic Reviews. ج. 4: CD002854. DOI:10.1002/14651858.CD002854.pub5. PMC:6478142. PMID:28418065.
165. ↑  Loef M، Schrauzer GN، Walach H (2011). "Selenium and Alzheimer's disease: a systematic review". Journal of Alzheimer's Disease (Review). ج. 26 ع. 1: 81–104. DOI:10.3233/JAD-2011-110414. PMID:21593562. S2CID:30661765.
166. ↑  Loef M، von Stillfried N، Walach H (سبتمبر 2012). "Zinc diet and Alzheimer's disease: a systematic review". Nutritional Neuroscience (Review). ج. 15 ع. 5: 2–12. DOI:10.1179/1476830512Y.0000000010. PMID:22583839.
167. ↑  Avan A، Hoogenraad TU (2015). "Zinc and Copper in Alzheimer's Disease". Journal of Alzheimer's Disease (Review). ج. 46 ع. 1: 89–92. DOI:10.3233/JAD-150186. PMID:25835420.
168. ↑  Malouf R، Grimley Evans J (أكتوبر 2008). "Folic acid with or without vitamin B12 for the prevention and treatment of healthy elderly and demented people". The Cochrane Database of Systematic Reviews ع. 4: CD004514. DOI:10.1002/14651858.CD004514.pub2. PMID:18843658.
169. ↑  Wald DS، Kasturiratne A، Simmonds M (يونيو 2010). "Effect of folic acid, with or without other B vitamins, on cognitive decline: meta-analysis of randomized trials". The American Journal of Medicine. ج. 123 ع. 6: 522–527.e2. DOI:10.1016/j.amjmed.2010.01.017. PMID:20569758.
170. ↑  Cunnane SC، Chouinard-Watkins R، Castellano CA، Barberger-Gateau P (يناير 2013). "Docosahexaenoic acid homeostasis, brain aging and Alzheimer's disease: Can we reconcile the evidence?". Prostaglandins, Leukotrienes, and Essential Fatty Acids. ج. 88 ع. 1: 61–70. DOI:10.1016/j.plefa.2012.04.006. PMID:22575581.
171. ↑  Burckhardt M، Herke M، Wustmann T، Watzke S، Langer G، Fink A (أبريل 2016). "Omega-3 fatty acids for the treatment of dementia". The Cochrane Database of Systematic Reviews. ج. 4: CD009002. DOI:10.1002/14651858.CD009002.pub3. PMC:7117565. PMID:27063583.
172. ↑  Hamaguchi T، Ono K، Yamada M (أكتوبر 2010). "REVIEW: Curcumin and Alzheimer's disease". CNS Neuroscience & Therapeutics (review). ج. 16 ع. 5: 285–97. DOI:10.1111/j.1755-5949.2010.00147.x. PMC:6493893. PMID:20406252.
173. ↑  Birks J، Grimley Evans J (يناير 2009). "Ginkgo biloba for cognitive impairment and dementia". The Cochrane Database of Systematic Reviews ع. 1: CD003120. DOI:10.1002/14651858.CD003120.pub3. PMID:19160216.
174. ↑  Krishnan S، Cairns R، Howard R (أبريل 2009). Krishnan S (المحرر). "Cannabinoids for the treatment of dementia". The Cochrane Database of Systematic Reviews ع. 2: CD007204. DOI:10.1002/14651858.CD007204.pub2. PMC:7197039. PMID:19370677.
175. ↑  Bilkei-Gorzo A (ديسمبر 2012). "The endocannabinoid system in normal and pathological brain ageing". Philosophical Transactions of the Royal Society of London. Series B, Biological Sciences. ج. 367 ع. 1607: 3326–41. DOI:10.1098/rstb.2011.0388. PMC:3481530. PMID:23108550.
176. 1 2 3  Birks JS، Harvey RJ (يونيو 2018). "Donepezil for dementia due to Alzheimer's disease". The Cochrane Database of Systematic Reviews. ج. 6: CD001190. DOI:10.1002/14651858.CD001190.pub3. PMC:6513124. PMID:29923184.
177. 1 2  Birks JS، Grimley Evans J (أبريل 2015). Birks JS (المحرر). "Rivastigmine for Alzheimer's disease". The Cochrane Database of Systematic Reviews ع. 4: CD001191. DOI:10.1002/14651858.CD001191.pub3. PMID:25858345.
178. ↑  Geula C، Mesulam MM (1995). "Cholinesterases and the pathology of Alzheimer disease". Alzheimer Disease and Associated Disorders. 9 Suppl 2: 23–28. DOI:10.1097/00002093-199501002-00005. PMID:8534419.
179. ↑  Stahl SM (نوفمبر 2000). "The new cholinesterase inhibitors for Alzheimer's disease, Part 2: illustrating their mechanisms of action". The Journal of Clinical Psychiatry. ج. 61 ع. 11: 813–14. DOI:10.4088/JCP.v61n1101. PMID:11105732.
180. 1 2  Birks J (يناير 2006). Birks J (المحرر). "Cholinesterase inhibitors for Alzheimer's disease". The Cochrane Database of Systematic Reviews ع. 1: CD005593. DOI:10.1002/14651858.CD005593. PMID:16437532.
181. ↑  Raschetti R، Albanese E، Vanacore N، Maggini M (نوفمبر 2007). "Cholinesterase inhibitors in mild cognitive impairment: a systematic review of randomised trials". PLOS Medicine. ج. 4 ع. 11: e338. DOI:10.1371/journal.pmed.0040338. PMC:2082649. PMID:18044984.{{استشهاد بدورية محكمة}}:  صيانة الاستشهاد: دوي مجاني غير معلم (link)
182. ↑  Alldredge BK، Corelli RL، Ernst ME، Guglielmo BJ، Jacobson PA، Kradjan WA، Williams BR (2013). Applied therapeutics : the clinical use of drugs (ط. 10th). Baltimore: Wolters Kluwer Health/Lippincott Williams & Wilkins. ص. 2385. ISBN:978-1-60913-713-7.
183. 1 2  Lipton SA (فبراير 2006). "Paradigm shift in neuroprotection by NMDA receptor blockade: memantine and beyond". Nature Reviews. Drug Discovery. ج. 5 ع. 2: 160–70. DOI:10.1038/nrd1958. PMID:16424917.
184. ↑  "Memantine". US National Library of Medicine (Medline). 4 يناير 2004. مؤرشف من الأصل في 2010-02-22. اطلع عليه بتاريخ 2010-02-03.
185. ↑  McShane R، Westby MJ، Roberts E، Minakaran N، Schneider L، Farrimond LE، Maayan N، Ware J، Debarros J (مايو 2019). "Memantine for dementia". The Cochrane Database of Systematic Reviews. ج. 3 ع. 3: CD003154. DOI:10.1002/14651858.CD003154.pub6. PMC:6425228. PMID:30891742.
186. ↑  "Namenda prescribing information" (PDF). Forest Pharmaceuticals. مؤرشف من الأصل (PDF) في 2008-02-27. اطلع عليه بتاريخ 2008-02-19. (primary source)
187. ↑  Raina P، Santaguida P، Ismaila A، Patterson C، Cowan D، Levine M، Booker L، Oremus M (مارس 2008). "Effectiveness of cholinesterase inhibitors and memantine for treating dementia: evidence review for a clinical practice guideline". Annals of Internal Medicine. ج. 148 ع. 5: 379–97. DOI:10.7326/0003-4819-148-5-200803040-00009. PMID:18316756.
188. ↑  Ballard C، Waite J (يناير 2006). Ballard CG (المحرر). "The effectiveness of atypical antipsychotics for the treatment of aggression and psychosis in Alzheimer's disease". The Cochrane Database of Systematic Reviews ع. 1: CD003476. DOI:10.1002/14651858.CD003476.pub2. PMID:16437455.
189. ↑  Ballard C، Hanney ML، Theodoulou M، Douglas S، McShane R، Kossakowski K، Gill R، Juszczak E، Yu LM، Jacoby R (فبراير 2009). "The dementia antipsychotic withdrawal trial (DART-AD): long-term follow-up of a randomised placebo-controlled trial". The Lancet Neurology. ج. 8 ع. 2: 151–57. DOI:10.1016/S1474-4422(08)70295-3. PMID:19138567.
190. ↑  Declercq T، Petrovic M، Azermai M، Vander Stichele R، De Sutter AI، van Driel ML، Christiaens T (مارس 2013). "Withdrawal versus continuation of chronic antipsychotic drugs for behavioural and psychological symptoms in older people with dementia" (PDF). The Cochrane Database of Systematic Reviews. ج. 3 ع. 3: CD007726. DOI:10.1002/14651858.CD007726.pub2. hdl:1854/LU-3109108. PMID:23543555. مؤرشف من الأصل (PDF) في 2020-06-04.
191. ↑  Li J، Wu HM، Zhou RL، Liu GJ، Dong BR (أبريل 2008). Wu HM (المحرر). "Huperzine A for Alzheimer's disease". The Cochrane Database of Systematic Reviews ع. 2: CD005592. DOI:10.1002/14651858.CD005592.pub2. PMID:18425924.
192. 1 2 3 4 5 6 7  Rabins PV، Blacker D، Rovner BW، Rummans T، Schneider LS، Tariot PN، وآخرون (Steering Committee on Practice Guidelines) (ديسمبر 2007). "American Psychiatric Association practice guideline for the treatment of patients with Alzheimer's disease and other dementias. Second edition". The American Journal of Psychiatry. ج. 164 ع. 12 Suppl: 5–56. PMID:18340692.
193. ↑  Bottino CM، Carvalho IA، Alvarez AM، Avila R، Zukauskas PR، Bustamante SE، وآخرون (ديسمبر 2005). "Cognitive rehabilitation combined with drug treatment in Alzheimer's disease patients: a pilot study". Clinical Rehabilitation. ج. 19 ع. 8: 861–69. DOI:10.1191/0269215505cr911oa. PMID:16323385.
194. ↑  Doody RS، Stevens JC، Beck C، Dubinsky RM، Kaye JA، Gwyther L، وآخرون (مايو 2001). "Practice parameter: management of dementia (an evidence-based review). Report of the Quality Standards Subcommittee of the American Academy of Neurology". Neurology. ج. 56 ع. 9: 1154–66. DOI:10.1212/WNL.56.9.1154. PMID:11342679.
195. ↑  Hermans DG، Htay UH، McShane R (يناير 2007). "Non-pharmacological interventions for wandering of people with dementia in the domestic setting". The Cochrane Database of Systematic Reviews ع. 1: CD005994. DOI:10.1002/14651858.CD005994.pub2. PMC:6669244. PMID:17253573.
196. ↑  Robinson L، Hutchings D، Dickinson HO، Corner L، Beyer F، Finch T، Hughes J، Vanoli A، Ballard C، Bond J (يناير 2007). "Effectiveness and acceptability of non-pharmacological interventions to reduce wandering in dementia: a systematic review". International Journal of Geriatric Psychiatry. ج. 22 ع. 1: 9–22. DOI:10.1002/gps.1643. PMID:17096455.
197. ↑  Abraha I، Rimland JM، Trotta FM، Dell'Aquila G، Cruz-Jentoft A، Petrovic M، Gudmundsson A، Soiza R، O'Mahony D، Guaita A، Cherubini A (مارس 2017). "Systematic review of systematic reviews of non-pharmacological interventions to treat behavioural disturbances in older patients with dementia. The SENATOR-OnTop series". BMJ Open. ج. 7 ع. 3: e012759. DOI:10.1136/bmjopen-2016-012759. PMC:5372076. PMID:28302633.
198. ↑  Chung JC، Lai CK، Chung PM، French HP (2002). "Snoezelen for dementia". The Cochrane Database of Systematic Reviews ع. 4: CD003152. DOI:10.1002/14651858.CD003152. PMID:12519587.
199. ↑  Woods B، O'Philbin L، Farrell EM، Spector AE، Orrell M (مارس 2018). "Reminiscence therapy for dementia". The Cochrane Database of Systematic Reviews. ج. 3: CD001120. DOI:10.1002/14651858.CD001120.pub3. PMC:6494367. PMID:29493789. مؤرشف من الأصل في 2019-08-11.
200. ↑  Zetteler J (نوفمبر 2008). "Effectiveness of simulated presence therapy for individuals with dementia: a systematic review and meta-analysis". Aging & Mental Health. ج. 12 ع. 6: 779–85. DOI:10.1080/13607860802380631. PMID:19023729.
201. ↑  Neal M، Barton Wright P (2003). Neal M (المحرر). "Validation therapy for dementia". The Cochrane Database of Systematic Reviews ع. 3: CD001394. DOI:10.1002/14651858.CD001394. PMID:12917907.
202. ↑  Chung JC، Lai CK، Chung PM، French HP (2002). Chung JC (المحرر). "Snoezelen for dementia". The Cochrane Database of Systematic Reviews ع. 4: CD003152. DOI:10.1002/14651858.CD003152. PMID:12519587. (up to date as of 2009)
203. ↑  Spector A، Thorgrimsen L، Woods B، Royan L، Davies S، Butterworth M، Orrell M (سبتمبر 2003). "Efficacy of an evidence-based cognitive stimulation therapy programme for people with dementia: randomised controlled trial". The British Journal of Psychiatry. ج. 183 ع. 3: 248–54. DOI:10.1192/bjp.183.3.248. PMID:12948999.
204. ↑  Gitlin LN، Corcoran M، Winter L، Boyce A، Hauck WW (فبراير 2001). "A randomized, controlled trial of a home environmental intervention: effect on efficacy and upset in caregivers and on daily function of persons with dementia". The Gerontologist. ج. 41 ع. 1: 4–14. DOI:10.1093/geront/41.1.4. PMID:11220813.
205. ↑  Gitlin LN، Hauck WW، Dennis MP، Winter L (مارس 2005). "Maintenance of effects of the home environmental skill-building program for family caregivers and individuals with Alzheimer's disease and related disorders". The Journals of Gerontology. Series A, Biological Sciences and Medical Sciences. ج. 60 ع. 3: 368–74. DOI:10.1093/gerona/60.3.368. PMID:15860476.
206. ↑  "Treating Behavioral and Psychiatric Symptoms". Alzheimer's Association. 2006. مؤرشف من الأصل في 2006-09-25. اطلع عليه بتاريخ 2006-09-25.
207. ↑  Dunne TE، Neargarder SA، Cipolloni PB، Cronin-Golomb A (أغسطس 2004). "Visual contrast enhances food and liquid intake in advanced Alzheimer's disease". Clinical Nutrition. ج. 23 ع. 4: 533–38. DOI:10.1016/j.clnu.2003.09.015. PMID:15297089.
208. ↑  Dudek، Susan G. (2007). Nutrition Essentials for Nursing Practice. Hagerstown, Maryland: Lippincott Williams & Wilkins. ص. 360. ISBN:978-0-7817-6651-7. مؤرشف من الأصل في 2020-06-03. اطلع عليه بتاريخ 2008-08-19. {{استشهاد بكتاب}}: تجاهل المحلل الوسيط |name-list-format= لأنه غير معروف، ويقترح استخدام |name-list-style= (مساعدة)
209. ↑  Dennehy C (2006). "Analysis of patients' rights: dementia and PEG insertion". British Journal of Nursing. ج. 15 ع. 1: 18–20. DOI:10.12968/bjon.2006.15.1.20303. PMID:16415742.
210. ↑  Chernoff R (أبريل 2006). "Tube feeding patients with dementia". Nutrition in Clinical Practice. ج. 21 ع. 2: 142–46. DOI:10.1177/0115426506021002142. PMID:16556924.
211. ↑  Gambassi G، Landi F، Lapane KL، Sgadari A، Mor V، Bernabei R (يوليو 1999). "Predictors of mortality in patients with Alzheimer's disease living in nursing homes". Journal of Neurology, Neurosurgery, and Psychiatry. ج. 67 ع. 1: 59–65. DOI:10.1136/jnnp.67.1.59. PMC:1736445. PMID:10369823.
212. ↑  Medical issues:
  - Head B (يناير 2003). "Palliative care for persons with dementia". Home Healthcare Nurse. ج. 21 ع. 1: 53–60, quiz 61. DOI:10.1097/00004045-200301000-00012. PMID:12544465.
  - Friedlander AH، Norman DC، Mahler ME، Norman KM، Yagiela JA (سبتمبر 2006). "Alzheimer's disease: psychopathology, medical management and dental implications". Journal of the American Dental Association. ج. 137 ع. 9: 1240–51. DOI:10.14219/jada.archive.2006.0381. PMID:16946428.
  - Belmin J (2007). "Practical guidelines for the diagnosis and management of weight loss in Alzheimer's disease: a consensus from appropriateness ratings of a large expert panel". The Journal of Nutrition, Health & Aging. ج. 11 ع. 1: 33–37. PMID:17315078.
  - McCurry SM، Gibbons LE، Logsdon RG، Vitiello M، Teri L (أكتوبر 2003). "Training caregivers to change the sleep hygiene practices of patients with dementia: the NITE-AD project". Journal of the American Geriatrics Society. ج. 51 ع. 10: 1455–60. DOI:10.1046/j.1532-5415.2003.51466.x. PMID:14511168.
  - Perls TT، Herget M (ديسمبر 1995). "Higher respiratory infection rates on an Alzheimer's special care unit and successful intervention". Journal of the American Geriatrics Society. ج. 43 ع. 12: 1341–44. DOI:10.1111/j.1532-5415.1995.tb06611.x. PMID:7490383.
213. ↑  Shega JW، Levin A، Hougham GW، Cox-Hayley D، Luchins D، Hanrahan P، Stocking C، Sachs GA (أبريل 2003). "Palliative Excellence in Alzheimer Care Efforts (PEACE): a program description". Journal of Palliative Medicine. ج. 6 ع. 2: 315–20. DOI:10.1089/109662103764978641. PMID:12854952. مؤرشف من الأصل في 2020-06-03.
214. 1 2  Zanetti O، Solerte SB، Cantoni F (2009). "Life expectancy in Alzheimer's disease (AD)". Archives of Gerontology and Geriatrics. 49 Suppl 1: 237–43. DOI:10.1016/j.archger.2009.09.035. PMID:19836639.
215. 1 2  Mölsä PK، Marttila RJ، Rinne UK (مارس 1995). "Long-term survival and predictors of mortality in Alzheimer's disease and multi-infarct dementia". Acta Neurologica Scandinavica. ج. 91 ع. 3: 159–64. DOI:10.1111/j.1600-0404.1995.tb00426.x. PMID:7793228.
216. ↑  Bowen JD، Malter AD، Sheppard L، Kukull WA، McCormick WC، Teri L، Larson EB (أغسطس 1996). "Predictors of mortality in patients diagnosed with probable Alzheimer's disease". Neurology. ج. 47 ع. 2: 433–39. DOI:10.1212/wnl.47.2.433. PMID:8757016.
217. ↑  Larson EB، Shadlen MF، Wang L، McCormick WC، Bowen JD، Teri L، Kukull WA (أبريل 2004). "Survival after initial diagnosis of Alzheimer disease". Annals of Internal Medicine. ج. 140 ع. 7: 501–09. DOI:10.7326/0003-4819-140-7-200404060-00008. PMID:15068977.
218. ↑  Jagger C، Clarke M، Stone A (يناير 1995). "Predictors of survival with Alzheimer's disease: a community-based study". Psychological Medicine. ج. 25 ع. 1: 171–77. DOI:10.1017/S0033291700028191. PMID:7792352. مؤرشف من الأصل في 2022-03-30.
219. ↑  Dodge HH، Shen C، Pandav R، DeKosky ST، Ganguli M (فبراير 2003). "Functional transitions and active life expectancy associated with Alzheimer disease". Archives of Neurology. ج. 60 ع. 2: 253–59. DOI:10.1001/archneur.60.2.253. PMID:12580712.
220. 1 2  Ganguli M، Dodge HH، Shen C، Pandav RS، DeKosky ST (مايو 2005). "Alzheimer disease and mortality: a 15-year epidemiological study". Archives of Neurology. ج. 62 ع. 5: 779–84. DOI:10.1001/archneur.62.5.779. PMID:15883266.
221. 1 2 3  Bermejo-Pareja F، Benito-León J، Vega S، Medrano MJ، Román GC (يناير 2008). "Incidence and subtypes of dementia in three elderly populations of central Spain". Journal of the Neurological Sciences. ج. 264 ع. 1–2: 63–72. DOI:10.1016/j.jns.2007.07.021. PMID:17727890.
222. 1 2 3  Di Carlo A، Baldereschi M، Amaducci L، Lepore V، Bracco L، Maggi S، Bonaiuto S، Perissinotto E، Scarlato G، Farchi G، Inzitari D (يناير 2002). "Incidence of dementia, Alzheimer's disease, and vascular dementia in Italy. The ILSA Study". Journal of the American Geriatrics Society. ج. 50 ع. 1: 41–48. DOI:10.1046/j.1532-5415.2002.50006.x. PMID:12028245.
223. ↑  Andersen K، Launer LJ، Dewey ME، Letenneur L، Ott A، Copeland JR، وآخرون (ديسمبر 1999). "Gender differences in the incidence of AD and vascular dementia: The EURODEM Studies. EURODEM Incidence Research Group". Neurology. ج. 53 ع. 9: 1992–97. DOI:10.1212/wnl.53.9.1992. PMID:10599770.
224. ↑  Tejada-Vera B. (2013). Mortality from Alzheimer's Disease in the United States: Data for 2000 and 2010. Hyattsville, MD: وزارة الصحة والخدمات البشرية الأمريكية، مراكز السيطرة على الأمراض والوقاية منها، المركز الوطني للإحصاءات الصحية. "نسخة مؤرشفة" (PDF). مؤرشف من الأصل في 2020-06-29. اطلع عليه بتاريخ 2020-06-29.{{استشهاد ويب}}:  صيانة الاستشهاد: BOT: original URL status unknown (link)
225. ↑  2000 U.S. estimates:
  - Hebert LE، Scherr PA، Bienias JL، Bennett DA، Evans DA (أغسطس 2003). "Alzheimer disease in the US population: prevalence estimates using the 2000 census". Archives of Neurology. ج. 60 ع. 8: 1119–22. DOI:10.1001/archneur.60.8.1119. PMID:12925369.
  - "Profiles of General Demographic Characteristics, 2000 Census of Population and Housing, United States" (PDF). U.S. Census Bureau. 2001. مؤرشف من الأصل (PDF) في 2008-08-19. اطلع عليه بتاريخ 2008-08-27.
226. 1 2  Ferri CP، Prince M، Brayne C، Brodaty H، Fratiglioni L، Ganguli M، Hall K، Hasegawa K، Hendrie H، Huang Y، Jorm A، Mathers C، Menezes PR، Rimmer E، Scazufca M (ديسمبر 2005). "Global prevalence of dementia: a Delphi consensus study". Lancet. ج. 366 ع. 9503: 2112–17. DOI:10.1016/S0140-6736(05)67889-0. PMC:2850264. PMID:16360788.
227. ↑  World Health Organization (2006). Neurological Disorders: Public Health Challenges. Switzerland: World Health Organization. ص. 204–07. ISBN:978-92-4-156336-9. مؤرشف من الأصل في 2010-02-10.
228. ↑  
2006 prevalence estimate:* Brookmeyer R، Johnson E، Ziegler-Graham K، Arrighi HM (يوليو 2007). "Forecasting the global burden of Alzheimer's disease". Alzheimer's & Dementia. ج. 3 ع. 3: 186–91. CiteSeerX:10.1.1.729.847. DOI:10.1016/j.jalz.2007.04.381. PMID:19595937. مؤرشف من الأصل في 2008-12-07. اطلع عليه بتاريخ 2008-06-18.
  - "Highlights" (PDF). World Population Prospects: The 2006 Revision. Working Paper No. ESA/P/WP.202. Population Division, Department of Economic and Social Affairs, United Nations. 2007. مؤرشف من الأصل (PDF) في 2008-08-19. اطلع عليه بتاريخ 2008-08-27.
229. ↑  Paivi Toivola, Mashael Al-Rashidi, Shanila Nooruddin, Munazza Jawed, Raghad AlKanhal, Hira Abdul Razzak, and Nada Albawardi7 (2019). "Epidemiology of Alzheimer's Disease and Dementia in Arab Countries: A Systematic Review" (PDF). Behavioural Neurology: 14. DOI:10.1155/2019/3935943. مؤرشف من الأصل (PDF) في 2020-06-26. اطلع عليه بتاريخ 2020-06-26. {{استشهاد بدورية محكمة}}: |archive-date= / |archive-url= timestamp mismatch (مساعدة)صيانة الاستشهاد: دوي مجاني غير معلم (link)
230. ↑  A. Bowirrat  T. A. Treves  R. P. Friedland  A. D. Korczyn (2008). "Prevalence of Alzheimer's type dementia in an elderly Arab population". European Journal of Neurology. DOI:10.1046/j.1468-1331.2001.00183.x. مؤرشف من الأصل في 2020-06-26. اطلع عليه بتاريخ 2020-06-26.
231. ↑  Auguste D.:
  - Alzheimer, Alois (1907). "Über eine eigenartige Erkrankung der Hirnrinde" [About a peculiar disease of the cerebral cortex]. Allgemeine Zeitschrift für Psychiatrie und Psychisch-Gerichtlich Medizin (بالألمانية). 64 (1–2): 146–48. {{استشهاد بدورية محكمة}}: تجاهل المحلل الوسيط |name-list-format= لأنه غير معروف، ويقترح استخدام |name-list-style= (help)
  - Alzheimer A (1987). "About a peculiar disease of the cerebral cortex. By Alois Alzheimer, 1907 (Translated by L. Jarvik and H. Greenson)". Alzheimer Disease and Associated Disorders. ترجمة: H. Greenson. ج. 1 ع. 1: 3–8. PMID:3331112.
  - Ulrike، Maurer؛ Konrad، Maurer (2003). Alzheimer: The Life of a Physician and the Career of a Disease. New York: Columbia University Press. ص. 270. ISBN:978-0-231-11896-5. مؤرشف من الأصل في 2020-06-05. {{استشهاد بكتاب}}: تجاهل المحلل الوسيط |name-list-format= لأنه غير معروف، ويقترح استخدام |name-list-style= (مساعدة)
232. ↑  Berrios GE (1990). "Alzheimer's Disease: A Conceptual History". Int. J. Geriatr. Psychiatry. ج. 5 ع. 6: 355–65. DOI:10.1002/gps.930050603.
233. ↑  Kraepelin Emil (2007). Clinical Psychiatry: A Textbook For Students And Physicians (Reprint ). ترجمة: Diefendorf A. Ross. Kessinger Publishing. ص. 568. ISBN:978-1-4325-0833-3.
234. ↑  Alzheimer's Disease: Senile Dementia and Related Disorders. New York: Raven Press. 1978. ص. 595. ISBN:978-0-89004-225-0.
235. ↑  Boller F، Forbes MM (يونيو 1998). "History of dementia and dementia in history: an overview". Journal of the Neurological Sciences. ج. 158 ع. 2: 125–33. DOI:10.1016/S0022-510X(98)00128-2. PMID:9702682.
236. ↑  Amaducci LA، Rocca WA، Schoenberg BS (نوفمبر 1986). "Origin of the distinction between Alzheimer's disease and senile dementia: how history can clarify nosology". Neurology. ج. 36 ع. 11: 1497–9. DOI:10.1212/wnl.36.11.1497. PMID:3531918.
237. ↑  Allegri RF، Butman J، Arizaga RL، Machnicki G، Serrano C، Taragano FE، Sarasola D، Lon L (أغسطس 2007). "Economic impact of dementia in developing countries: an evaluation of costs of Alzheimer-type dementia in Argentina". International Psychogeriatrics. ج. 19 ع. 4: 705–18. DOI:10.1017/S1041610206003784. PMID:16870037. مؤرشف من الأصل في 2020-06-03.
238. ↑  Suh GH، Knapp M، Kang CJ (أغسطس 2006). "The economic costs of dementia in Korea, 2002". International Journal of Geriatric Psychiatry. ج. 21 ع. 8: 722–28. DOI:10.1002/gps.1552. PMID:16858741.
239. ↑  Wimo A، Jonsson L، Winblad B (2006). "An estimate of the worldwide prevalence and direct costs of dementia in 2003". Dementia and Geriatric Cognitive Disorders. ج. 21 ع. 3: 175–81. DOI:10.1159/000090733. PMID:16401889.
240. 1 2 3  Moore MJ، Zhu CW، Clipp EC (يوليو 2001). "Informal costs of dementia care: estimates from the National Longitudinal Caregiver Study". The Journals of Gerontology. Series B, Psychological Sciences and Social Sciences. ج. 56 ع. 4: S219–28. DOI:10.1093/geronb/56.4.S219. PMID:11445614.
241. ↑  Jönsson L، Eriksdotter Jönhagen M، Kilander L، Soininen H، Hallikainen M، Waldemar G، وآخرون (مايو 2006). "Determinants of costs of care for patients with Alzheimer's disease". International Journal of Geriatric Psychiatry. ج. 21 ع. 5: 449–59. DOI:10.1002/gps.1489. PMID:16676288.
242. 1 2  "The MetLife study of Alzheimer's disease: The caregiving experience" (PDF). MetLife Mature Market Institute. أغسطس 2006. مؤرشف من الأصل (PDF) في 2011-01-08. اطلع عليه بتاريخ 2011-02-05.
243. ↑  Schneider J، Murray J، Banerjee S، Mann A (أغسطس 1999). "EUROCARE: a cross-national study of co-resident spouse carers for people with Alzheimer's disease: I – Factors associated with carer burden". International Journal of Geriatric Psychiatry. ج. 14 ع. 8: 651–61. DOI:10.1002/(SICI)1099-1166(199908)14:8<651::AID-GPS992>3.0.CO;2-B. PMID:10489656. مؤرشف من الأصل في 2022-04-09.
244. ↑  Murray J، Schneider J، Banerjee S، Mann A (أغسطس 1999). "EUROCARE: a cross-national study of co-resident spouse carers for people with Alzheimer's disease: II – A qualitative analysis of the experience of caregiving". International Journal of Geriatric Psychiatry. ج. 14 ع. 8: 662–67. DOI:10.1002/(SICI)1099-1166(199908)14:8<662::AID-GPS993>3.0.CO;2-4. PMID:10489657. مؤرشف من الأصل في 2022-04-09.
245. 1 2  Zhu CW، Sano M (2006). "Economic considerations in the management of Alzheimer's disease". Clinical Interventions in Aging. ج. 1 ع. 2: 143–54. DOI:10.2147/ciia.2006.1.2.143. PMC:2695165. PMID:18044111.{{استشهاد بدورية محكمة}}:  صيانة الاستشهاد: دوي مجاني غير معلم (link)
246. ↑  Gaugler JE، Kane RL، Kane RA، Newcomer R (أبريل 2005). "Early community-based service utilization and its effects on institutionalization in dementia caregiving". The Gerontologist. ج. 45 ع. 2: 177–85. DOI:10.1093/geront/45.2.177. PMID:15799982.
247. ↑  Ritchie K، Lovestone S (نوفمبر 2002). "The dementias". Lancet. ج. 360 ع. 9347: 1759–66. DOI:10.1016/S0140-6736(02)11667-9. PMID:12480441.
248. ↑  Brodaty H، Hadzi-Pavlovic D (سبتمبر 1990). "Psychosocial effects on carers of living with persons with dementia". The Australian and New Zealand Journal of Psychiatry. ج. 24 ع. 3: 351–61. DOI:10.3109/00048679009077702. PMID:2241719.
249. ↑  Donaldson C، Tarrier N، Burns A (أبريل 1998). "Determinants of carer stress in Alzheimer's disease". International Journal of Geriatric Psychiatry. ج. 13 ع. 4: 248–56. DOI:10.1002/(SICI)1099-1166(199804)13:4<248::AID-GPS770>3.0.CO;2-0. PMID:9646153.
250. ↑  Pusey H، Richards D (مايو 2001). "A systematic review of the effectiveness of psychosocial interventions for carers of people with dementia". Aging & Mental Health. ج. 5 ع. 2: 107–19. DOI:10.1080/13607860120038302. PMID:11511058.
251. ↑  Garrard P., Maloney L.M., Hodges J.R., Patterson K. (2 2005). "The effects of very early Alzheimer's disease on the characteristics of writing by a renowned author" (journal) (بالإنجليزية) (Brain (журнал) ed.). دار نشر جامعة أكسفورد. 128 (Pt 2): 250–260. DOI:10.1093/brain/awh341. PMID:15574466. {{استشهاد بدورية محكمة}}: الاستشهاد بدورية محكمة يطلب |دورية محكمة= (help) and تحقق من التاريخ في: |date= (help)صيانة الاستشهاد: أسماء متعددة: قائمة المؤلفين (link) صيانة الاستشهاد: التاريخ والسنة (link)
252. ↑  Sherman F.T. (9 2004). "Did President Reagan have mild cognitive impairment while in office? Living longer with Alzheimer's Disease" (journal) (بالإنجليزية) (Geriatrics ed.). 59 (9): 11, 15. PMID:15461232. {{استشهاد بدورية محكمة}}: الاستشهاد بدورية محكمة يطلب |دورية محكمة= (help) and تحقق من التاريخ في: |date= (help)صيانة الاستشهاد: التاريخ والسنة (link)
253. ↑  "Hungary legend Puskas dies at 79". BBC News. 17 نوفمبر 2006. مؤرشف من الأصل في 2011-08-25. اطلع عليه بتاريخ 2008-01-25.
254. ↑  "Prime Ministers in History:  Harold Wilson". London: 10 Downing Street. مؤرشف من الأصل في 2011-08-25. اطلع عليه بتاريخ 2008-08-18.
255. ↑  ""Mi padre no reconoció al Rey pero notó el cariño"". Madrid: El País. 2008. مؤرشف من الأصل في 2011-08-25. اطلع عليه بتاريخ 2008-10-01.
256. ↑  Peter Falk leidet an Alzheimer(بالألمانية)
 "نسخة مؤرشفة". مؤرشف من الأصل في 2012-05-22. اطلع عليه بتاريخ 2020-04-15.{{استشهاد ويب}}:  صيانة الاستشهاد: BOT: original URL status unknown (link)
257. ↑  "Chicago Rita Hayworth Gala". Alzheimer’s Association. 2007. مؤرشف من الأصل في 2011-08-25. اطلع عليه بتاريخ 2008-01-25.
258. ↑  "Charlton Heston has Alzheimer's symptoms". CNN. 9 أغسطس 2002. مؤرشف من الأصل في 2011-08-25. اطلع عليه بتاريخ 2008-01-25.
259. ↑  Pauli Michelle (12 ديسمبر 2007). "Pratchett announces he has Alzheimer's". Guardian News and Media. مؤرشف من الأصل في 2013-04-25. اطلع عليه بتاريخ 2008-08-18.
260. ↑  Bayley، John (2000). Iris: A Memoir of Iris Murdoch. London: Abacus. ISBN:978-0-349-11215-2. OCLC:41960006. {{استشهاد بكتاب}}: تجاهل المحلل الوسيط |name-list-format= لأنه غير معروف، ويقترح استخدام |name-list-style= (مساعدة)
261. ↑  Sparks، Nicholas (1996). The notebook. Thorndike, Maine: Thorndike Press. ص. 268. ISBN:978-0-7862-0821-0. مؤرشف من الأصل في 2020-06-26. {{استشهاد بكتاب}}: تجاهل المحلل الوسيط |name-list-format= لأنه غير معروف، ويقترح استخدام |name-list-style= (مساعدة)
262. ↑  "Thanmathra". Webindia123.com. مؤرشف من الأصل في 2007-11-06. اطلع عليه بتاريخ 2008-01-24.
263. ↑  Ogiwara, Hiroshi (2004). Ashita no Kioku (باليابانية). Tōkyō: Kōbunsha. ISBN:978-4-334-92446-1. OCLC:57352130. Archived from the original on 2022-03-24. {{استشهاد بكتاب}}: تجاهل المحلل الوسيط |name-list-format= لأنه غير معروف، ويقترح استخدام |name-list-style= (help)
264. ↑  Munro، Alice (2001). Hateship, Friendship, Courtship, Loveship, Marriage: Stories. New York: A.A. Knopf. ISBN:978-0-375-41300-1. OCLC:46929223. {{استشهاد بكتاب}}: تجاهل المحلل الوسيط |name-list-format= لأنه غير معروف، ويقترح استخدام |name-list-style= (مساعدة)
265. ↑  "Malcolm and Barbara: A love story". Dfgdocs. مؤرشف من الأصل في 2008-05-24. اطلع عليه بتاريخ 2008-01-24.
266. ↑  
"Malcolm and Barbara: A love story". BBC Cambridgeshire. مؤرشف من الأصل في 2012-11-10. اطلع عليه بتاريخ 2008-03-02.
267. ↑  Plunkett J (7 أغسطس 2007). "Alzheimer's film-maker to face ITV lawyers". London: Guardian Media. مؤرشف من الأصل في 2008-01-15. اطلع عليه بتاريخ 2008-01-24.
268. ↑  Cummings JL، Morstorf T، Zhong K (يوليو 2014). "Alzheimer's disease drug-development pipeline: few candidates, frequent failures". Alzheimer's Research & Therapy. ج. 6 ع. 4: 37. DOI:10.1186/alzrt269. PMC:4095696. PMID:25024750.{{استشهاد بدورية محكمة}}:  صيانة الاستشهاد: دوي مجاني غير معلم (link)
269. ↑  Gutis، Phillip S. (22 مارس 2019). "An Alzheimer's Drug Trial Gave Me Hope, and Then It Ended". The New York Times. مؤرشف من الأصل في 2020-05-12. اطلع عليه بتاريخ 2019-03-25.
270. ↑  Lashuel HA، Hartley DM، Balakhaneh D، Aggarwal A، Teichberg S، Callaway DJ (نوفمبر 2002). "New class of inhibitors of amyloid-beta fibril formation. Implications for the mechanism of pathogenesis in Alzheimer's disease". The Journal of Biological Chemistry. ج. 277 ع. 45: 42881–90. DOI:10.1074/jbc.M206593200. PMID:12167652.{{استشهاد بدورية محكمة}}:  صيانة الاستشهاد: دوي مجاني غير معلم (link)
271. ↑  Dodel R، Neff F، Noelker C، Pul R، Du Y، Bacher M، Oertel W (March 2010). "Intravenous immunoglobulins as a treatment for Alzheimer's disease: rationale and current evidence". Drugs. ج. 70 ع. 5: 513–28. DOI:10.2165/11533070-000000000-00000. PMID:20329802. مؤرشف من الأصل في 17 September 2011. اطلع عليه بتاريخ أكتوبر 2020. {{استشهاد بدورية محكمة}}: تحقق من التاريخ في: |تاريخ الوصول= (مساعدة)
272. ↑  Vaccination:
  - Hawkes CA، McLaurin J (نوفمبر 2007). "Immunotherapy as treatment for Alzheimer's disease". Expert Review of Neurotherapeutics. ج. 7 ع. 11: 1535–48. DOI:10.1586/14737175.7.11.1535. PMID:17997702.
  - Solomon B (يونيو 2007). "Clinical immunologic approaches for the treatment of Alzheimer's disease". Expert Opinion on Investigational Drugs. ج. 16 ع. 6: 819–28. DOI:10.1517/13543784.16.6.819. PMID:17501694.
  - Woodhouse A، Dickson TC، Vickers JC (2007). "Vaccination strategies for Alzheimer's disease: A new hope?". Drugs & Aging. ج. 24 ع. 2: 107–19. DOI:10.2165/00002512-200724020-00003. PMID:17313199.
273. ↑  "Study Evaluating ACC-001 in Mild to Moderate Alzheimers Disease Subjects". Clinical Trial. US National Institutes of Health. 11 مارس 2008. مؤرشف من الأصل في 2013-07-30. اطلع عليه بتاريخ 2008-06-05.
274. ↑  "Study Evaluating Safety, Tolerability, and Immunogenicity of ACC-001 in Subjects with Alzheimer's Disease". US National Institutes of Health. مؤرشف من الأصل في 2008-10-29. اطلع عليه بتاريخ 2008-06-05.
275. ↑  "Alzheimer's Disease Vaccine Trial Suspended on Safety Concern". Medpage Today. 18 أبريل 2008. مؤرشف من الأصل في 2008-04-23. اطلع عليه بتاريخ 2008-06-14.
276. ↑  "Bapineuzumab in Patients with Mild to Moderate Alzheimer's Disease/ Apo_e4 Non-carriers" (Clinical Trial). US National Institutes of Health. 29 فبراير 2008. مؤرشف من الأصل في 2008-03-22. اطلع عليه بتاريخ 2008-03-23.
277. ↑  Sperling RA، Jack CR، Black SE، Frosch MP، Greenberg SM، Hyman BT، Scheltens P، Carrillo MC، Thies W، Bednar MM، Black RS، Brashear HR، Grundman M، Siemers ER، Feldman HH، Schindler RJ (يوليو 2011). "Amyloid-related imaging abnormalities in amyloid-modifying therapeutic trials: recommendations from the Alzheimer's Association Research Roundtable Workgroup". Alzheimer's & Dementia. ج. 7 ع. 4: 367–85. DOI:10.1016/j.jalz.2011.05.2351. PMC:3693547. PMID:21784348.
278. ↑  "Safety, Tolerability and Efficacy Study to Evaluate Subjects with Mild Cognitive Impairment" (Clinical Trial). US National Institutes of Health. 11 مارس 2008. مؤرشف من الأصل في 2008-10-22. اطلع عليه بتاريخ 2008-03-23.
279. ↑  "Study Evaluating the Safety, Tolerability and Efficacy of PBT2 in Patients with Early Alzheimer's Disease" (Clinical Trial). US National Institutes of Health. 13 يناير 2008. مؤرشف من الأصل في 2008-08-31. اطلع عليه بتاريخ 2008-03-23.
280. ↑  Etanercept research:
  - Tobinick E (سبتمبر 2009). "Tumour necrosis factor modulation for treatment of Alzheimer's disease: rationale and current evidence". CNS Drugs. ج. 23 ع. 9: 713–25. DOI:10.2165/11310810-000000000-00000. PMID:19689163.
  - Tobinick E، Gross H، Weinberger A، Cohen H (أبريل 2006). "TNF-alpha modulation for treatment of Alzheimer's disease: a 6-month pilot study". MedGenMed. ج. 8 ع. 2: 25. PMC:1785182. PMID:16926764.
  - Griffin WS (يناير 2008). "Perispinal etanercept: potential as an Alzheimer therapeutic". Journal of Neuroinflammation. ج. 5: 3. DOI:10.1186/1742-2094-5-3. PMC:2241592. PMID:18186919.{{استشهاد بدورية محكمة}}:  صيانة الاستشهاد: دوي مجاني غير معلم (link)
  - Tobinick E (ديسمبر 2007). "Perispinal etanercept for treatment of Alzheimer's disease". Current Alzheimer Research. ج. 4 ع. 5: 550–52. DOI:10.2174/156720507783018217. PMID:18220520.
  - Cheng X، Shen Y، Li R (نوفمبر 2014). "Targeting TNF: a therapeutic strategy for Alzheimer's disease". Drug Discovery Today. ج. 19 ع. 11: 1822–27. DOI:10.1016/j.drudis.2014.06.029. PMID:24998784.
281. ↑  Wischik CM، Bentham P، Wischik DJ، Seng KM (يوليو 2008). "Tau aggregation inhibitor (TAI) therapy with remberTM arrests disease progression in mild and moderate Alzheimer's disease over 50 weeks". Alzheimer's & Dementia. ج. 4 ع. 4: T167. DOI:10.1016/j.jalz.2008.05.438. مؤرشف من الأصل في 2020-06-27. اطلع عليه بتاريخ 2008-07-30.
282. ↑  Harrington C، Rickard J، Horsley D (يوليو 2008). "Methylthioninium chloride (MTC) acts as a tau aggregation inhibitor (TAI) in a cellular model and reverses tau pathology in transgenic mouse models of Alzheimer's disease". Alzheimer's & Dementia. ج. 4 ع. 4: T120–21. DOI:10.1016/j.jalz.2008.05.259.
283. ↑  Doody RS، Gavrilova SI، Sano M، Thomas RG، Aisen PS، Bachurin SO، Seely L، Hung D (يوليو 2008). "Effect of dimebon on cognition, activities of daily living, behaviour, and global function in patients with mild-to-moderate Alzheimer's disease: a randomised, double-blind, placebo-controlled study". Lancet. ج. 372 ع. 9634: 207–15. DOI:10.1016/S0140-6736(08)61074-0. PMID:18640457.
284. ↑  Bezprozvanny I (أكتوبر 2010). "The rise and fall of Dimebon". Drug News & Perspectives (Original article). ج. 23 ع. 8: 518–23. DOI:10.1358/dnp.2010.23.8.1500435. PMC:3922928. PMID:21031168.
285. ↑  "Pfizer And Medivation announce results from two phase 3 studies in Dimebon (latrepirdine*) Alzheimer's disease clinical development program (NASDAQ:MDVN)" (Press release). مؤرشف من الأصل في 2012-09-04. اطلع عليه بتاريخ 2012-11-16.
286. ↑  Wendler A، Wehling M (مارس 2012). "Translatability scoring in drug development: eight case studies". Journal of Translational Medicine. ج. 10 ع. 1: 39. DOI:10.1186/1479-5876-10-39. PMC:3330010. PMID:22397594.{{استشهاد بدورية محكمة}}:  صيانة الاستشهاد: دوي مجاني غير معلم (link)
287. ↑  Baddeley TC، McCaffrey J، Storey JM، Cheung JK، Melis V، Horsley D، Harrington CR، Wischik CM (يناير 2015). "Complex disposition of methylthioninium redox forms determines efficacy in tau aggregation inhibitor therapy for Alzheimer's disease". The Journal of Pharmacology and Experimental Therapeutics. ج. 352 ع. 1: 110–18. DOI:10.1124/jpet.114.219352. PMID:25320049.
288. ↑  Wischik CM، Harrington CR، Storey JM (أبريل 2014). "Tau-aggregation inhibitor therapy for Alzheimer's disease". Biochemical Pharmacology. ج. 88 ع. 4: 529–39. DOI:10.1016/j.bcp.2013.12.008. PMID:24361915.
289. ↑  Feuerstein، Adam (14 فبراير 2017). "Merck Alzheimer's Drug Study Halted Early for Futility". New York City: TheStreet, Inc. مؤرشف من الأصل في 2017-02-16.Merck Alzheimer's Drug Study Halted Early for Futility Independent study monitors concluded that there was "virtually no chance of finding a positive clinical effect."
290. ↑  "After A Big Failure, Scientists And Patients Hunt For A New Type Of Alzheimer's Drug". NPR.org. مؤرشف من الأصل في 2020-04-03. اطلع عليه بتاريخ 2019-05-17.
291. ↑  Gallagher، James (2 مايو 2019). "Dementia is 'greatest health challenge'". مؤرشف من الأصل في 2020-05-06. اطلع عليه بتاريخ 2019-05-17.
292. ↑  "First drug that can slow Alzheimer's dementia". BBC News. 22 أكتوبر 2019. مؤرشف من الأصل في 2019-12-09.
293. ↑  Morley، John E.؛ Armbrecht، Harvey James؛ Farr، Susan A.؛ Kumar، Vijaya B. (مايو 2012). "The senescence accelerated mouse (SAMP8) as a model for oxidative stress and Alzheimer's disease". Biochimica et Biophysica Acta (BBA) - Molecular Basis of Disease. ج. 1822 ع. 5: 650–656. DOI:10.1016/j.bbadis.2011.11.015. ISSN:0925-4439. PMID:22142563.
294. ↑  Marciniak R، Sheardova K، Cermáková P، Hudeček D، Sumec R، Hort J (2014). "Effect of meditation on cognitive functions in context of aging and neurodegenerative diseases". Frontiers in Behavioral Neuroscience. ج. 8: 17. DOI:10.3389/fnbeh.2014.00017. PMC:3903052. PMID:24478663.{{استشهاد بدورية محكمة}}:  صيانة الاستشهاد: دوي مجاني غير معلم (link)
295. ↑  Larouche E، Hudon C، Goulet S (يناير 2015). "Potential benefits of mindfulness-based interventions in mild cognitive impairment and Alzheimer's disease: an interdisciplinary perspective". Behavioural Brain Research. ج. 276 ع. 276: 199–212. DOI:10.1016/j.bbr.2014.05.058. PMID:24893317.
296. ↑  Jaunmuktane Z، Mead S، Ellis M، Wadsworth JD، Nicoll AJ، Kenny J، وآخرون (سبتمبر 2015). "Evidence for human transmission of amyloid-β pathology and cerebral amyloid angiopathy". Nature. ج. 525 ع. 7568: 247–50. Bibcode:2015Natur.525..247J. DOI:10.1038/nature15369. PMID:26354483.
297. ↑  Abbott A (سبتمبر 2015). "Autopsies reveal signs of Alzheimer's in growth-hormone patients". Nature. ج. 525 ع. 7568: 165–66. Bibcode:2015Natur.525..165A. DOI:10.1038/525165a. PMID:26354460.
298. 1 2  Martin C, Solís L, Concha MI, Otth C (Jun 2011). "[Herpes simplex virus type 1 as risk factor associated to Alzheimer disease]" [Herpes Simplex Virus Type 1 as Risk Factor Associated to Alzheimer Disease]. Revista Médica de Chile (بالإسبانية). 139 (6): 779–86. DOI:10.4067/S0034-98872011000600013. PMID:22051760.
299. ↑  Wozniak MA، Mee AP، Itzhaki RF (يناير 2009). "Herpes simplex virus type 1 DNA is located within Alzheimer's disease amyloid plaques". The Journal of Pathology (Original study). ج. 217 ع. 1: 131–38. DOI:10.1002/path.2449. PMID:18973185.
300. ↑  Itzhaki RF (2014). "Herpes simplex virus type 1 and Alzheimer's disease: increasing evidence for a major role of the virus". Frontiers in Aging Neuroscience. ج. 6: 202. DOI:10.3389/fnagi.2014.00202. PMC:4128394. PMID:25157230.{{استشهاد بدورية محكمة}}:  صيانة الاستشهاد: دوي مجاني غير معلم (link)
301. ↑  Itzhaki RF، Lathe R، Balin BJ، Ball MJ، Bearer EL، Braak H، وآخرون (2016). "Microbes and Alzheimer's Disease". Journal of Alzheimer's Disease. ج. 51 ع. 4: 979–84. DOI:10.3233/JAD-160152. PMC:5457904. PMID:26967229. مؤرشف من الأصل في 2016-11-10.
302. ↑  Alonso R، Pisa D، Rábano A، Carrasco L (يوليو 2014). "Alzheimer's disease and disseminated mycoses". European Journal of Clinical Microbiology & Infectious Diseases. ج. 33 ع. 7: 1125–32. DOI:10.1007/s10096-013-2045-z. PMID:24452965.
303. 1 2  Pisa D، Alonso R، Rábano A، Rodal I، Carrasco L (أكتوبر 2015). "Different Brain Regions are Infected with Fungi in Alzheimer's Disease". Scientific Reports. ج. 5: 15015. Bibcode:2015NatSR...515015P. DOI:10.1038/srep15015. PMC:4606562. PMID:26468932.
304. ↑  "Fungus, the bogeyman". The Economist. 22 أكتوبر 2015. مؤرشف من الأصل في 2017-08-08.
305. ↑  Kumar DK، Choi SH، Washicosky KJ، Eimer WA، Tucker S، Ghofrani J، Lefkowitz A، McColl G، Goldstein LE، Tanzi RE، Moir RD (مايو 2016). "Amyloid-β peptide protects against microbial infection in mouse and worm models of Alzheimer's disease". Science Translational Medicine. ج. 8 ع. 340: 340ra72. DOI:10.1126/scitranslmed.aaf1059. PMC:5505565. PMID:27225182.
306. ↑  Kolata، Gina (25 مايو 2016). "Could Alzheimer's Stem From Infections? It Makes Sense, Experts Say". نيويورك تايمز. مؤرشف من الأصل في 2017-02-04.
307. ↑  "Alzheimer's culprit may fight other diseases". ساينس نيوز. 2016-06-16. مؤرشف من الأصل في 26 May 2016. اطلع عليه بتاريخ أغسطس 2020. {{استشهاد ويب}}: تحقق من التاريخ في: |تاريخ الوصول= (مساعدة)
308. ↑  Dougall NJ، Bruggink S، Ebmeier KP (2004). "Systematic review of the diagnostic accuracy of 99mTc-HMPAO-SPECT in dementia". The American Journal of Geriatric Psychiatry. ج. 12 ع. 6: 554–70. DOI:10.1176/appi.ajgp.12.6.554. PMID:15545324.
309. ↑  Carpenter AP، Pontecorvo MJ، Hefti FF، Skovronsky DM (أغسطس 2009). "The use of the exploratory IND in the evaluation and development of 18F-PET radiopharmaceuticals for amyloid imaging in the brain: a review of one company's experience". The Quarterly Journal of Nuclear Medicine and Molecular Imaging. ج. 53 ع. 4: 387–93. PMID:19834448.
310. ↑  Leung K (8 أبريل 2010). "(E)-4-(2-(6-(2-(2-(2-(18F-fluoroethoxy)ethoxy)ethoxy)pyridin-3-yl)vinyl)-N-methyl benzenamine [[18F]AV-45]". Molecular Imaging and Contrast Agent Database. مؤرشف من الأصل في 2010-06-07. اطلع عليه بتاريخ 2010-06-24.
311. ↑  Rabinovici GD، Jagust WJ (2009). "Amyloid imaging in aging and dementia: testing the amyloid hypothesis in vivo". Behavioural Neurology. ج. 21 ع. 1: 117–28. DOI:10.1155/2009/609839. PMC:2804478. PMID:19847050. مؤرشف من الأصل في 2013-07-30.{{استشهاد بدورية محكمة}}:  صيانة الاستشهاد: دوي مجاني غير معلم (link)
312. ↑  O'Brien JT (ديسمبر 2007). "Role of imaging techniques in the diagnosis of dementia". The British Journal of Radiology. 80 Spec No 2 ع. Spec No 2: S71–77. DOI:10.1259/bjr/33117326. PMID:18445747.
313. ↑  "FDA Panel Recommends Conditional Approval for PET Agent". Imaging Technology News. 21 يناير 2011. مؤرشف من الأصل في 2019-06-17. اطلع عليه بتاريخ 2019-06-17.
314. ↑  Clark CM، Schneider JA، Bedell BJ، Beach TG، Bilker WB، Mintun MA، وآخرون (يناير 2011). "Use of florbetapir-PET for imaging beta-amyloid pathology". JAMA. ج. 305 ع. 3: 275–83. DOI:10.1001/jama.2010.2008. PMC:7041965. PMID:21245183.
315. ↑  "Amyvid". Community register of medicinal products for human use. European Community. 17 يناير 2013. مؤرشف من الأصل في 2020-05-29. اطلع عليه بتاريخ 2018-04-18.
316. ↑  Chong MS، Sahadevan S (سبتمبر 2005). "Preclinical Alzheimer's disease: diagnosis and prediction of progression". The Lancet. Neurology. ج. 4 ع. 9: 576–79. DOI:10.1016/s1474-4422(05)70168-x. PMID:16109364.
317. 1 2  Sharma N، Singh AN (يوليو 2016). "Exploring Biomarkers for Alzheimer's Disease". Journal of Clinical and Diagnostic Research (Review). ج. 10 ع. 7: KE01–06. DOI:10.7860/JCDR/2016/18828.8166. PMC:5020308. PMID:27630867.
318. ↑  محمد مرعشي (2003). معجم مرعشي الطبي الكبير (بالعربية والإنجليزية). بيروت: مكتبة لبنان ناشرون. ص. 457. ISBN:978-9953-33-054-9. OCLC:4771449526. QID:Q98547939.

### بِاللُغة العربيَّة
1. ↑  إيكُو، لافِي (11 أبريل/نيسان 2013). "90 ألف مريض بالزهايمر في المغرب.. والأقاربُ شركاءُ مِحنَة". هسبرس. مؤرشف من الأصل في 26 يونيو/حزيران 2020. اطلع عليه بتاريخ 26 يونيو/حزيران 2020. {{استشهاد ويب}}: تحقق من التاريخ في: |تاريخ الوصول=، |تاريخ=، و|تاريخ أرشيف= (مساعدة)
2. ↑  عيراني، مارسيل (30 يناير/كانون الثاني 2014). "30 ألف حالة ألزهايمر في لبنان: التوعية ضرورية رغم غياب العلاج الشافي". النشرة. مؤرشف من الأصل في 26 يونيو/حزيران 2020. اطلع عليه بتاريخ 26 يونيو/حزيران 2020. {{استشهاد ويب}}: تحقق من التاريخ في: |تاريخ الوصول=، |تاريخ=، و|تاريخ أرشيف= (مساعدة)
3. ↑  مجهول (23 سبتمبر/أيلول 2016). "رئيسة الجمعية التونسية لمكافحة مرض الزهايمر: عدد المصابين في تونس بلغ 60 ألف حالة". نسمة. مؤرشف من الأصل في 26 يونيو/حزيران 2020. اطلع عليه بتاريخ 26 يونيو/حزيران 2020. {{استشهاد ويب}}: تحقق من التاريخ في: |تاريخ الوصول=، |تاريخ=، و|تاريخ أرشيف= (مساعدة)
4. ↑  الصبيحي، عبدالله (25 سبتمبر/أيلول 2017). "47 مليون مصاب بالعالم و300 ألف مصري.. تعرف على أسباب الإصابة بالزهايمر وطرق الوقاية منه". بوابة الأهرام. مؤرشف من الأصل في 26 يونيو/حزيران 2020. اطلع عليه بتاريخ 26 يونيو/حزيران 2020. {{استشهاد ويب}}: تحقق من التاريخ في: |تاريخ الوصول=، |تاريخ=، و|تاريخ أرشيف= (مساعدة)
5. ↑  الجمعية السعودية الخيرية لمرض الزهايمر (2017). "أرقام وحقائق". الجمعية السعودية الخيرية لمرض الزهايمر. مؤرشف من الأصل في 26 يونيو/حزيران 2020. اطلع عليه بتاريخ 26 يونيو/حزيران 2020. {{استشهاد ويب}}: تحقق من التاريخ في: |تاريخ الوصول= و|تاريخ أرشيف= (مساعدة)
6. ↑  خلاص، كريمة (29 يناير/كانون الثاني 2018). "الزهايمر.. عندما يهرب المسنون إلى عالمهم الطفولي". بوابة الشرق. مؤرشف من الأصل في 26 يونيو/حزيران 2020. اطلع عليه بتاريخ 26 يونيو/حزيران 2020. {{استشهاد ويب}}: تحقق من التاريخ في: |تاريخ الوصول=، |تاريخ=، و|تاريخ أرشيف= (مساعدة)
7. ↑  العلاس، عمر (24 سبتمبر/أيلول 2019). "7 آلاف مصاب بـ «ألزهايمر» في الكويت". مجموعة الرأي الإعلامية. مؤرشف من الأصل في 26 يونيو/حزيران 2020. اطلع عليه بتاريخ 26 يونيو/حزيران 2020. {{استشهاد ويب}}: تحقق من التاريخ في: |تاريخ الوصول=، |تاريخ=، و|تاريخ أرشيف= (مساعدة)
8. ↑  "عمر الشريف مصاب بـ"ألزهايمر".. ويسأل عن فاتن حمامة". العربية.نت. 24 مايو 2015. مؤرشف من الأصل في 2020-07-02. اطلع عليه بتاريخ 2020-07-02. {{استشهاد ويب}}: |archive-date= / |archive-url= timestamp mismatch (مساعدة)
9. ↑  "أفلام عربية وأجنبية تناولت مرض ألزهايمر". البوابة نيوز. مؤرشف من الأصل في 21 سبتمبر 2018. اطلع عليه بتاريخ 15 أبريل/نيسان 2020. {{استشهاد ويب}}: تحقق من التاريخ في: |تاريخ الوصول= (مساعدة)
10. ↑  العلاف خليل، إبراهيم (9 أكتوبر 2010). "الدكتور غازي القصيبي.. الصوت الجرئ في المجتمع المحافظ". الحوار المتمدن. مؤرشف من الأصل في 26 يونيو/حزيران 2020. اطلع عليه بتاريخ 26 يونيو/حزيران 2020. {{استشهاد ويب}}: تحقق من التاريخ في: |تاريخ الوصول= و|تاريخ أرشيف= (مساعدة)
11. 1 2  ديفس، كيفن (2002). الجينيوم كسر شفرة المورثات. ترجمة: العيتي، ياسر. الرياض، السعودية: مكتبة العبيكان. ص. 395. ISBN:9960-40-094-8. مؤرشف من الأصل في 26 يونيو/حزيران 2020. اطلع عليه بتاريخ 26 يونيو/حزيران 2020. {{استشهاد بكتاب}}: تحقق من التاريخ في: |تاريخ الوصول= و|تاريخ أرشيف= (مساعدة)
12. 1 2  "ترجمة (Alzheimer's disease) في المعجم الطبي الموحد". مكتبة لبنان ناشرون. مؤرشف من الأصل في 26 يونيو/حزيران 2020. اطلع عليه بتاريخ 26 يونيو/حزيران 2020. {{استشهاد ويب}}: تحقق من التاريخ في: |تاريخ الوصول= و|تاريخ أرشيف= (مساعدة)
13. 1 2 3 4 5 6  "ترجمة (Alzheimer's disease) في قاموس المعاني". قاموس المعاني. مؤرشف من الأصل في 26 يونيو 2020. اطلع عليه بتاريخ 26 يونيو/حزيران 2020. {{استشهاد ويب}}: تحقق من التاريخ في: |تاريخ الوصول= (مساعدة)
14. 1 2 3  "ترجمة (Alzheimer's disease) في القاموس". موقع القاموس. مؤرشف من الأصل في 29 يونيو 2020. اطلع عليه بتاريخ 26 يونيو/حزيران 2020. {{استشهاد ويب}}: تحقق من التاريخ في: |تاريخ الوصول= (مساعدة)
15. ↑  "ترجمة (Alzheimer's disease) في المعجم الطبي الموحد". مكتبة لبنان ناشرون. مؤرشف من الأصل في 26 يونيو/حزيران 2020. اطلع عليه بتاريخ 26 يونيو/حزيران 2020. {{استشهاد ويب}}: تحقق من التاريخ في: |تاريخ الوصول= و|تاريخ أرشيف= (مساعدة)
16. ↑  "ترجمة (Alzheimer's disease) في تشخيص الأمراض". مكتبة لبنان ناشرون. مؤرشف من الأصل في 26 يونيو 2020. اطلع عليه بتاريخ 26 يونيو/حزيران 2020. {{استشهاد ويب}}: تحقق من التاريخ في: |تاريخ الوصول= (مساعدة)
17. ↑  "ترجمة (Alzheimer's disease) في القاموس الطبي". مكتبة لبنان ناشرون. مؤرشف من الأصل في 26 يونيو 2020. اطلع عليه بتاريخ 26 يونيو/حزيران 2020. {{استشهاد ويب}}: تحقق من التاريخ في: |تاريخ الوصول= (مساعدة)
18. ↑  "ترجمة (Alzheimer's disease) في القاموس الطبي". مكتبة لبنان ناشرون. مؤرشف من الأصل في 26 يونيو 2020. اطلع عليه بتاريخ 26 يونيو/حزيران 2020. {{استشهاد ويب}}: تحقق من التاريخ في: |تاريخ الوصول= (مساعدة)

### قراءة موسعة
بالعربية
- غراهام، نوري؛ وارنر، جيمس (2013م). "مرض+آلزهايمر"&hl=ar&source=gbs_navlinks_s ألزهايمر وأنواع أخرى من الخرف. ترجمة: مارك عبود (ط. الأولى). الرياض - السعودية: المنهل. ISBN:9796500282206. مؤرشف من الأصل في 2020-07-03. اطلع عليه بتاريخ 1 يوليو (أيلول) 2020م. {{استشهاد بكتاب}}: تحقق من التاريخ في: |تاريخ الوصول= و|سنة= (مساعدة)
- فريق عمل مايو كلينك. "مرض الزهايمر- الأعراض والأسباب". مايو كلينك. مؤرشف من الأصل في 1 يوليو (أيلول) 2020م. اطلع عليه بتاريخ 1 يوليو (أيلول) 2020م. {{استشهاد ويب}}: تحقق من التاريخ في: |تاريخ الوصول= و|تاريخ أرشيف= (مساعدة)

بالإنجليزية
- Alzheimer's Disease: Unraveling the Mystery. US Department of Health and Human Services, National Institute on Aging, NIH. 2008. مؤرشف من الأصل في 2012-01-08.
- Can Alzheimer's Disease Be Prevented? (PDF). US Department of Health and Human Services, National Institute on Aging, NIH. 2009. مؤرشف من الأصل (PDF) في 2013-05-02.
- Caring for a Person with Alzheimer's Disease: Your Easy-to-Use Guide from the National Institute on Aging. US Department of Health and Human Services, National Institute on Aging, NIH. 2009. مؤرشف من الأصل في 2012-01-08.
- Russell D، Barston S، White M (19 ديسمبر 2007). "Alzheimer's Behavior Management: Learn to Manage Common Behavior Problems". helpguide.org. مؤرشف من الأصل في 2008-02-23. اطلع عليه بتاريخ 2008-02-29.
- Irvine K، Laws KR، Gale TM، Kondel TK (2012). "Greater cognitive deterioration in women than men with Alzheimer's disease: a meta analysis". Journal of Clinical and Experimental Neuropsychology (Meta-analysis). ج. 34 ع. 9: 989–98. DOI:10.1080/13803395.2012.712676. PMID:22913619.
- Harilal، Seetha؛ Jose، Jobin؛ Parambi، Della Grace Thomas؛ Kumar، Rajesh؛ Mathew، Githa Elizabeth؛ Uddin، Md. Sahab؛ Kim، Hoon؛ Mathew، Bijo (15 يوليو 2019). "Advancements in nanotherapeutics for Alzheimer's disease: current perspectives". Journal of Pharmacy and Pharmacology. ج. 71 ع. 9: 1370–1383. DOI:10.1111/jphp.13132. PMID:31304982.

## وصلات خارجية
- مرض آلزهايمر على مشروع الدليل المفتوح